# 2008
Portal Geschichte | Portal Biografien | Aktuelle Ereignisse | Jahreskalender | Tagesartikel

◄ |
20. Jahrhundert |
21. Jahrhundert

◄ |
1970er |
1980er |
1990er |
2000er
| 2010er | 2020er | 2030er | ►

◄◄ |
◄ |
2004 |
2005 |
2006 |
2007 |
2008
| 2009 | 2010 | 2011 | 2012 | ► | ►►
 Jan.
| Feb.
| Mär.
| Apr.
| Mai
| Jun.
| Jul.
| Aug.
| Sep.
| Okt.
| Nov.
| Dez.
Staatsoberhäupter · Wahlen · Nekrolog  · Literaturjahr · Musikjahr · Filmjahr · Rundfunkjahr · Sportjahr
| Januar | Januar | Januar | Januar | Januar | Januar | Januar | Januar |
| Kw     | Mo     | Di     | Mi     | Do     | Fr     | Sa     | So     |
| ------ | ------ | ------ | ------ | ------ | ------ | ------ | ------ |
| 1      |        | 1      | 2      | 3      | 4      | 5      | 6      |
| 2      | 7      | 8      | 9      | 10     | 11     | 12     | 13     |
| 3      | 14     | 15     | 16     | 17     | 18     | 19     | 20     |
| 4      | 21     | 22     | 23     | 24     | 25     | 26     | 27     |
| 5      | 28     | 29     | 30     | 31     |        |        |        |

| Februar | Februar | Februar | Februar | Februar | Februar | Februar | Februar |
| Kw      | Mo      | Di      | Mi      | Do      | Fr      | Sa      | So      |
| ------- | ------- | ------- | ------- | ------- | ------- | ------- | ------- |
| 5       |         |         |         |         | 1       | 2       | 3       |
| 6       | 4       | 5       | 6       | 7       | 8       | 9       | 10      |
| 7       | 11      | 12      | 13      | 14      | 15      | 16      | 17      |
| 8       | 18      | 19      | 20      | 21      | 22      | 23      | 24      |
| 9       | 25      | 26      | 27      | 28      | 29      |         |         |

| März | März | März | März | März | März | März | März |
| Kw   | Mo   | Di   | Mi   | Do   | Fr   | Sa   | So   |
| ---- | ---- | ---- | ---- | ---- | ---- | ---- | ---- |
| 9    |      |      |      |      |      | 1    | 2    |
| 10   | 3    | 4    | 5    | 6    | 7    | 8    | 9    |
| 11   | 10   | 11   | 12   | 13   | 14   | 15   | 16   |
| 12   | 17   | 18   | 19   | 20   | 21   | 22   | 23   |
| 13   | 24   | 25   | 26   | 27   | 28   | 29   | 30   |
| 14   | 31   |      |      |      |      |      |      |

| April | April | April | April | April | April | April | April |
| Kw    | Mo    | Di    | Mi    | Do    | Fr    | Sa    | So    |
| ----- | ----- | ----- | ----- | ----- | ----- | ----- | ----- |
| 14    |       | 1     | 2     | 3     | 4     | 5     | 6     |
| 15    | 7     | 8     | 9     | 10    | 11    | 12    | 13    |
| 16    | 14    | 15    | 16    | 17    | 18    | 19    | 20    |
| 17    | 21    | 22    | 23    | 24    | 25    | 26    | 27    |
| 18    | 28    | 29    | 30    |       |       |       |       |

| Mai | Mai | Mai | Mai | Mai | Mai | Mai | Mai |
| Kw  | Mo  | Di  | Mi  | Do  | Fr  | Sa  | So  |
| --- | --- | --- | --- | --- | --- | --- | --- |
| 18  |     |     |     | 1   | 2   | 3   | 4   |
| 19  | 5   | 6   | 7   | 8   | 9   | 10  | 11  |
| 20  | 12  | 13  | 14  | 15  | 16  | 17  | 18  |
| 21  | 19  | 20  | 21  | 22  | 23  | 24  | 25  |
| 22  | 26  | 27  | 28  | 29  | 30  | 31  |     |

| Juni | Juni | Juni | Juni | Juni | Juni | Juni | Juni |
| Kw   | Mo   | Di   | Mi   | Do   | Fr   | Sa   | So   |
| ---- | ---- | ---- | ---- | ---- | ---- | ---- | ---- |
| 22   |      |      |      |      |      |      | 1    |
| 23   | 2    | 3    | 4    | 5    | 6    | 7    | 8    |
| 24   | 9    | 10   | 11   | 12   | 13   | 14   | 15   |
| 25   | 16   | 17   | 18   | 19   | 20   | 21   | 22   |
| 26   | 23   | 24   | 25   | 26   | 27   | 28   | 29   |
| 27   | 30   |      |      |      |      |      |      |

| Juli | Juli | Juli | Juli | Juli | Juli | Juli | Juli |
| Kw   | Mo   | Di   | Mi   | Do   | Fr   | Sa   | So   |
| ---- | ---- | ---- | ---- | ---- | ---- | ---- | ---- |
| 27   |      | 1    | 2    | 3    | 4    | 5    | 6    |
| 28   | 7    | 8    | 9    | 10   | 11   | 12   | 13   |
| 29   | 14   | 15   | 16   | 17   | 18   | 19   | 20   |
| 30   | 21   | 22   | 23   | 24   | 25   | 26   | 27   |
| 31   | 28   | 29   | 30   | 31   |      |      |      |

| August | August | August | August | August | August | August | August |
| Kw     | Mo     | Di     | Mi     | Do     | Fr     | Sa     | So     |
| ------ | ------ | ------ | ------ | ------ | ------ | ------ | ------ |
| 31     |        |        |        |        | 1      | 2      | 3      |
| 32     | 4      | 5      | 6      | 7      | 8      | 9      | 10     |
| 33     | 11     | 12     | 13     | 14     | 15     | 16     | 17     |
| 34     | 18     | 19     | 20     | 21     | 22     | 23     | 24     |
| 35     | 25     | 26     | 27     | 28     | 29     | 30     | 31     |

| September | September | September | September | September | September | September | September |
| Kw        | Mo        | Di        | Mi        | Do        | Fr        | Sa        | So        |
| --------- | --------- | --------- | --------- | --------- | --------- | --------- | --------- |
| 36        | 1         | 2         | 3         | 4         | 5         | 6         | 7         |
| 37        | 8         | 9         | 10        | 11        | 12        | 13        | 14        |
| 38        | 15        | 16        | 17        | 18        | 19        | 20        | 21        |
| 39        | 22        | 23        | 24        | 25        | 26        | 27        | 28        |
| 40        | 29        | 30        |           |           |           |           |           |

| Oktober | Oktober | Oktober | Oktober | Oktober | Oktober | Oktober | Oktober |
| Kw      | Mo      | Di      | Mi      | Do      | Fr      | Sa      | So      |
| ------- | ------- | ------- | ------- | ------- | ------- | ------- | ------- |
| 40      |         |         | 1       | 2       | 3       | 4       | 5       |
| 41      | 6       | 7       | 8       | 9       | 10      | 11      | 12      |
| 42      | 13      | 14      | 15      | 16      | 17      | 18      | 19      |
| 43      | 20      | 21      | 22      | 23      | 24      | 25      | 26      |
| 44      | 27      | 28      | 29      | 30      | 31      |         |         |

| November | November | November | November | November | November | November | November |
| Kw       | Mo       | Di       | Mi       | Do       | Fr       | Sa       | So       |
| -------- | -------- | -------- | -------- | -------- | -------- | -------- | -------- |
| 44       |          |          |          |          |          | 1        | 2        |
| 45       | 3        | 4        | 5        | 6        | 7        | 8        | 9        |
| 46       | 10       | 11       | 12       | 13       | 14       | 15       | 16       |
| 47       | 17       | 18       | 19       | 20       | 21       | 22       | 23       |
| 48       | 24       | 25       | 26       | 27       | 28       | 29       | 30       |

| Dezember | Dezember | Dezember | Dezember | Dezember | Dezember | Dezember | Dezember |
| Kw       | Mo       | Di       | Mi       | Do       | Fr       | Sa       | So       |
| -------- | -------- | -------- | -------- | -------- | -------- | -------- | -------- |
| 49       | 1        | 2        | 3        | 4        | 5        | 6        | 7        |
| 50       | 8        | 9        | 10       | 11       | 12       | 13       | 14       |
| 51       | 15       | 16       | 17       | 18       | 19       | 20       | 21       |
| 52       | 22       | 23       | 24       | 25       | 26       | 27       | 28       |
| 1        | 29       | 30       | 31       |          |          |          |          |

| Januar | Januar | Januar | Januar | Januar | Januar | Januar | Januar |
| Kw     | Mo     | Di     | Mi     | Do     | Fr     | Sa     | So     |
| ------ | ------ | ------ | ------ | ------ | ------ | ------ | ------ |
| 1      |        | 1      | 2      | 3      | 4      | 5      | 6      |
| 2      | 7      | 8      | 9      | 10     | 11     | 12     | 13     |
| 3      | 14     | 15     | 16     | 17     | 18     | 19     | 20     |
| 4      | 21     | 22     | 23     | 24     | 25     | 26     | 27     |
| 5      | 28     | 29     | 30     | 31     |        |        |        |

| Februar | Februar | Februar | Februar | Februar | Februar | Februar | Februar |
| Kw      | Mo      | Di      | Mi      | Do      | Fr      | Sa      | So      |
| ------- | ------- | ------- | ------- | ------- | ------- | ------- | ------- |
| 5       |         |         |         |         | 1       | 2       | 3       |
| 6       | 4       | 5       | 6       | 7       | 8       | 9       | 10      |
| 7       | 11      | 12      | 13      | 14      | 15      | 16      | 17      |
| 8       | 18      | 19      | 20      | 21      | 22      | 23      | 24      |
| 9       | 25      | 26      | 27      | 28      | 29      |         |         |

| März | März | März | März | März | März | März | März |
| Kw   | Mo   | Di   | Mi   | Do   | Fr   | Sa   | So   |
| ---- | ---- | ---- | ---- | ---- | ---- | ---- | ---- |
| 9    |      |      |      |      |      | 1    | 2    |
| 10   | 3    | 4    | 5    | 6    | 7    | 8    | 9    |
| 11   | 10   | 11   | 12   | 13   | 14   | 15   | 16   |
| 12   | 17   | 18   | 19   | 20   | 21   | 22   | 23   |
| 13   | 24   | 25   | 26   | 27   | 28   | 29   | 30   |
| 14   | 31   |      |      |      |      |      |      |

| April | April | April | April | April | April | April | April |
| Kw    | Mo    | Di    | Mi    | Do    | Fr    | Sa    | So    |
| ----- | ----- | ----- | ----- | ----- | ----- | ----- | ----- |
| 14    |       | 1     | 2     | 3     | 4     | 5     | 6     |
| 15    | 7     | 8     | 9     | 10    | 11    | 12    | 13    |
| 16    | 14    | 15    | 16    | 17    | 18    | 19    | 20    |
| 17    | 21    | 22    | 23    | 24    | 25    | 26    | 27    |
| 18    | 28    | 29    | 30    |       |       |       |       |

| Mai | Mai | Mai | Mai | Mai | Mai | Mai | Mai |
| Kw  | Mo  | Di  | Mi  | Do  | Fr  | Sa  | So  |
| --- | --- | --- | --- | --- | --- | --- | --- |
| 18  |     |     |     | 1   | 2   | 3   | 4   |
| 19  | 5   | 6   | 7   | 8   | 9   | 10  | 11  |
| 20  | 12  | 13  | 14  | 15  | 16  | 17  | 18  |
| 21  | 19  | 20  | 21  | 22  | 23  | 24  | 25  |
| 22  | 26  | 27  | 28  | 29  | 30  | 31  |     |

| Juni | Juni | Juni | Juni | Juni | Juni | Juni | Juni |
| Kw   | Mo   | Di   | Mi   | Do   | Fr   | Sa   | So   |
| ---- | ---- | ---- | ---- | ---- | ---- | ---- | ---- |
| 22   |      |      |      |      |      |      | 1    |
| 23   | 2    | 3    | 4    | 5    | 6    | 7    | 8    |
| 24   | 9    | 10   | 11   | 12   | 13   | 14   | 15   |
| 25   | 16   | 17   | 18   | 19   | 20   | 21   | 22   |
| 26   | 23   | 24   | 25   | 26   | 27   | 28   | 29   |
| 27   | 30   |      |      |      |      |      |      |

| Juli | Juli | Juli | Juli | Juli | Juli | Juli | Juli |
| Kw   | Mo   | Di   | Mi   | Do   | Fr   | Sa   | So   |
| ---- | ---- | ---- | ---- | ---- | ---- | ---- | ---- |
| 27   |      | 1    | 2    | 3    | 4    | 5    | 6    |
| 28   | 7    | 8    | 9    | 10   | 11   | 12   | 13   |
| 29   | 14   | 15   | 16   | 17   | 18   | 19   | 20   |
| 30   | 21   | 22   | 23   | 24   | 25   | 26   | 27   |
| 31   | 28   | 29   | 30   | 31   |      |      |      |

| August | August | August | August | August | August | August | August |
| Kw     | Mo     | Di     | Mi     | Do     | Fr     | Sa     | So     |
| ------ | ------ | ------ | ------ | ------ | ------ | ------ | ------ |
| 31     |        |        |        |        | 1      | 2      | 3      |
| 32     | 4      | 5      | 6      | 7      | 8      | 9      | 10     |
| 33     | 11     | 12     | 13     | 14     | 15     | 16     | 17     |
| 34     | 18     | 19     | 20     | 21     | 22     | 23     | 24     |
| 35     | 25     | 26     | 27     | 28     | 29     | 30     | 31     |

| September | September | September | September | September | September | September | September |
| Kw        | Mo        | Di        | Mi        | Do        | Fr        | Sa        | So        |
| --------- | --------- | --------- | --------- | --------- | --------- | --------- | --------- |
| 36        | 1         | 2         | 3         | 4         | 5         | 6         | 7         |
| 37        | 8         | 9         | 10        | 11        | 12        | 13        | 14        |
| 38        | 15        | 16        | 17        | 18        | 19        | 20        | 21        |
| 39        | 22        | 23        | 24        | 25        | 26        | 27        | 28        |
| 40        | 29        | 30        |           |           |           |           |           |

| Oktober | Oktober | Oktober | Oktober | Oktober | Oktober | Oktober | Oktober |
| Kw      | Mo      | Di      | Mi      | Do      | Fr      | Sa      | So      |
| ------- | ------- | ------- | ------- | ------- | ------- | ------- | ------- |
| 40      |         |         | 1       | 2       | 3       | 4       | 5       |
| 41      | 6       | 7       | 8       | 9       | 10      | 11      | 12      |
| 42      | 13      | 14      | 15      | 16      | 17      | 18      | 19      |
| 43      | 20      | 21      | 22      | 23      | 24      | 25      | 26      |
| 44      | 27      | 28      | 29      | 30      | 31      |         |         |

| November | November | November | November | November | November | November | November |
| Kw       | Mo       | Di       | Mi       | Do       | Fr       | Sa       | So       |
| -------- | -------- | -------- | -------- | -------- | -------- | -------- | -------- |
| 44       |          |          |          |          |          | 1        | 2        |
| 45       | 3        | 4        | 5        | 6        | 7        | 8        | 9        |
| 46       | 10       | 11       | 12       | 13       | 14       | 15       | 16       |
| 47       | 17       | 18       | 19       | 20       | 21       | 22       | 23       |
| 48       | 24       | 25       | 26       | 27       | 28       | 29       | 30       |

| Dezember | Dezember | Dezember | Dezember | Dezember | Dezember | Dezember | Dezember |
| Kw       | Mo       | Di       | Mi       | Do       | Fr       | Sa       | So       |
| -------- | -------- | -------- | -------- | -------- | -------- | -------- | -------- |
| 49       | 1        | 2        | 3        | 4        | 5        | 6        | 7        |
| 50       | 8        | 9        | 10       | 11       | 12       | 13       | 14       |
| 51       | 15       | 16       | 17       | 18       | 19       | 20       | 21       |
| 52       | 22       | 23       | 24       | 25       | 26       | 27       | 28       |
| 1        | 29       | 30       | 31       |          |          |          |          |

## Ereignisse

### Politik und Weltgeschehen
Siehe auch: Wahlen im Jahr 2008, Resolutionen des UN-Sicherheitsrates 2008

#### Januar
- 01. Januar: Die Unternehmensteuerreform trat in Deutschland in Kraft.
- 01. Januar: Fall des Briefmonopols der Deutschen Post AG.
- 01. Januar: Das Gesetz zur Vorratsdatenspeicherung in Deutschland trat in Kraft.
- 01. Januar: Pascal Couchepin wird erneut Bundespräsident der Schweiz
- 01. Januar bis 30. Juni: Mit Slowenien übernahm erstmals eines der Beitrittsländer der EU-Erweiterung 2004 den EU-Ratsvorsitz.
- 01. Januar: Die Länder Malta und Zypern führten den Euro als offizielle Landeswährung ein. Damit gilt der Euro in 15 Ländern (ohne Überseedepartements) als offizielle Währung. Der Euro gilt jedoch nicht in dem von der Türkei besetzten Nordzypern als offizielles Zahlungsmittel.
- 12. Januar: Bei der Wahl des Legislativ-Yuans in der Republik China (Taiwan) erleidet die Demokratische Fortschrittspartei des Präsidenten Chen Shui-bian eine schwere Niederlage. Mehr als drei Viertel der Sitze werden von der oppositionellen Kuomintang und deren politischen Verbündeten gewonnen.
- 27. Januar: Bei den Wahlen zum Landtag in Niedersachsen verteidigen CDU und FDP mit dem amtierenden Ministerpräsidenten Christian Wulff (CDU) ihre Mehrheit. Die CDU in Hessen mit dem amtierenden Ministerpräsidenten Roland Koch erleidet bei der hessischen Landtagswahl dagegen eine deutliche Niederlage.
- Januar: 10. Gipfeltreffen der Afrikanischen Union in Addis Abeba, Äthiopien.

#### Februar
- 03. Februar: Deutschland: Nach einem Wohnhausbrand in Ludwigshafen am Rhein mit 9 toten türkischstämmigen Menschen werden Parallelen zum Mordanschlag von Mölln (1992) gezogen, können jedoch nicht bestätigt werden.
- 08. Februar: Österreich: Beim schwersten Brandunglück seit dem Jahr 2002 kommen in einem Altersheim in Egg in Vorarlberg elf Menschen ums Leben.
- 11. Februar: Attentat vom 11. Februar 2008 in Dili (Osttimor). Staatspräsident José Ramos-Horta wird schwer verletzt, Premierminister Xanana Gusmão kann den Attentätern unverletzt entkommen.
- 14. Februar: Deutschland: Erste Warnstreiks in der Tarifrunde des öffentlichen Dienstes. Die Gewerkschaft ver.di lässt hauptsächlich kommunale Krankenhäuser bestreiken.

Flagge des neuen Staates Kosovo

- 17. Februar: Das Parlament des Kosovo beschließt einseitig die Loslösung von Serbien.
- 20. Februar: Deutschland: Erster Tarifabschluss im Jahr 2008: In der Stahlindustrie gibt es rückwirkend ab dem 1. Februar 2008 5,2 % mehr Gehalt; Laufzeit des Vertrags: 13 Monate.
- 24. Februar: Bei der Bürgerschaftswahl in Hamburg 2008 verliert die CDU die absolute Mehrheit.
- 24. Februar: Bei der Oscarverleihung 2008 wird No Country for Old Men als bester Film in Los Angeles ausgezeichnet, für den auch Ethan und Joel Coen den Oscar für die beste Regie bekommen.
- 24. Februar: Raúl Castro wird in Kuba vom Parlament sowohl zum Staatsoberhaupt wie zum Regierungschef gewählt. Sein erkrankter Bruder Fidel Castro hatte zuvor den Verzicht auf eine weitere Kandidatur erklärt.
- 26. Februar: Auf Spitzbergen wird die weltweite Saatgutbank Svalbard Global Seed Vault offiziell eingeweiht.
- 27. Februar: Urteilsverkündung durch das Bundesverfassungsgericht über die Rechtmäßigkeit der Online-Durchsuchung.

#### März
- 01. März: Kosovo wird offiziell unabhängig und bekommt daher Finanzmittel von der EU.

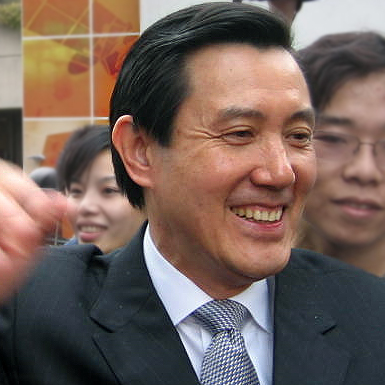
Ma Ying-jeou (März 2006)

- 02. März: Russische Präsidentschaftswahl 2008: Dmitri Anatoljewitsch Medwedew gewinnt mit knapp 70 Prozent der Stimmen.[1]
- 09. März: Die Parlamentswahl in Spanien findet statt. Die Sozialisten unter José Luis Rodríguez Zapatero gewinnen die Wahl.
- 13. bis 14. März: 11. Gipfeltreffen der Organisation der Islamischen Konferenz
- 23. März: Ostern fällt auf den zweitfrühesten Termin. Diesen Ostertermin gab es zuletzt 1913, das nächste Mal wird 2160 sein.
- 24. März: In Bhutan wird erstmals in der Geschichte des Landes eine Nationalversammlung gewählt. Bei der Parlamentswahl werden die Royalisten klarer Wahlsieger.
- 31. März: Die Grenzkontrolle wird in vielen osteuropäischen Flughäfen durch den Beitritt der betroffenen Länder zum Schengen-Raum abgeschafft.
- Die Präsidentenwahl in der Republik China gewinnt Ma Ying-jeou, der Kandidat der Kuomintang, mit 58,45 Prozent der Stimmen.

#### April
- 03. April: Die NATO lädt Albanien und Kroatien ein, der Organisation 2009 beizutreten, nachdem alle Mitgliedstaaten und die zwei Länder selber die Einladung ratifiziert haben.
- 27. April: Der Volksentscheid zum Erhalt des Flughafens Berlin-Tempelhof wird aufgrund unzureichender Wahlbeteiligung abgelehnt.
- 29. April: Der Inzestfall Josef Fritzl wird entdeckt; die jetzt 42-jährige Elisabeth F. wurde 24 Jahre lang von ihrem Vater im Keller des Wohnhauses der Familie eingesperrt und bekam von ihm sieben Kinder.
- April: NATO-Gipfel in Bukarest, Rumänien

#### Mai
- 14. Mai: 60. Jahrestag der Staatsgründung Israels
- 19. bis 30. Mai: 9. UN-Naturschutzkonferenz in Bonn
- 21. Mai: Die Parlamentswahl in Georgien ergibt einen Sieg der dort regierenden Partei von Präsident Micheil Saakaschwili.
- 23. Mai: Unterzeichnung der Gründungsurkunde der Union Südamerikanischer Nationen in Brasília
- Mai: 5. EU-Lateinamerika-Gipfel in Lima, Peru

#### Juni
- 01. Juni: Das Abkommen zur Erhaltung der Gorillas und ihrer Lebensräume tritt in Kraft
- 03. Juni: Die Vorwahlen der Demokraten für die Präsidentschaftswahl in den Vereinigten Staaten 2008 gewinnt Barack Obama.
- 12. Juni: Ein Volksentscheid in Irland über den Vertrag von Lissabon lehnt den Vertrag ab.
- 20. Juni: Die Europäische Union hebt die seit 2003 bestehenden Wirtschaftssanktionen gegen Kuba auf.
- 24. Juni: Internationale Konferenz zur Unterstützung der palästinensischen zivilen Sicherheit und Rechtsstaatlichkeit in Berlin

#### Juli

Mitgliedstaaten der Union für das Mittelmeer

- 02. Juli: Türkei: 55.000 Aleviten demonstrieren in Sivas vor dem Madimak Hotel (siehe Brandanschlag von Sivas).
- 07. bis 9. Juli: G8-Gipfel in Tōyako, Japan.
- 13. Juli: Die Union für den Mittelmeerraum wird in Paris gegründet.
- 30. Juli: Der frühere, untergetauchte Präsident der Republika Srpska, Radovan Karadžić wird der Obhut der United Nations Detention Unit in Den Haag übergeben. Er muss sich vor dem Internationalen Strafgerichtshof wegen angeklagter Verbrechen in seiner Amtszeit verantworten.

#### August
- 08. August: Mit dem Eingreifen Russlands nach dem Einmarsch georgischer Truppen in Südossetien beginnt der Kaukasuskrieg.

#### September

Sitzverteilung im Landtag Bayerns

- 07. September: Tokio Hotel gewann gegen Taylor Swift, Katy Perry und Miley Cyrus bei der VMA-Kategorie: Best New Artist
- 15. September: Zusammenbruch der Investmentbank Lehman Brothers infolge der Finanzkrise.
- 20. September: Der Bombenanschlag auf das Marriott-Hotel in Islamabad verursacht 54 Tote und 266 Verletzte. Die Tat ist unaufgeklärt.
- 28. September: Bei der Landtagswahl in Bayern 2008 verliert die CSU in Bayern nach 46 Jahren erstmals die absolute Mehrheit im Landtag.

#### Oktober
- 24. bis 25. Oktober: Asien-Europa-Treffen in Peking, Volksrepublik China
- 25. Oktober: Referendum über eine weitgehende Autonomie im Baskenland
- 31. Oktober: Der Verkehrsflughafen Tempelhof in Berlin wird geschlossen.

#### November

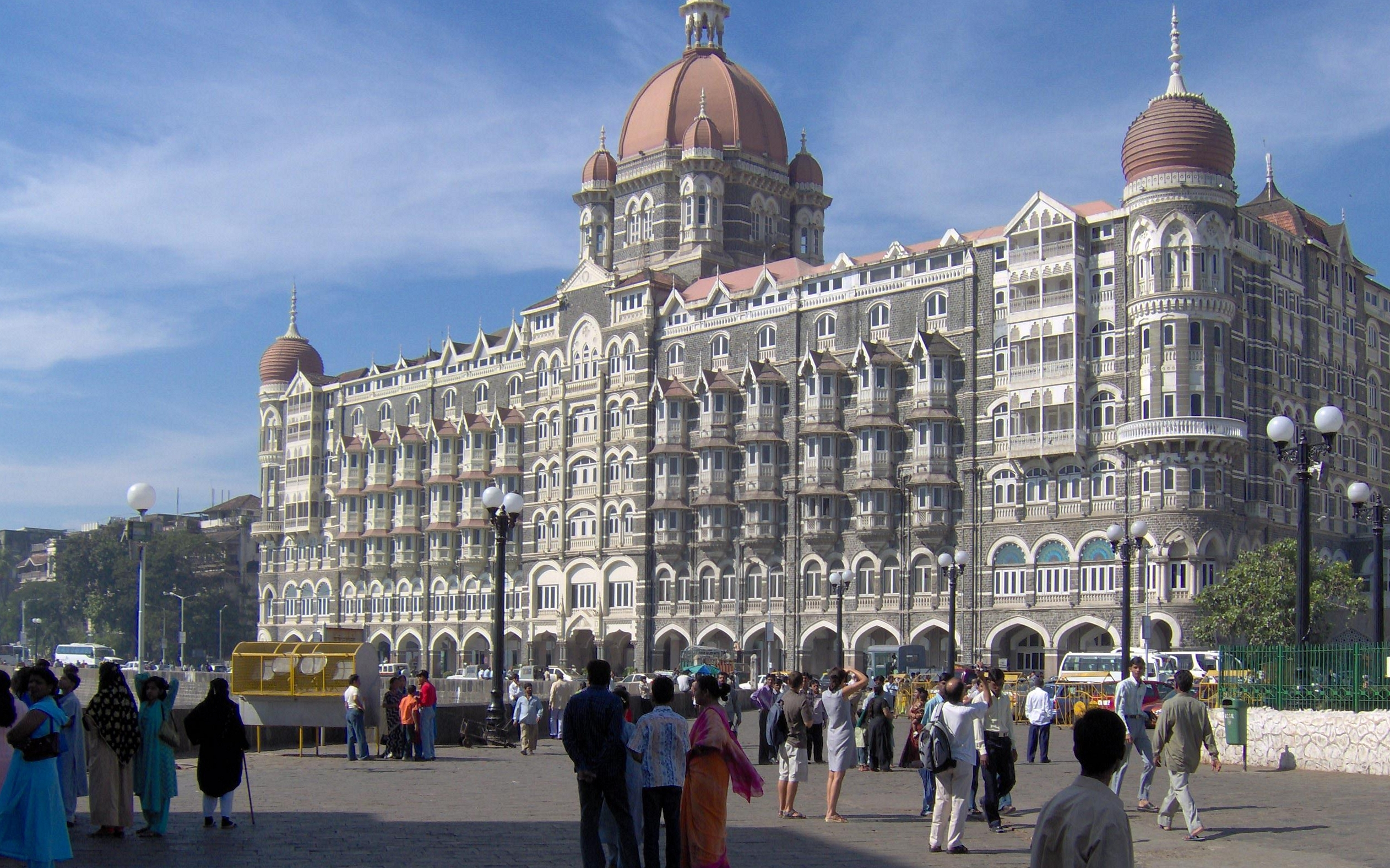
Das Hotel Taj Mahal Palace

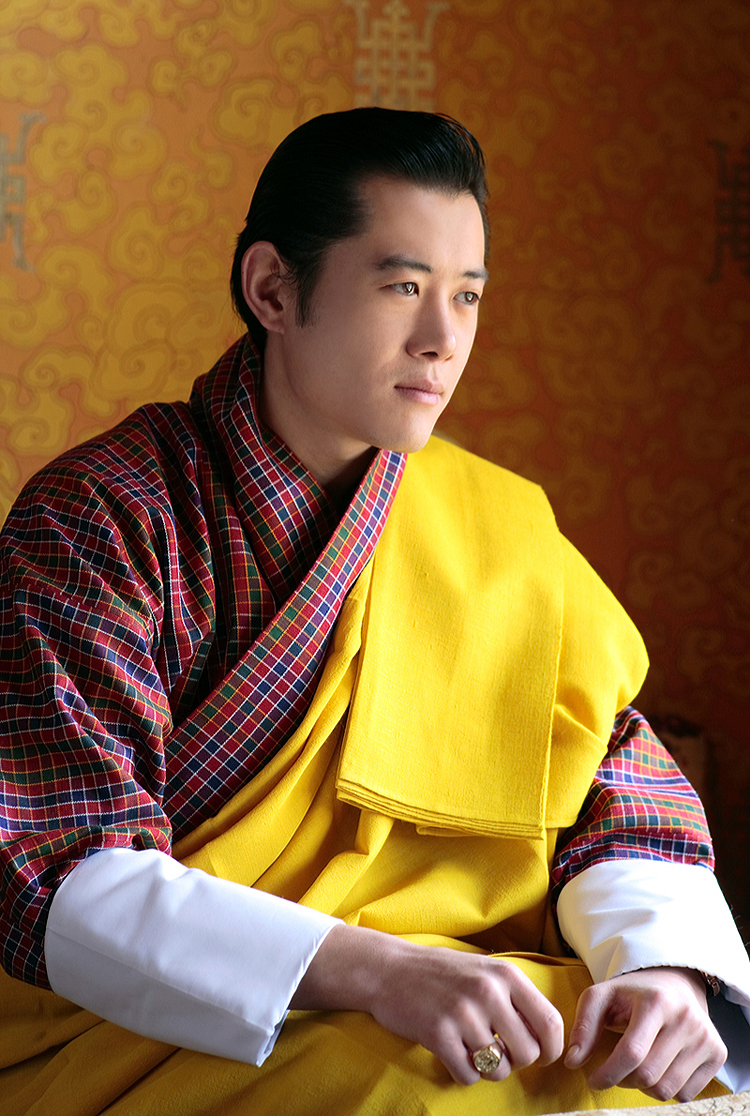
Jigme Khesar Namgyel Wangchuck

- 03. November: Andrea Ypsilantis Versuch, in Hessen eine von der Partei Die Linke tolerierte rot-grüne Minderheitsregierung zu installieren, scheitert. Infolgedessen werden Neuwahlen angesetzt.
- 04. November: Barack Obama wird als erster Afroamerikaner zum Präsidenten der Vereinigten Staaten gewählt.
- 06. November Jigme Khesar Namgyel Wangchuck wird zum König von Bhutan gekrönt. Mit 28 Jahren ist er das jüngste Staatsoberhaupt der Welt.
- 08. November: Parlamentswahl in Neuseeland
- 09. November: 100.000 Aleviten protestieren in Ankara gegen die Politik in der Türkei. Sänger wie Yavuz Bingöl, Ferhat Tunç, Arif Sağ und Edip Akbayram nehmen an der Demonstration teil.
- 22. November: Gipfeltreffen der APEC in Lima, Peru
- 26. November: Eine Terrorgruppe beginnt an zehn Stellen mit Anschlägen in Mumbai. Betroffen sind unter anderem die Hotels Trident Oberoi und Taj Mahal Palace & Tower. Die Bilanz nach tagelangen Schusswechseln mit der Polizei: 174 Tote und mindestens 239 Verletzte.

#### Dezember
- 01.–12. Dezember: UN-Klimakonferenz in Posen
- 01. Dezember: Angela Merkel wird auf dem CDU-Parteitag in Stuttgart mit 94,83 % als CDU-Chefin wiedergewählt. Dies ist ihr zweitbestes Ergebnis seit 2000.
- 02. Dezember: In Wien wird die neue österreichische Bundesregierung unter Bundeskanzler Werner Faymann von Bundespräsident Heinz Fischer angelobt.
- 03. Dezember: Unterzeichnung eines Abkommens zur Ächtung von Streubomben durch 111 Staaten in Oslo.
- 04. Dezember: Pogrom israelischer Siedler an Palästinensern in Hebron.
- 13. Dezember: Der Leiter der Polizei in Passau, Alois Mannichl, wird bei einem mutmaßlich rechtsradikal motivierten Attentat schwer verletzt.
- 15. Dezember: Montenegro beantragt die Mitgliedschaft in der Europäischen Union.
- 22. Dezember: Nach dem Tod von Staatspräsident Conté kommt es in Guinea zu Unruhen. Nach einem Putsch übernimmt Hauptmann Moussa Dadis Camara die Macht.
- 27. Dezember: Nach tagelangem Beschuss israelischer Städte durch Hamas-Raketen bombardiert die israelische Luftwaffe Ziele im Gazastreifen. Damit ist der Konflikt zwischen Hamas und Israel erneut offen ausgebrochen.

#### Wahlen
- Januar: Präsidentschaftswahl in Tschechien
- Januar: Parlamentswahl in Dschibuti
- 12. Januar: Parlamentswahl in der Republik China (Taiwan)
- 19. Januar: Parlamentswahl auf den Färöern
- 27. Januar: Landtagswahlen in Niedersachsen und Hessen
- Februar: Parlamentswahl in Armenien
- Februar: Wahlen in Bhutan
- 03. Februar: Stichwahl zur Präsidentschaftswahl in Serbien
- 05. Februar: Vorwahlen zur US-Präsidentschaftswahl 2008 in 24 US-Bundesstaaten
- 17. Februar: Präsidentschaftswahl in Zypern
- 18. Februar: Parlamentswahl in Pakistan
- 24. Februar: Bürgerschaftswahl in Hamburg
- 24. Februar: Stichwahl zur Präsidentschaftswahl in Zypern
- März: Wahlen in den Schweizer Kantonen St. Gallen und Thurgau
- März: Parlamentswahl in Belize
- 02. März: Präsidentschaftswahl in Russland
- 02. März: Kommunalwahlen in Bayern
- 09. März: Kommunalwahlen Frankreich
- 09. März: Parlamentswahl in Spanien
- 09. März: Landtagswahl in Niederösterreich
- 14. März: Parlamentswahl im Iran
- 22. März: Präsidentschaftswahl in der Republik China (Taiwan)
- 29. März: Parlaments- und Präsidentschaftswahlen in Simbabwe
- April: Präsidentschaftswahlen und Parlamentswahlen in Paraguay
- April: Parlamentswahl in Malta
- 06. April: Präsidentschaftswahl in Montenegro
- 13. und 14. April: vorgezogene Parlamentswahlen in Italien
- Mai: Parlamentswahl in Barbados
- Mai: Präsidentschaftswahl in Island
- 16. Mai: Präsidentschaftswahl in der Dominikanischen Republik
- 25. Mai: Kommunalwahlen in Schleswig-Holstein
- Juni: Parlamentswahl in der Mongolei
- Juni: Parlamentswahl auf den Bermuda-Inseln
- 01. Juni: Parlamentswahl in Mazedonien
- 08. Juni: Landtagswahl in Tirol
- 08. Juni: Kommunalwahlen in Sachsen
- 27. Juni: Stichwahl um die Präsidentschaft in Simbabwe
- 27. Juli: Parlamentswahl in Kambodscha
- 28. September: Landtagswahl in Bayern
- 28. September: Kommunalwahlen in Brandenburg
- 28. September: Nationalratswahl in Österreich
- Oktober: Präsidentschaftswahl in Aserbaidschan
- Oktober: Präsidentschaftswahl in Dominica
- Oktober: Parlamentswahl in Litauen
- Oktober: Parlamentswahl in Slowenien
- Oktober: Kommunalwahlen in Bosnien und Herzegowina
- 14. Oktober: Kanadische Unterhauswahl
- 26. Oktober: Kommunalwahlen in Finnland
- November: Präsidentschaftswahl in Grenada
- 04. November: Präsidentschaftswahl in den USA
- 04. November: Parlamentswahl in Puerto Rico
- 04. November: Präsidentschafts- und Parlamentswahlen in Palau
- 15. November: Parlamentswahl in Neuseeland
- 30. November: Parlamentswahl in Rumänien
- 10. Dezember: Bundesratsersatzwahl in der Schweiz
- Dezember: Präsidentschaftswahl in Guinea
- Dezember: Präsidentschaftswahl in Ghana

### Wirtschaft
- Januar bis Dezember: Die Finanzkrise ab 2007 belastet die Weltwirtschaft.
- 02. Januar: Der Ölpreis übersteigt im Handel zum ersten Mal zeitweise die Marke von 100 US-Dollar pro Barrel.
- 21. Januar: Der Deutsche Aktienindex (DAX) verliert innerhalb eines Tages über 500 Punkte. Dies ist der höchste nominelle Tageseinbruch seit Bestehen des Aktienindex.
- 13. März: Der im Aufwind befindliche Goldpreis überschreitet im Handel an der New York Mercantile Exchange erstmals die Marke von 1.000 US-Dollar pro Unze Feingold.
- 07. September: In den USA übernimmt die zuständige Aufsichtsbehörde die Kontrolle über die beiden größten, von der Finanzkrise ab 2007 erfassten Hypothekenbanken Fannie Mae und Freddie Mac. Sie wendet damit den drohenden Bankrott dieser Kreditinstitute ab.
- 15. September: Das Finanzinstitut Lehman Brothers meldet Insolvenz an.
- 29. September: Der Dow-Jones-Index verliert innerhalb eines Tages 6,98 Prozent; der höchste Tageseinbruch seit Bestehen des Aktienindex.
- 03. Oktober: In den Vereinigten Staaten tritt der Emergency Economic Stabilization Act in Kraft. Mit Staatsgeld, bis zu 700 Milliarden US-Dollar, soll nach dem Paulson-Plan der Finanzmarkt vor schweren Auswirkungen der Finanzkrise ab 2007 bewahrt werden.
- 10. Oktober: Nach Berechnungen des US-Wirtschaftsmagazins Forbes ist Warren Buffett, der 78-jährige Gründer von Berkshire Hathaway, mit 58 Milliarden Dollar (42,8 Milliarden Euro) jetzt vor Bill Gates der reichste US-Amerikaner. Im September 2008 sei sein Vermögen um acht Milliarden Dollar gewachsen.
- 15. Oktober: Der Dow-Jones-Aktienindex rutscht um 7,87 Prozent ab, den bis dahin stärksten Kurseinbruch nach dem Schwarzen Montag im Jahr 1987.
- 29. Oktober: Die Bank Hypo Real Estate teilt mit, dass sie über ein Rettungspaket von 50 Milliarden Euro verhandele und als Zwischenlösung aus dem Finanzmarktstabilisierungsfonds 15 Milliarden Euro liquide Mittel beantragt habe.
- Oktober: Die Northwest Airlines wird von Delta Air Lines übernommen.
- 11. November: Das Passagierschiff Queen Elizabeth 2 tritt seine letzte Fahrt nach Dubai an, wo es als künftiges schwimmendes Hotel ankern wird.
- 11. Dezember: Die United States Securities and Exchange Commission (SEC) erhebt Anklage vor dem US-Bezirksgericht Manhattan gegen Bernard L. Madoff. Der Finanz- und Börsenmakler ist zahlungsunfähig, nachdem sein nach einem Schneeballsystem betriebener Investmentfonds mit etwa 50 Milliarden US-Dollar Schaden zusammengebrochen ist.
- Das deutsche Unternehmen Continental AG wird durch das deutsche Unternehmen Schaeffler KG übernommen.
- Das US-amerikanische Unternehmen The Wrigley Company wird vom US-amerikanischen Unternehmen Mars Incorporated übernommen.

### Kultur
- Das 50-jährige Bestehen der Bundesvereinigung Lebenshilfe wird mit vielfältigen übers Jahr verteilten Aktionen gefeiert.
- 01. Januar: Die britische Stadt Liverpool und Stavanger in Norwegen sind die Europäischen Kulturhauptstädte des Jahres 2008.
- 17. Januar: US-amerikanische Forscher haben nach eigenen Angaben erstmals einen Embryo aus einer Hautzelle geklont.[2]
- 19. März bis 6. April: Weltraumausstellung „Mensch und Kosmos – Momente der Faszination in Trossingen“, eine der größten Weltraumausstellungen Europas.
- 06.–15. Juni: 48. Hessentag in Homberg (Efze)
- 14. Juni bis 14. September: Expo in Saragossa, Spanien
- 27. Juni: Geburtstagskonzert für Nelson Mandela im Londoner Hyde Park.
- 04.–6. Juli: 28. Tag der Niedersachsen in Winsen (Luhe)
- 10.–19. Juli: 9 1/2 Knochen, Musical von Frank Golischewski
- 29.–31. August: 3. Nordrhein-Westfalen-Tag in Wuppertal
- 01. September: Gründung der Kulturgruppe Kunst und Drama in Bayern auf der Ehrenbürg.
- 20. September bis 5. Oktober: 175. Oktoberfest in München
- 19.–22. Oktober: IKA/Olympiade der Köche in Erfurt
- 10.–21. August: 4. Weltjugendkongress in Québec (Stadt)

#### Musik
- 14. – 18. Mai: 38. Internationales Dixieland Festival Dresden
- 20., 22. und 24. Mai Eurovision Song Contest 2008 in Belgrad. Dima Bilans Beitrag Believe gewinnt.
- 21.–24. Mai: 20. StuStaCulum Musik- und Theaterfestival in München
- 06. – 8. Juni: 21. Rock am Ring Musikfestival auf dem Nürburgring
- 20. – 22. Juni: 11. Hurricane Festival in Scheeßel bei Bremen
- 26. Juni bis 20. Juli: Sommer-Tollwood in München (Olympiapark Süd)
- 19. Juli: Loveparade in Dortmund
- 27. Juli und 9. August: Klassik Open Air in Nürnberg
- 31. Juli bis 2. August: Wacken Open Air Musikfestival in Wacken
- 31. Juli bis 2. August: Szene Openair Musikfestival in Lustenau
- 19. August: Lady Gaga veröffentlicht ihr Debütalbum The Fame.
- 07. Dezember: Uraufführung des Musicals Der Schuh des Manitu in Berlin

Siehe auch: Nummer-eins-Hits 2008 in  Australien, Belgien, Dänemark, Deutschland, Finnland, Frankreich, Irland, Italien, Japan, Kanada, Mexiko, Neuseeland, den Niederlanden, Norwegen, Österreich, Polen, Portugal, Rumänien, Schweden, der Schweiz, Slowakei, Spanien, Südkorea, Tschechien, Ungarn, den Vereinigten Staaten und im Vereinigten Königreich.
Siehe auch: Kategorie:Musik 2008

### Gesellschaft
- 02. Februar: Nicolas Sarkozy heiratet Carla Bruni in Paris.
- 10. Februar: In Zürich werden aus dem Kunstmuseum Stiftung Sammlung E. G. Bührle insgesamt vier Gemälde der Maler Claude Monet, Vincent van Gogh, Edgar Degas und Paul Cézanne im Gesamtwert von 180 Millionen Schweizer Franken gestohlen. Acht Tage später findet die Polizei zwei Werke, der Verbleib der beiden anderen ist unklar.
- 24. Mai: Prinz Joachim zu Dänemark heiratet Marie Cavallier in Møgeltønder Sogn.
- 13. Juni: Michael Ballack heiratet Simone Lambe in Starnberg.

### Sport
- 01. Januar: John Part gewinnt die PDC World Darts Championship
- 17. – 27. Januar: Handball-Europameisterschaft der Männer in Norwegen
- 20. Januar – 10. Februar: Fußball-Afrikameisterschaft in Ghana
- 03. Februar: Super Bowl XLII der National Football League in Glendale, USA
- 09. – 17. Februar: Biathlon-WM 2008 in Östersund, Schweden
- 17. Februar: Mannschafts-Europameisterschaft im Badminton: Dänemark gewinnt das Finale sowohl bei den Damen (gegen die niederländische Mannschaft) als auch bei den Herren (gegen das englische Team) Die deutsche Badmintonnationalmannschaft der Damen und die Nationalmannschaft der Herren gewinnt jeweils den dritten Platz.
- 07. – 9. März: Leichtathletik-Hallenweltmeisterschaften in Valencia, Spanien
- 09. März – 26. Oktober:Austragung der 60. FIM-Motorrad-Straßenweltmeisterschaft
- 13. – 24. März: Schwimmeuropameisterschaften in Eindhoven, Niederlande
- 16. März – 2. November: Austragung der 59. Formel-1-Weltmeisterschaft
- April: Fechtweltmeisterschaft in Peking, Volksrepublik China
- 18. – 20. April: Pétanque-Europameisterschaft der Espoirs 2008 in Saint-Jean-d’Angély (Frankreich)
- 23. – 28. April: 21. Badminton-Europameisterschaft in Herning, Dänemark
- 02. – 18. Mai: Eishockey-Weltmeisterschaft der Herren in Kanada
- 03./4. Mai: Der 1. BC Bischmisheim gewinnt die Play-offs gegen den 1. BC Beuel mit 6:2 und 3:0 und wird damit zum dritten Mal hintereinander deutscher Mannschaftsmeister der 1. Badminton-Bundesliga.
- 14. Mai: Zenit Sankt Petersburg gewinnt nach einem 2:0 gegen die Glasgow Rangers den UEFA-Cup.
- 21. Mai: Manchester United gewinnt nach einem 7:6 n. E. gegen den FC Chelsea die Champions League
- 07. – 29. Juni: 13. Fußball-Europameisterschaft 2008 in der Schweiz und in Österreich: Die Schweiz verliert das Eröffnungsspiel in Basel gegen Tschechien mit 0:1. Spanien gewinnt das Finale im Ernst-Happel-Stadion von Wien mit 1:0 gegen Deutschland.

Logo der Olympischen Spiele 2008

- 16. – 21. Juni: Special Olympics National Games Karlsruhe
- 05. – 27. Juli: Tour de France
- 06. Juli: Rafael Nadal besiegt Roger Federer im Finale der Wimbledon Championships nach fast fünf Stunden mit 6:4, 6:4, 6:7, 6:7, 9:7.
- 08. – 20. Juli: Segelflugweltmeisterschaft in Rieti
- 02. – 16. August: Segelflugweltmeisterschaft in Lüsse (Bad Belzig)
- 08. – 24. August: XXIX. Olympische Sommerspiele in Peking, Volksrepublik China.
- 08. – 10. August: Pétanque-Europameisterschaft der Jugend 2008 in Maastricht, Niederlande
- 06. – 17. September: Sommer-Paralympics in Peking, Volksrepublik China
- 14. September: Der 21-jährige Rennfahrer Sebastian Vettel avancierte mit seinem Sieg beim Großen Preis von Italien zum jüngsten Grand-Prix-Gewinner in der Formel-1-Geschichte. Dieser Rekord wird im Mai 2016 durch Max Verstappen gebrochen, der mit 18 Jahren den Großen Preis von Spanien gewinnt.
- 28. September: Valentino Rossi gewinnt zum sechsten Mal die MotoGP-Weltmeisterschaft.
- September: Der erste Victoria Cup wird ausgetragen
- September: Der siebenfache Tour-de-France-Sieger Lance Armstrong teilte sein Comeback in den professionellen Radsport mit.
- 25. Oktober bis 22. November: Rugby-League-Weltmeisterschaft der Männer in Australien
- 02. November: Lewis Hamilton wird zum ersten Weltmeister der Formel 1. Die WM-Entscheidung in São Paulo gilt als einer der engsten in der Geschichte des Sports, da Lewis Hamilton erst in der letzten Kurve in der letzten Runde Timo Glock überholt, um die nötigen Punkte zum Gewinn der Weltmeisterschaft zu sammeln.
- 12. November: Schacholympiade in Dresden
- 12. – 16. November: Pétanque-Weltmeisterschaft 2008 in Dakar, Senegal
- 02. – 14. Dezember: Handball-Europameisterschaft der Frauen in Mazedonien

### Naturereignisse
- 26. – 28. Januar: Österreich wird vom Orkan Paula heimgesucht.
- Mitteleuropa: Der Januar ist wie im Jahr 2007 viel zu warm, mit bis zu 3,5 Grad über dem Durchschnitt.

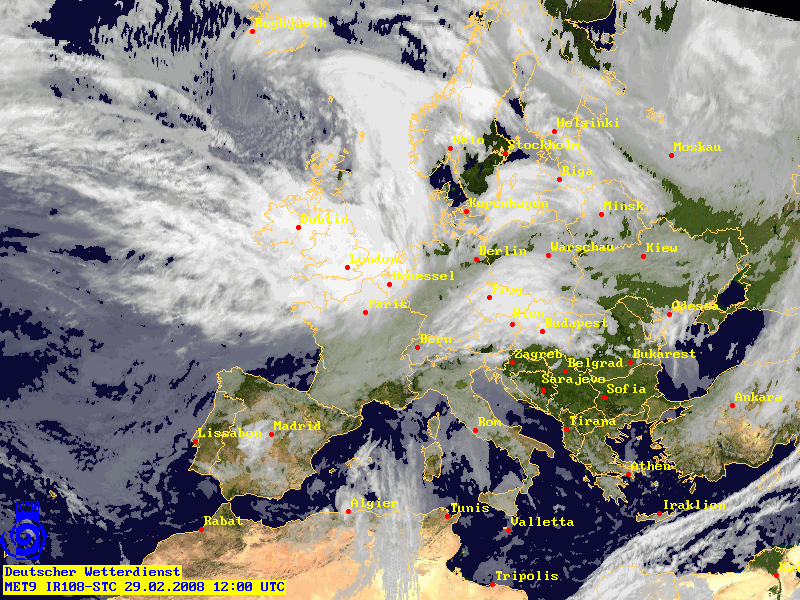
Orkan Emma am 29. Februar 2008 12:00 UTC (Trog Island)

- 29. Februar bis 1. März 2008: Mitteleuropa wird vom Orkan Emma heimgesucht.
- 03. Mai: Der Zyklon Nargis fordert in Myanmar (Burma) weit über 80.000 Menschenleben. Über eine Million Menschen werden obdachlos.
- 12. Mai: Ein schweres Erdbeben der Stärke 7,9 im Süden Chinas fordert über 70.000 Todesopfer.
- 10. Juli: Vulkanausbruch des Ätna auf Sizilien.

Das Jahr 2008 war das neuntwärmste Jahr seit Beginn der Wetterstatistik. Damit liegen die zehn heißesten Jahre allesamt zwischen 1997 und 2008.

### Wissenschaft und Technik
- Internationales Jahr des Planeten Erde
- Jahr der Mathematik (Initiative vom BMBF)
- 14. Januar: Die NASA-Raumsonde MESSENGER zur Erforschung des Merkur führt das erste Swing-by-Manöver über dem Planeten durch.
- 19. März: Der Gammablitz GRB 080319B wird vom NASA-Satelliten Swift entdeckt. Der Gammablitz wird anschließend das am weitesten von unserem Planeten entfernte Himmelsobjekt, das jemals mit bloßem Auge zu sehen war.
- 22. April: Die United States Air Force stellt die Tarnkappenbomber Lockheed F-117 Nighthawk außer Betrieb. Sie werden durch multifunktionale Jagdflugzeuge des Typs Lockheed Martin F-22 Raptor ersetzt.
- 25. Mai: Die NASA-Raumsonde Phoenix landet auf dem Mars.
- 14. Juni: Die weltweit erste automatische U-Bahn im Mischbetrieb wird bei der U-Bahn Nürnberg eröffnet.
- 14. – 20. Juli: RoboCup in Suzhou.
- 05. September: Die Sonde Rosetta fliegt am Asteroiden (2867) Šteins vorbei.
- 23. September: Das Betriebssystem für mobile Geräte Android wird offiziell veröffentlicht.
- 06. Oktober: Der NASA-Sonde MESSENGER gelingt zweiter Vorbeiflug am Merkur.
- 07. Oktober: Reste des Asteroiden 2008 TC3 gehen über Sudan nieder. Erstmals war es gelungen, den Eintritt eines Asteroiden in die Erdatmosphäre korrekt zu berechnen.
- 22. Oktober: Start der ISRO-Raumsonde Chandrayaan-1.
- 11. November: Das German Indonesian Tsunami Early Warning System (GITEWS) nimmt den Testbetrieb auf.
- 31. Dezember: Der Landessender Beromünster wird stillgelegt.
- Der Large Hadron Collider am CERN wird fertiggestellt. Aufgrund einer Beschädigung des Kühlsystems, musste die Anlage aber nach zehn Tagen für Reparaturarbeiten wieder für über ein Jahr stillgelegt werden.
- Start des europaweiten TV-Musiksenders Concert Channel mit Sitz in Erfurt.

### Kalender und Astronomie
- Der 1. Mai ist das erste Mal in seiner Geschichte als Tag der Arbeit zugleich auch Christi Himmelfahrt
- Seit der Einführung der Sommerzeit im Jahr 1980 fällt Ostern erstmals noch in die Normalzeit. Die Sommerzeit beginnt 2008 am 30. März, Ostern ist bereits am 23. März.
- 07. Februar: Zwei Minuten und zwölf Sekunden andauernde ringförmige Sonnenfinsternis, sichtbar in der Antarktis, Australien und Neuseeland
- 21. Februar: Totale Mondfinsternis
- 01. August: Zwei Minuten und 27 Sekunden andauernde totale Sonnenfinsternis, sichtbar in Nordamerika und Asien, partiell in Europa
- 16. August: Partielle Mondfinsternis

### Religion

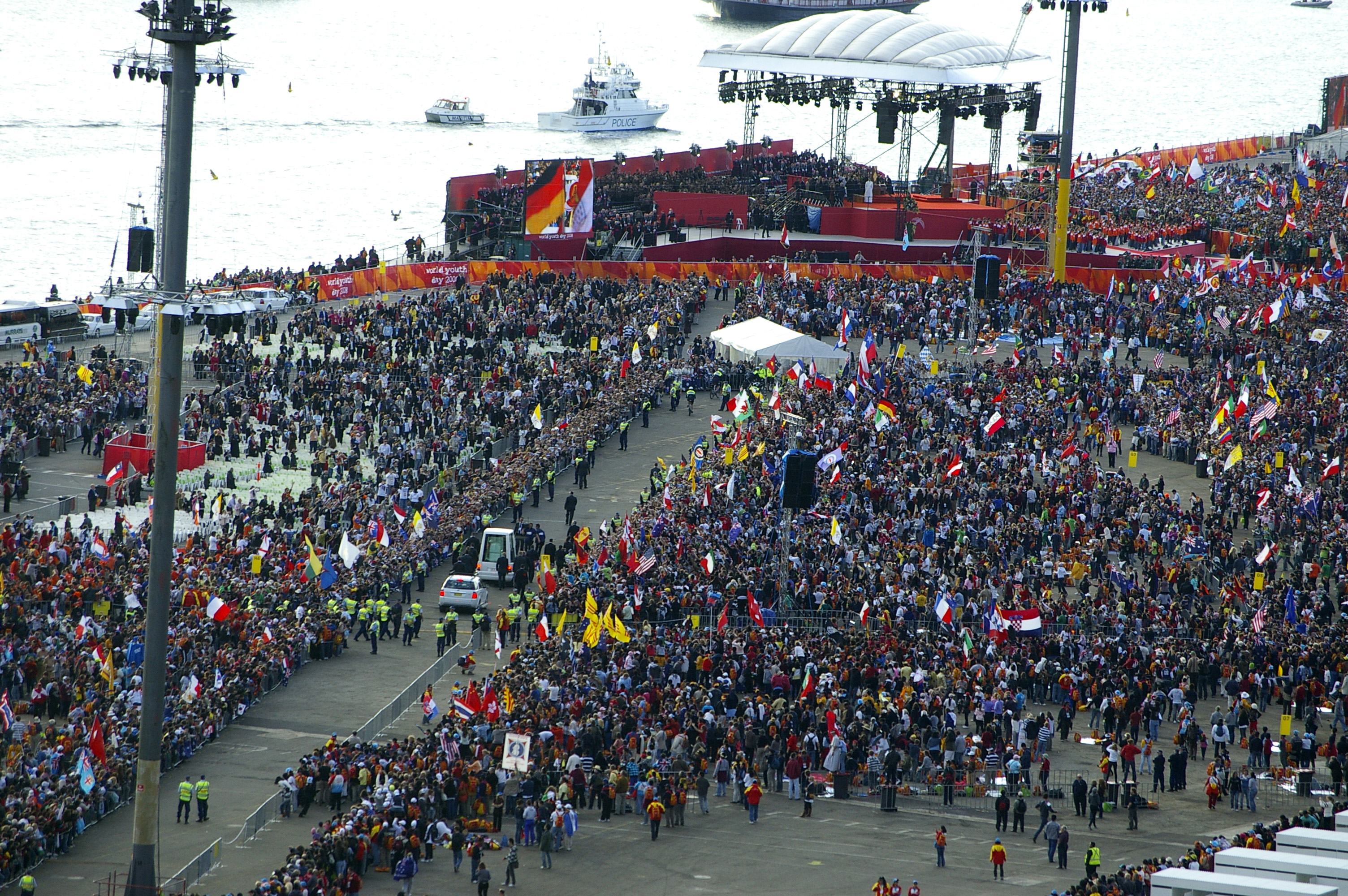
Ankunft des Papstes beim Weltjugendtag

- 50 Jahre Bistum Essen – Motto: „Leben im Aufbruch“
- 20. Januar: Franz-Peter Tebartz-van Elst wird in das Amt des Bischofs von Limburg eingeführt.
- 11. – 14. Februar: Frühjahrsvollversammlung der Deutschen Bischofskonferenz in Würzburg mit vorzeitiger Neuwahl ihres Vorsitzenden
- 30. April – 4. Mai: Christival in Bremen
- 21. – 25. Mai: 97. Deutscher Katholikentag in Osnabrück unter dem Leitwort „Du führst uns hinaus ins Weite“
- 22. – 25. Mai: 4. Jugendkirchentag der Evangelischen Kirche Hessen und Nassau (EKHN) in Rüsselsheim
- 30. Mai – 1. Juni: Deutscher Evangelischer Posaunentag in Leipzig
- 15.–20. Juli: Weltjugendtag 2008 in Sydney
- 02. – 7. Juli: Brandanschlag von Sivas Gedenkwoche der Aleviten an die Sivas-Opfer
- 30. Juli bis 3. August: Baptistischer Weltjugendkongress „dive deeper“ in Leipzig
- 05. – 26. Oktober: XII. ordentliche Generalversammlung der Bischofssynode im Vatikan unter dem Thema: „Das Wort Gottes im Leben und in der Sendung der Kirche“

### Katastrophen
- 22. Juni: Die philippinische Fähre Princess of the Stars läuft während des Taifuns Fengshen auf Grund und sinkt. Etwa 800 Menschen sterben, nur 56 Passagiere überleben die Katastrophe.
- 10. August: In Toronto kommt es zu einer Explosion in einem Propangaswerk
- 20. August: Eine MD-82 der Spanair mit Codeshare-Flugnummer der Deutschen Lufthansa als Flug JK 5022 bzw. LH 2554 vom Madrider Großflughafen Barajas nach Las Palmas auf Gran Canaria zerschellt direkt nach dem Start. 154 der 172 Insassen starben, die restlichen 18 Insassen wurden zum Teil schwer verletzt.
- 04. November: Auf der Autobahn 2 bei Hannover geht ein Reisebus in Flammen auf. 20 der 36 Insassen kommen in dem Inferno ums Leben.

## Jahreswidmungen

### Initiativen
- Europäisches Jahr des interkulturellen Dialogs
- Jahr der Mathematik in Deutschland (Initiative vom BMBF)
- Jahr der Rüstung (EU-Verteidigungsagentur)
- Internationales Jahr des Planeten Erde (UNESCO)
- Internationales Jahr der Sprachen (UNESCO)
- Internationales Jahr der Kartoffel (UNESCO)

### Artenschutz
Siehe auch: Natur des Jahres
- Der Wisent (Bison bonasus) ist Wildtier des Jahres (Schutzgemeinschaft Deutsches Wild)
- Der Kuckuck (Cuculus canorus) ist Vogel des Jahres (NABU)
- Die Nickende Distel (Carduus nutans) ist Blume des Jahres (Stiftung Natur und Pflanzen)
- Die Echte Walnuss (Juglans regia) ist Baum des Jahres (Kuratorium Baum des Jahres)
- Der Bronze-Röhrling (Boletus aereus) ist Pilz des Jahres (Deutsche Gesellschaft für Mykologie)
- Der Bitterling (Rhodeus amarus) ist Fisch des Jahres (Verband Deutscher Sportfischer)
- Das Übersehene Knabenkraut (Dactylorhiza praetermissa) ist Orchidee des Jahres (Arbeitskreise Heimische Orchideen)
- Der Echte Lavendel (Lavandula angustifolia) ist Heilpflanze des Jahres (Naturheilverein Theophrastus)
- Die Gewöhnliche Rosskastanie (Aesculus hippocastanum) ist Arzneipflanze des Jahres (Studienkreis Entwicklungsgeschichte der Arzneipflanzen)
- Die Große Winkelspinne (Tegenaria atrica) ist Spinne des Jahres (Arachnologische Gesellschaft)
- Das Mäuseöhrchen (Myosotella myosotis) ist Weichtier des Jahres
- Die Wolfsflechte (Letharia vulpina) ist Flechte des Jahres (Bryologisch-lichenologische Arbeitsgemeinschaft für Mitteleuropa)
- Das Hübsche Goldhaarmoos (Orthotrichum pulchellum) ist Moos des Jahres (Bryologisch-lichenologische Arbeitsgemeinschaft für Mitteleuropa)
- Die Sonnenbraut (Helenium) ist Staude des Jahres (Bund Deutscher Staudengärtner)
- Die Braunerde ist Boden des Jahres
- Der Europäische Laubfrosch (Hyla arborea) ist als Reptil/Lurch des Jahres zur/zum „Amphibie/Lurch des Jahres“ 2008 gekürt worden. Zudem wurde durch die Weltnaturschutzorganisation IUCN und den Weltzooverband WAZA das Jahr 2008 als internationales „Jahr des Frosches (Year of the Frog)“ (Froschlurche, Echte Frösche (Gattung)) ausgerufen.

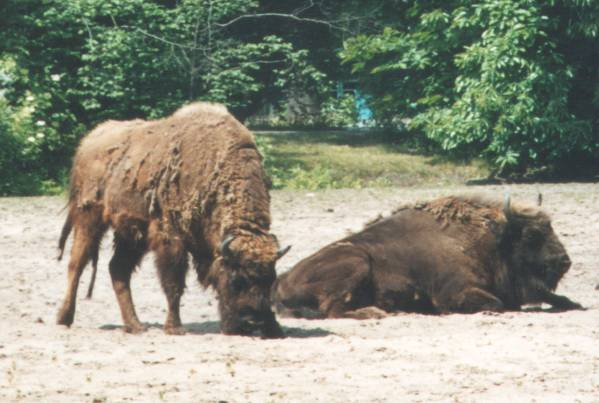
Wisent, Wildtier des Jahres
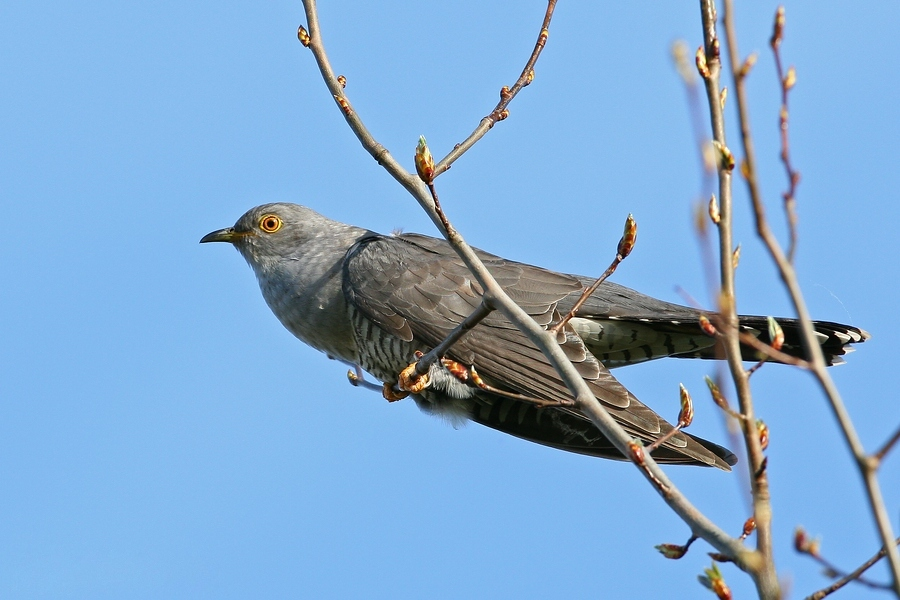
Kuckuck, Vogel des Jahres
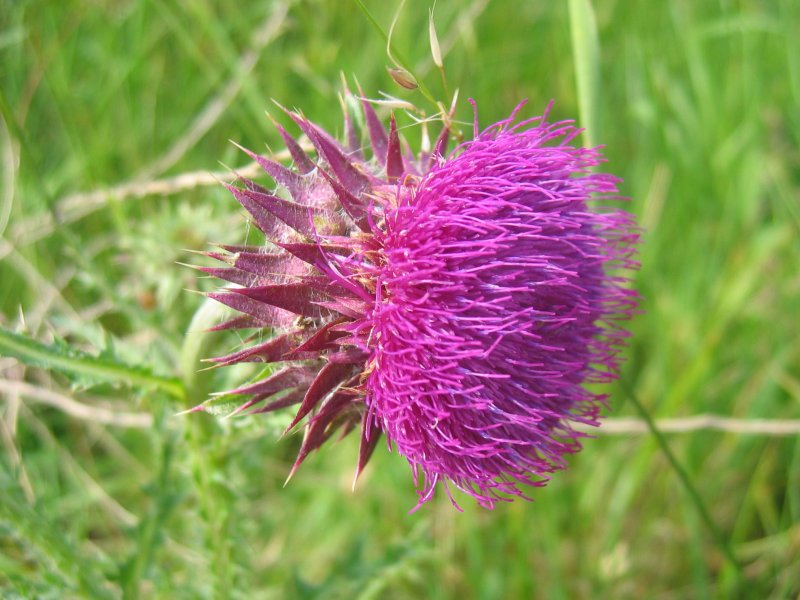
Nickende Distel Pflanze des Jahres
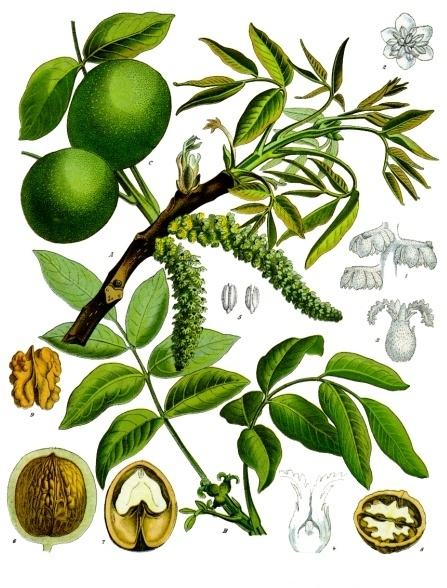
Echte Walnuss, Baum des Jahres
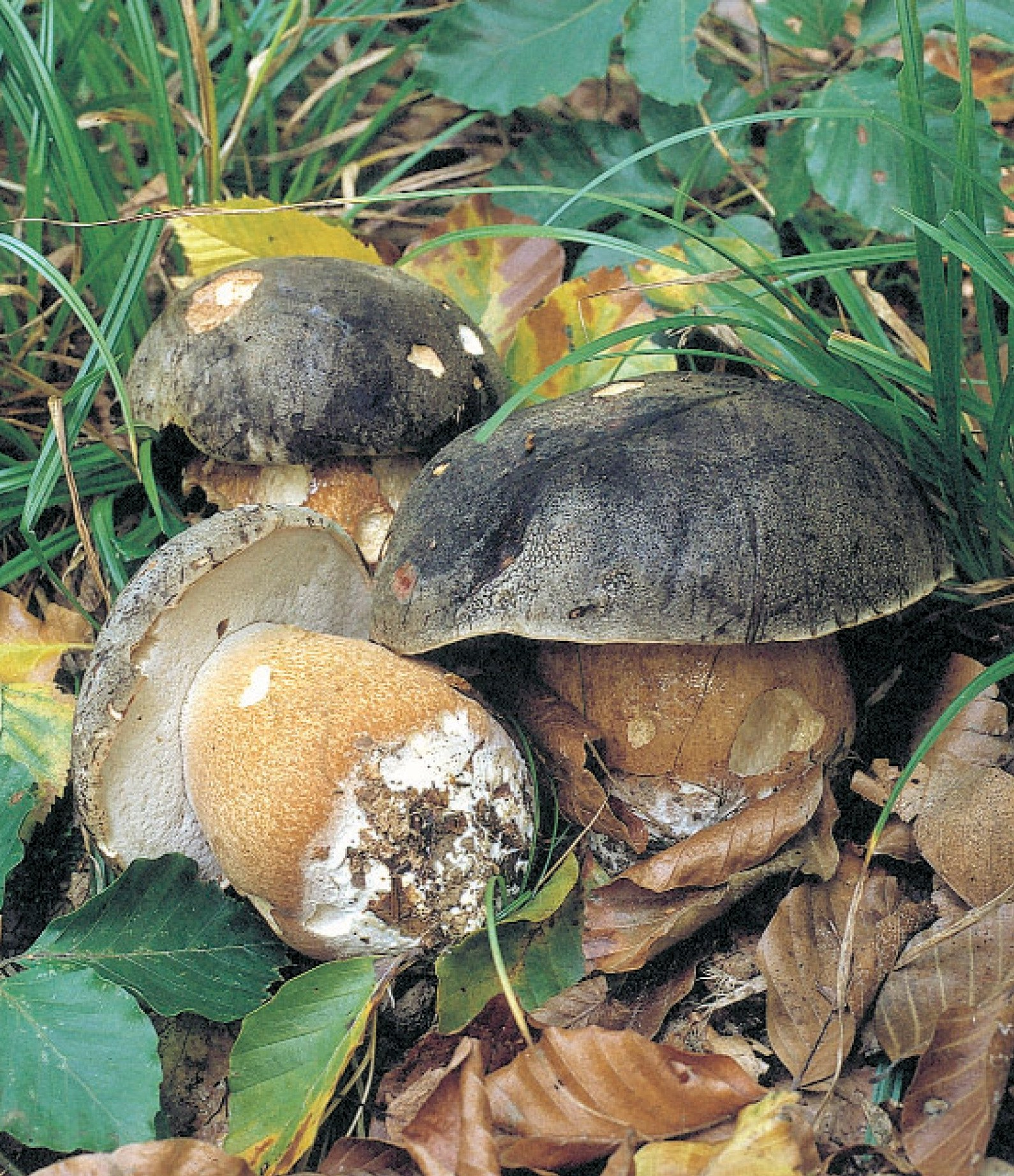
Bronzeröhrling, Pilz des Jahres
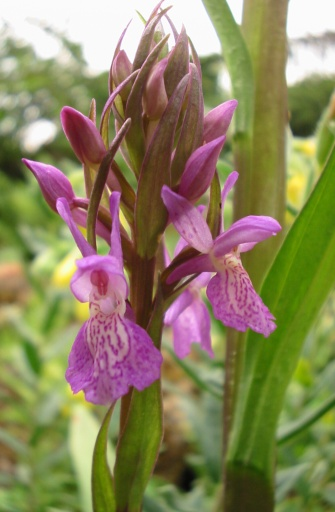
Übersehenes Knabenkraut, Orchidee des Jahres
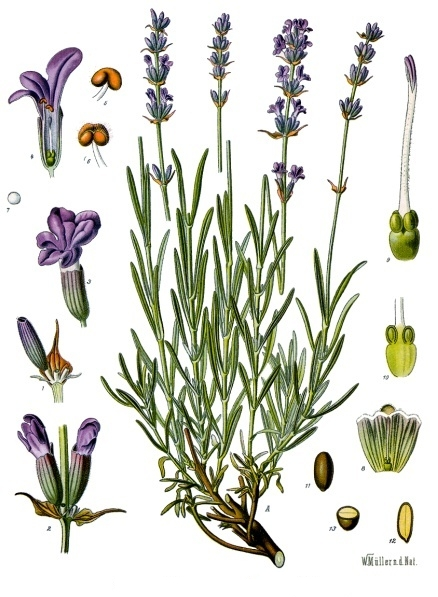
Echter Lavendel, Heilpflanze des Jahres
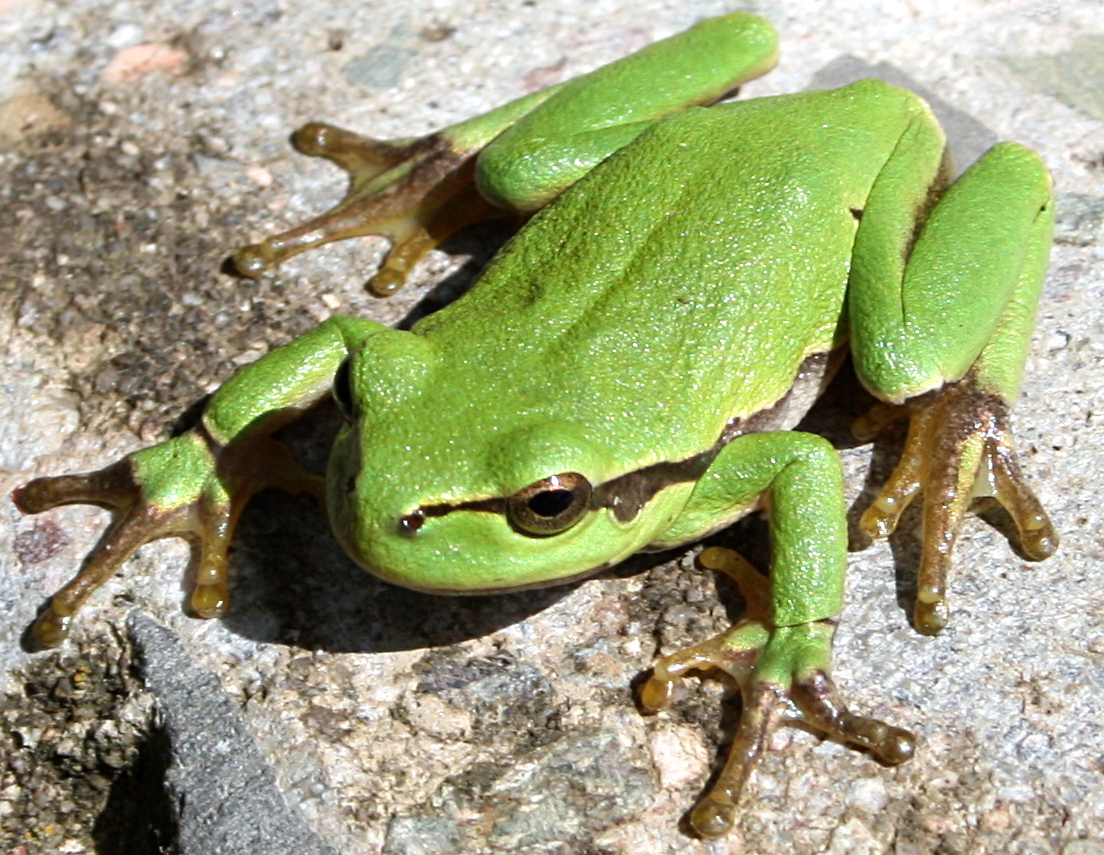
Europäischer Laubfrosch, Internationales „Jahr des Frosches“

## Geboren
- 03. Januar: Raegan Revord, US-amerikanische Schauspielerin
- 04. Januar: Tina Erzar, slowenische Skispringerin
- 04. Januar: Rayssa Leal, brasilianische Skateboarderin
- 10. Januar: Guido Pini, italienischer Motorradrennfahrer
- 31. Januar: Leander Menzel, deutscher Nachwuchsschauspieler
- 09. Februar: Jekaterina Bryttschenko, russische Billardspielerin
- 10. März: Francesco Camarda, italienischer Fußballspieler
- 12. März: Emma Kok, niederländische Sängerin
- 19. März: Máximo Quiles, spanischer Motorradrennfahrer
- 21. März: Helen Kevric, deutsche Turnerin
- 4. Juni: Hezly Rivera, US-amerikanische Turnerin
- 10. Juni: Helena Zengel, deutsche Schauspielerin
- 26. Juni: Darja Andrejewna Sadkowa, russische Eiskunstläuferin
- 07. Juli: Sky Brown, britische Skateboarderin
- 15. Juli: Iain Armitage, US-amerikanischer Schauspieler
- 17. September: Mia Talerico, US-amerikanische Schauspielerin
- 02. Oktober: Nera Tiebwa, kiribatische Judoka
- 02. November: Sunny Sandler, US-amerikanische Schauspielerin
- Tag unbekannt: Mika Ullritz, deutscher Nachwuchsschauspieler

## Gestorben
Für die ausführliche Liste der Verstorbenen siehe Nekrolog 2008.

### Januar
- 01. Januar: Harald Deilmann, deutscher Architekt, Hochschullehrer und Autor (* 1920)
- 01. Januar: Gerhard Kander, kanadischer Geiger (* 1921)
- 02. Januar: Moon Kim, US-amerikanische Rock-’n’-Roll-Sängerin (* 1931)
- 02. Januar: George MacDonald Fraser, englischer Autor (* 1925)
- 02. Januar: Günter Schubert, deutscher Schauspieler (* 1938)
- 02. Januar: O. G. Style, US-amerikanischer Rapper (* 1970)
- 02. Januar: Galyani Vadhana, thailändische Prinzessin und Schwester des thailändischen Königs Bhumibol (* 1923)
- 03. Januar: Werner Dollinger, deutscher Politiker (* 1918)
- 04. Januar: Herbert Keppler, amerikanischer Herausgeber von Foto-Zeitschriften und Kameraentwickler (* 1925)
- 04. Januar: Marianne Kiefer, deutsche Schauspielerin (* 1928)
- 04. Januar: John O’Donohue, irischer Philosoph und Autor (* 1956)
- 05. Januar: Edward Kłosiński, polnischer Kameramann (* 1943)
- 06. Januar: Ken Nelson, US-amerikanischer Musikproduzent (* 1911)
- 07. Januar: Philip Agee, US-amerikanischer Ex-Geheimagent und Autor (* 1935)
- 07. Januar: Detlef Kraus, deutscher Pianist (* 1919)
- 07. Januar: Manfred Mautner Markhof junior, österreichischer Industrieller und Politiker (* 1927)
- 10. Januar: Josef van Eimern, deutscher Forst- und Agrarmeteorologe (* 1921)
- 11. Januar: Walter Haug, Schweizer Mediävist (* 1927)
- 11. Januar: Edmund Hillary, neuseeländischer Bergsteiger (* 1919)
- 15. Januar: Brad Renfro, US-amerikanischer Schauspieler (* 1982)
- 16. Januar: Jorge de Bagration, spanischer Automobilrennfahrer (* 1944)
- 17. Januar: Manfred Abelein, deutscher Politiker (* 1930)
- 17. Januar: Bobby Fischer, US-amerikanisch-isländischer Schachgroßmeister (* 1943)
- 18. Januar: Hans Herbert Jöris, deutscher Dirigent und Hochschullehrer (* 1925)
- 19. Januar: Karl Diehl, deutscher Industrieller (* 1907)
- 19. Januar: Andy Palacio, belizischer Musiker (* 1960)
- 19. Januar: Suzanne Pleshette, US-amerikanische Filmschauspielerin (* 1937)
- 19. Januar: Albert Pütz, deutscher Schriftsteller und Jurist (* 1932)
- 19. Januar: John Stewart, US-amerikanischer Singer-Songwriter (* 1939)
- 20. Januar: Louis de Cazenave, französischer Kriegsveteran (* 1897)
- 20. Januar: Tālivaldis Ķeniņš, kanadischer Komponist und Musikpädagoge lettischer Herkunft (* 1919)
- 21. Januar: Reinhold Zundel, deutscher Kommunalpolitiker (* 1930)
- 22. Januar: Bernhard Horstmann alias Stefan Murr, deutscher Autor (* 1919)
- 22. Januar: Ștefan Niculescu, rumänischer Komponist (* 1927)
- 22. Januar: Claude Piron, Schweizer Psychologe, Analytiker und Autor (* 1931)
- 22. Januar: Heath Ledger, australischer Filmschauspieler (* 1979)
- 23. Januar: Felix F. Carlebach, deutsch-britischer Rabbiner (* 1911)
- 23. Januar: Yves Hervalet, französischer Autorennfahrer (* 1949)
- 23. Januar: Theodor Hopf, deutscher Brigadegeneral (* 1918)
- 23. Januar: Stein Rønning, norwegischer Karateka (* 1965)
- 24. Januar: René Bianco, französischer Opernsänger (Bariton) (* 1908)
- 25. Januar: Andreas Hönisch, deutscher katholischer Geistlicher und Ordensgründer (* 1930)
- 25. Januar: Helmut Meyer-Abich, deutscher Marineoffizier und Geologe (* 1919)
- 26. Januar: Christian Brando, US-amerikanischer Schauspieler (* 1958)
- 26. Januar: George Habasch, palästinensischer Politiker (* 1926)
- 27. Januar: Gordon B. Hinckley, US-amerikanischer Kirchenführer (Mormonen) (* 1910)
- 27. Januar: Botho Prinz zu Sayn-Wittgenstein-Hohenstein, deutscher Politiker und DRK-Repräsentant (* 1927)
- 27. Januar: Haji Mohamed Suharto, indonesischer General, Politiker und Staatspräsident (* 1921)
- 28. Januar: Erwin van Aaken, deutscher Architekt (* 1904)
- 28. Januar: Christodoulos I., Erzbischof und griechisch-orthodoxer Kirchenführer (* 1939)
- 28. Januar: Juana Francisca Rubio, spanische Plakatkünstlerin und Malerin (* 1911)
- 28. Januar: Marie Takvam, norwegische Schriftstellerin (* 1926)
- 29. Januar: Helga Goetze, deutsche Künstlerin, Schriftstellerin und politische Aktivistin (* 1922)
- 30. Januar: Marcial Maciel, mexikanischer katholischer Priester und gemaßregelter Ordensgründer (* 1920)
- 31. Januar: Veronika Bayer, deutsche Schauspielerin (* 1940)
- 31. Januar: Eva Heller, deutsche Schriftstellerin (* 1948)

### Februar
- 02. Februar: Gustavo Arriola, US-amerikanischer Comiczeichner (* 1917)
- 02. Februar: Earl Butz, US-amerikanischer Politiker (* 1909)
- 02. Februar: Heinrich Dahlinger, deutscher Handballspieler (* 1922)
- 02. Februar: Joshua Lederberg, US-amerikanischer Molekularbiologe und Nobelpreisträger (* 1925)
- 02. Februar: Barry Morse, britischer Schauspieler (* 1918)
- 02. Februar: Hans Roth, österreichischer Unternehmer (* 1916)
- 03. Februar: Jorge Liderman, US-amerikanischer Komponist (* 1957)
- 04. Februar: Chris Anderson, US-amerikanischer Jazz-Pianist (* 1926)
- 04. Februar: Tata Güines, kubanischer Perkussionist, Bandleader, Komponist und Arrangeur (* 1930)
- 04. Februar: Stefan Meller, polnischer Historiker, Diplomat und Politiker (* 1942)
- 05. Februar: Marc Adrian, österreichischer Künstler und Filmemacher (* 1930)
- 05. Februar: Maharishi Mahesh Yogi, indischer Philosoph, Begründer der Transzendentalen Meditation und Autor (* 1918)
- 06. Februar: Dieter Noll, deutscher Schriftsteller (* 1927)
- 06. Februar: Tony Rolt, britischer Automobilrennfahrer, Entwickler und Offizier (* 1918)
- 07. Februar: Andrew Bertie, britischer Großmeister des Malteserordens (* 1929)
- 07. Februar: Frank Geerk, deutscher Dichter und Schriftsteller (* 1946)
- 07. Februar: Jirō Kawamura, japanischer Übersetzer, Literaturwissenschaftler und -kritiker (* 1928)
- 09. Februar: Murlidhar Devidas Amte, indischer Menschenrechtler (* 1914)
- 09. Februar: Walter Bitterlich, österreichischer Forstwissenschaftler (* 1908)
- 10. Februar: Wolfgang Lettl, deutscher surrealistischer Maler (* 1919)
- 10. Februar: Peter Marginter, österreichischer Autor und Übersetzer (* 1934)
- 10. Februar: Inga Nielsen, dänische Opernsängerin (* 1946)
- 10. Februar: Roy Scheider, US-amerikanischer Filmschauspieler (* 1932)
- 11. Februar: Emilio Carballido, mexikanischer Dramatiker und Drehbuchautor (* 1925)
- 11. Februar: Tom Lantos, ungarisch-US-amerikanischer Politiker (* 1928)
- 11. Februar: Alfredo Alves Reinado, osttimoresischer Militär und Rebellenführer (* 1968)
- 12. Februar: Monica Morell, Schweizer Schlagersängerin (* 1953)
- 12. Februar: Imad Mughniyya, libanesischer Hisbollah-Funktionär (* 1962)
- 12. Februar: Badri Patarkazischwili, georgischer Unternehmer (* 1955)
- 13. Februar: Franz Hagmann, Schweizer Kommunalpolitiker (* 1941)
- 13. Februar: Kon Ichikawa, japanischer Filmregisseur und Drehbuchautor (* 1915)
- 13. Februar: Gerhard Neiber, deutscher Politiker, hoher MfS-Funktionär (* 1929)
- 13. Februar: Peter Orthofer, deutsch-österreichischer Journalist, Autor, Kabaretttexter (* 1940)
- 13. Februar: Henri Salvador, französischer Sänger (* 1917)
- 13. Februar: Karl Schnell, deutscher General (* 1916)
- 14. Februar: Werner K. Giesa, deutscher Autor (* 1954)
- 17. Februar: Nicola Agnozzi, italienischer Bischof (* 1911)
- 17. Februar: Klaus-Dieter Baumgarten, deutscher Politiker und DDR-Militär (* 1931)
- 18. Februar: Raymond Kennedy, US-amerikanischer Schriftsteller (* 1934)
- 18. Februar: Alain Robbe-Grillet, französischer Schriftsteller und Filmemacher (* 1922)
- 18. Februar: K. R. H. Sonderborg, deutscher Maler des Informel (* 1923)
- 19. Februar: Natalja Bessmertnowa, russische Balletttänzerin (* 1941)
- 19. Februar: Jegor Letow, russischer Punkrockmusiker (* 1964)
- 19. Februar: Teo Macero, US-amerikanischer Komponist, Jazz-Saxophonist und Jazz-Produzent (* 1925)
- 19. Februar: Franz-Joachim Schneider, deutscher Altverleger und bildender Künstler (* 1925)
- 19. Februar: David Watkin, britischer Kameramann (* 1925)
- 20. Februar: Helmut Sturm, deutscher Maler (* 1932)
- 20. Februar: Bobby Lee Trammell, US-amerikanischer Rockabilly-Musiker und Politiker (* 1934)
- 20. Februar: Allen Strange, US-amerikanischer Komponist, Musikwissenschaftler und Musiker (* 1943)
- 21. Februar: Hans Janitschek, österreichischer Journalist, Autor, Diplomat (* 1934)
- 21. Februar: Emmanuel Sanon, haitianischer Fußballspieler (* 1951)
- 23. Februar: Janez Drnovšek, slowenischer Politiker und Staatsmann (* 1950)
- 23. Februar: Josep Palau i Fabre, spanischer Schriftsteller und Kunstkritiker (* 1917)
- 24. Februar: Günther Rücker, deutscher Schriftsteller (* 1924)
- 26. Februar: Buddy Miles, US-amerikanischer Schlagzeuger (* 1947)
- 27. Februar: William F. Buckley, Jr., US-amerikanischer Autor (* 1925)
- 27. Februar: Ernst Hiller, deutscher Motorradrennfahrer (* 1928)
- 27. Februar: Ivan Rebroff, deutscher Sänger (* 1931)
- 28. Februar: Julian Rathbone, britischer Schriftsteller (* 1935)
- 29. Februar: Wolfram Achtnich, deutscher Pflanzenbauwissenschaftler (* 1923)
- 29. Februar: Arnold Künzli, Schweizer Politologe, Philosoph und Autor (* 1919)
- 29. Februar: Philip Rabinowitz, südafrikanischer Leichtathlet (* 1904)

### März
- 02. März: Jeff Healey, kanadischer Rockgitarrist und -sänger (* 1966)
- 03. März: Giuseppe Di Stefano, italienischer Opernsänger (* 1921)
- 03. März: Annemarie Renger, deutsche Politikerin, Bundestagspräsidentin (* 1919)
- 03. März: Suzie, niederländisch-schwedische Sängerin und Artistin (* 1946)
- 05. März: Joseph Weizenbaum, deutsch-US-amerikanischer Informatiker und Wissenschaftskritiker (* 1923)
- 08. März: Igor Flach, deutscher Bluesharp-Spieler (* 1966)
- 10. März: Otto Schnellbacher, US-amerikanischer American-Football-Spieler (* 1923)
- 10. März: Heinz Stangl, österreichischer Maler und Grafiker (* 1942)
- 11. März: Hans A. Engelhard, deutscher Politiker, Bundesminister der Justiz (* 1934)
- 12. März: Erik Ågren, finnlandschwedischer Schriftsteller und Dichter (* 1924)
- 12. März: Erwin Geschonneck, deutscher Schauspieler (* 1906)
- 12. März: Lazare Ponticelli, letzter Veteran des Ersten Weltkrieges (* 1897)
- 12. März: Paulos Faraj Rahho, Erzbischof der Chaldäisch-Katholischen Kirche (* 1942)
- 14. März: Clyde Robert Cameron, australischer Politiker (* 1913)
- 14. März: Chiara Lubich, italienische Gründerin der Fokolar-Bewegung (* 1920)
- 14. März: Pierre Mamie, Bischof von Lausanne (* 1920)
- 16. März: Peter von Oertzen, deutscher Politiker (* 1924)
- 17. März: Jakob Christ, Schweizer Psychiater (* 1926)
- 17. März: Claus Luthe, deutscher Automobildesigner (* 1932)
- 18. März: Anthony Minghella, britischer Regisseur und (Drehbuch-)Autor (* 1954)
- 18. März: Jochen Petersdorf, deutscher satirischer Schriftsteller (* 1934)
- 19. März: Arthur C. Clarke, britischer Science-Fiction-Schriftsteller (* 1917)
- 19. März: Hugo Claus, belgischer Schriftsteller, Maler, Autor und Regisseur (* 1929)
- 19. März: Paul Scofield, britischer Theater- und Filmschauspieler (* 1922)
- 20. März: Charles Lenz, Schweizer Zollbeamter (* 1912)
- 22. März: Israel „Cachao“ López, kubanischer Musiker (* 1918)
- 24. März: Rafael Azcona, spanischer Drehbuchautor (* 1926)
- 24. März: Carl Obenland, deutscher Maler (* 1908)
- 24. März: Hal Riney, US-amerikanischer Werbetexter, Art Director, Regisseur in der Werbebranche und oscarnominierter Filmproduzent (* 1932)
- 24. März: Richard Widmark, US-amerikanischer Schauspieler (* 1914)
- 25. März: Abby Mann, US-amerikanischer Drehbuchautor (* 1923)
- 26. März: Erwin Wickert, deutscher Diplomat und Autor (* 1915)
- 29. März: Raul Donazar Calvet, brasilianischer Fußballspieler (* 1934)
- 29. März: Josef Mikl, österreichischer Maler und Grafiker (* 1929)
- 30. März: Richard Lloyd, Autorennfahrer und Rennstallbesitzer (* 1945)
- 30. März: Dith Pran, kambodschanischer Foto-Journalist (* 1942)
- 31. März: Jules Dassin, US-amerikanischer Filmregisseur (* 1911)

Tag unbekannt:
- März: Anna Altschuk, russische Dichterin und bildende Künstlerin (* 1955)

### April
- 02. April: Roger Blachon, französischer Cartoonist (* 1941)
- 02. April: Hans Kellner, deutscher Kommunalpolitiker (* 1912)
- 02. April: Ray Poole, US-amerikanischer American-Football-Spieler (* 1921)
- 04. April: Michael White, australischer Psychotherapeut (* 1948)
- 05. April: Charlton Heston, US-amerikanischer Schauspieler, Waffenlobbyist (* 1923)
- 07. April: Phil Urso, US-amerikanischer Jazzsaxophonist (* 1925)
- 07. April: Joachim Wattendorff, deutscher Biologe (* 1928)
- 08. April: Stanley Kamel, US-amerikanischer Schauspieler (* 1943)
- 12. April: Dieter Eppler, deutscher Schauspieler (* 1927)
- 12. April: Patrick Hillery, irischer Politiker, Minister und Staatspräsident (* 1923)
- 13. April: John Archibald Wheeler, US-amerikanischer Physiker (* 1911)
- 14. April: Horst Bingel, deutscher Schriftsteller, Lyriker und Grafiker (* 1933)
- 14. April: Ollie Johnston, US-amerikanischer Trickfilmzeichner (* 1912)
- 16. April: Janusz Dolny, polnischer Pianist und Musikpädagoge (* 1927)
- 16. April: Edward N. Lorenz, US-amerikanischer Meteorologe und Mathematiker (* 1917)
- 17. April: Aimé Césaire, afrokaribisch-französischer Dichter, Essayist und Politiker (* 1913)
- 17. April: Werner Dürrson, deutscher Schriftsteller und Übersetzer (* 1932)
- 19. April: Germaine Tillion, französische Ethnologin und Widerstandskämpferin (* 1907)
- 20. April: Rudolf Agsten, deutscher Politiker (* 1926)
- 20. April: Bebe Barron, US-amerikanische Filmkomponistin (* 1925)
- 20. April: Frank Michael Beyer, deutscher Komponist (* 1928)
- 21. April: Al Wilson, US-amerikanischer Soulmusiker (* 1939)
- 22. April: Paul Davis, US-amerikanischer Singer-Songwriter, Musiker und Produzent (* 1948)
- 22. April: Jaspar von Oertzen, deutscher Schauspieler, Autor, Politiker (* 1912)
- 23. April: Jean Daniel Cadinot, französischer Filmregisseur und -produzent (* 1944)
- 24. April: Rolf Anschütz, deutscher Gastronom (* 1932)
- 24. April: Tristram Cary, britisch-australischer Komponist (* 1925)
- 24. April: Jimmy Giuffre, US-amerikanischer Jazzmusiker (* 1921)
- 25. April: Humphrey Lyttelton, britischer Jazzmusiker und Autor (* 1921)
- 26. April: Henry Brant, US-amerikanischer Komponist (* 1913)
- 27. April: Ulrich Dibelius, deutscher Musikwissenschaftler und -kritiker (* 1924)
- 28. April: Diana Barnato Walker, britische Pilotin (* 1918)
- 29. April: Bo Yang, chinesischer Autor (* 1920)
- 29. April: Albert Hofmann, Schweizer Chemiker (* 1906)
- 29. April: Charles Tilly, US-amerikanischer Historiker, Politologe und Soziologe (* 1929)

### Mai
- 01. Mai: Paulo Amaral, brasilianischer Fußballspieler und -trainer (* 1923)
- 01. Mai: Bernard Archard, britischer Schauspieler (* 1916)
- 01. Mai: Philipp Freiherr von Boeselager, deutscher Widerstandskämpfer (* 1917)
- 02. Mai: Alexander May, deutscher Schauspieler, Drehbuchautor, Regisseur (* 1927)
- 03. Mai: Martin Finnegan, irischer Motorradrennfahrer (* 1979)
- 03. Mai: Badi Panahi, deutscher Sozialwissenschaftler (* 1935)
- 04. Mai: Kishan Maharaj, indischer Tablaspieler (* 1923)
- 06. Mai: Kuno Bärenbold, deutscher Schriftsteller (* 1946)
- 08. Mai: Richard Edward Arnold, US-amerikanischer Country- und Pop-Sänger (* 1918)
- 08. Mai: Luigi Malerba, italienischer Schriftsteller (* 1927)
- 09. Mai: Pascal Sevran, französischer Schriftsteller, Sänger und Fernsehshowmaster (* 1945)
- 11. Mai: Eugen Jesser, Präsident und Direktor der Wiener Sängerknaben (* 1946)
- 12. Mai: Robert Rauschenberg, US-amerikanischer Pop-Art-Künstler (* 1925)
- 12. Mai: Hans Rotta, deutscher Verleger, Herausgeber, Redakteur und Biologe (* 1921)
- 13. Mai: Georg Mautner Markhof, österreichischer Industrieller und Politiker (* 1926)
- 14. Mai: Elmar Ferber, deutscher Filmemacher, Autor und Verleger (* 1944)
- 15. Mai: Jürgen Kolbe, deutscher Germanist, Schriftsteller und Kommunalpolitiker (* 1940)
- 15. Mai: Willis Eugene Lamb, US-amerikanischer Physiker und Nobelpreisträger (* 1913)
- 16. Mai: Wilfrid Mellers, englischer Musikkritiker, -wissenschaftler, -pädagoge und Komponist (* 1914)
- 18. Mai: Jonathan James, US-amerikanischer Hacker (* 1983)
- 19. Mai: Vijay Tendulkar, indischer Autor (* 1928)
- 20. Mai: Joachim Erwin, deutscher Kommunalpolitiker (* 1949)
- 20. Mai: Harald Hein, deutscher Fechtsportler (* 1950)
- 21. Mai: Gilberte Thirion, belgische Automobilrennfahrerin (* 1928)
- 23. Mai: Utah Phillips, US-amerikanischer Folk-Sänger, Dichter und Gewerkschafter (* 1935)
- 23. Mai: Heinrich Kwiatkowski, deutscher Fußballspieler (* 1926)
- 25. Mai: Ernst Stuhlinger, deutsch-US-amerikanischer Raketenforscher (* 1913)
- 26. Mai: Sydney Pollack, US-amerikanischer Filmregisseur und -produzent (* 1934)
- 28. Mai: Gerhard Konzelmann, deutscher Journalist und Autor (* 1932)
- 30. Mai: Gert Haucke, deutscher Schauspieler und Schriftsteller (* 1929)
- 30. Mai: Boris Schachlin, sowjetischer Turner (* 1932)
- 31. Mai: Detlev Albers, deutscher Politologe und Politiker (* 1943)

### Juni
- 01. Juni: Josef Lapid, israelischer Politiker (* 1931)
- 01. Juni: Yves Saint Laurent, französischer Modeschöpfer (* 1936)
- 02. Juni: Bo Diddley, US-amerikanischer Rock- und Bluesmusiker (* 1928)
- 02. Juni: Mel Ferrer, US-amerikanischer Schauspieler, Filmregisseur und -produzent (* 1917)
- 04. Juni: Reinhard Peters, deutscher Dirigent und Musiker (* 1926)
- 06. Juni: Saeko Himuro, japanische Schriftstellerin (* 1957)
- 08. Juni: Peter Rühmkorf, deutscher Lyriker und Essayist (* 1929)
- 09. Juni: Algis Budrys, US-amerikanischer Science-Fiction-Schriftsteller (* 1931)
- 09. Juni: Nan Hoover, niederländische Medienkünstlerin und Videopionierin (* 1931)
- 10. Juni: Tschingis Aitmatow, kirgisischer Schriftsteller (* 1928)
- 10. Juni: Elmar Maria Kredel, deutscher katholischer Theologe und Erzbischof von Bamberg (* 1922)
- 11. Juni: Ove Andersson, schwedischer Rallyepilot (* 1938)
- 11. Juni: Adam Ledwoń, polnischer Fußballspieler (* 1974)
- 13. Juni: Gerd Sannemüller, deutscher Komponist und Musikwissenschaftler (* 1914)
- 13. Juni: Willy Schürmann, deutscher Maler und Graphiker (* 1913)
- 14. Juni: Esbjörn Svensson, schwedischer Jazzpianist (* 1964)
- 15. Juni: Stan Winston, US-amerikanischer Filmdesigner und -regisseur (* 1946)
- 17. Juni: Henry Beckman, kanadischer Schauspieler (* 1921)
- 17. Juni: Tsutomu Miyazaki, japanischer Serienmörder (* 1962)
- 18. Juni: Jean Delannoy, französischer Filmregisseur und Drehbuchautor (* 1908)
- 22. Juni: George Carlin, US-amerikanischer Entertainer und Autor (* 1937)
- 22. Juni: Albert Cossery, frankophoner ägyptischer Schriftsteller (* 1913)
- 22. Juni: Klaus Michael Grüber, deutscher Theater- und Opernregisseur (* 1941)
- 22. Juni: Gerhard Meier, Schweizer Schriftsteller (* 1917)
- 24. Juni: Pinkas Braun, Schweizer Schauspieler und Übersetzer (* 1923)
- 26. Juni: Lilyan Chauvin, französische Schauspielerin (* 1925)
- 26. Juni: Jeanne Omelenchuk, US-amerikanische Radrennfahrerin, Eisschnellläuferin und Politikerin (* 1931)
- 27. Juni: Lenka Reinerová, tschechische deutschsprachige Journalistin und Schriftstellerin (* 1916)
- 29. Juni: Hans Caninenberg, deutscher Schauspieler und Schriftsteller (* 1913)
- 29. Juni: Don S. Davis, US-amerikanischer Schauspieler und bildender Künstler (* 1942)
- 29. Juni: Charles Smith, US-amerikanischer Perkussionist (* 1919)

### Juli
- 01. Juli: Mogens Glistrup, dänischer Politiker (* 1926)
- 01. Juli: Susanne Miller, deutsche Historikerin (* 1915)
- 04. Juli: Thomas Michael Disch, US-amerikanischer Schriftsteller (* 1940)
- 04. Juli: Jesse Helms, US-amerikanischer Politiker, republikanischer Senator (* 1921)
- 04. Juli: Nicolaus Sombart, deutscher Kultursoziologe und Schriftsteller (* 1923)
- 04. Juli: Janwillem van de Wetering, niederländischer Schriftsteller (* 1931)
- 05. Juli: René Harris, nauruischer Politiker, Staatspräsident von Nauru (* 1947)
- 07. Juli: Bruce Conner, US-amerikanischer Künstler und Filmregisseur (* 1933)
- 07. Juli: Bobby Durham, US-amerikanischer Jazzschlagzeuger (* 1937)
- 09. Juli: David Paul Ausubel, US-amerikanischer Pädagoge, Lerntheoretiker und Hochschullehrer (* 1918)
- 11. Juli: Michael Ellis DeBakey, US-amerikanischer Mediziner, Herzchirurg (* 1908)
- 11. Juli: Olga Knoblach-Wolff, deutsche Malerin, Grafikerin und Autorin (* 1923)
- 11. Juli: Anatoli Pristawkin, russischer Schriftsteller (* 1931)
- 13. Juli: Bronisław Geremek, polnischer Historiker und Politiker (* 1932)
- 15. Juli: Peter Ala Adjetey, ghanaischer Jurist, Hochschullehrer und Politiker (* 1931)
- 16. Juli: Ernst Solèr, Schweizer Schriftsteller (* 1960)
- 16. Juli: Jo Stafford, US-amerikanische Sängerin (* 1917)
- 18. Juli: Michael Aichhorn, österreichischer Theatermacher, Schauspieler und Künstler (* 1949)
- 18. Juli: Hildy Beyeler, Schweizer Kunstsammlerin und Mitbegründerin der Art Basel (* 1922)
- 18. Juli: Rudi Hoffmann, deutscher Spieleautor (* 1924)
- 20. Juli: Uwe Claussen, deutscher Mediziner und Humangenetiker (* 1945)
- 22. Juli: Estelle Getty, US-amerikanische Schauspielerin (* 1923)
- 22. Juli: Victor A. McKusick, US-amerikanischer Humangenetiker (* 1921)
- 23. Juli: Kurt Furgler, Schweizer Politiker (* 1924)
- 25. Juli: Lotte Betke, deutsche Theaterschauspielerin und Autorin (* 1905)
- 25. Juli: Hiram Bullock, US-amerikanischer Jazz-Gitarrist (* 1955)
- 25. Juli: Johnny Griffin, US-amerikanischer Jazz-Saxofonist (* 1928)
- 27. Juli: Youssef Chahine, ägyptischer Filmregisseur (* 1926)
- 27. Juli: Horst Stein, deutscher Dirigent (* 1928)
- 29. Juli: Fritz Steinmeyer, deutscher Orgelbauer (* 1918)
- 31. Juli: Lee Cheong-jun, südkoreanischer Autor (* 1939)

### August
- 03. August: Alexander Solschenizyn, russischer Schriftsteller und Literaturnobelpreisträger (* 1918)
- 05. August: Eva Pflug, deutsche Schauspielerin und Synchronsprecherin (* 1929)
- 07. August: Andrea Pininfarina, italienischer Unternehmer (* 1957)
- 08. August: Tom Drake, kanadischer Singer-Songwriter, Drehbuchautor und Regisseur (* 1936)
- 09. August: Mahmud Darwisch, palästinensischer Dichter (* 1941)
- 09. August: Walter Michael Klepper, rumäniendeutscher Komponist (* 1929)
- 09. August: Bernie Mac, US-amerikanischer Schauspieler (* 1957)
- 10. August: Isaac Hayes, US-amerikanischer Musiker und Komponist (* 1942)
- 11. August: John S. Bull, US-amerikanischer Raumfahreranwärter (* 1934)
- 11. August: Fred Sinowatz, österreichischer Politiker (* 1929)
- 12. August: Donald Erb, US-amerikanischer Komponist (* 1927)
- 13. August: Henri Cartan, französischer Mathematiker (* 1904)
- 19. August: Leopold Abse, walisischer Anwalt, Politiker (Labour Party), Aktivist für die Rechte von Homosexuellen und Autor (* 1917)
- 19. August: Levy Mwanawasa, sambischer Staatspräsident (2002–2008) (* 1948)
- 19. August: Walter Scheler, deutscher Buchhalter, Opfer des Aufstands vom 17. Juni 1953 in der DDR, Ehrenbürger Jenas (* 1923)
- 20. August: Hua Guofeng, chinesischer Politiker (* 1921)
- 20. August: Gene Upshaw, US-amerikanischer American-Football-Spieler und -Funktionär (* 1945)
- 21. August: Buddy Harman, US-amerikanischer Schlagzeuger (* 1928)
- 21. August: Wolfgang Vogel, deutscher Rechtsanwalt, DDR-Unterhändler (* 1925)
- 23. August: Thomas Huckle Weller, US-amerikanischer Mediziner und Nobelpreisträger (* 1915)
- 24. August: Tonino Ascari, italienischer Automobilrennfahrer und Unternehmer (* 1942)
- 24. August: Hansi Lang, österreichischer Musiker (* 1955)
- 25. August: Peter Bolton, britischer Automobilrennfahrer (* 1919)
- 25. August: Josef Tal, israelischer Komponist (* 1910)
- 26. August: Christian Geissler, deutscher Schriftsteller (* 1928)
- 26. August: Edip Sekowitsch, jugoslawisch-österreichischer Boxer (* 1958)
- 28. August: Phil Hill, US-amerikanischer Formel-1-Rennfahrer (* 1927)
- 30. August: Eldon Rathburn, kanadischer Komponist, Pianist, Organist und Musikpädagoge (* 1916)
- 31. August: Jerry Reed, US-amerikanischer Country-Sänger, Gitarrist, Schauspieler und Songwriter (* 1937)

Sterbetag unbekannt:
- August: Werner Burkhardt, deutscher Kulturjournalist und Jazzautor (* 1928)

### September
- 01. September: Carl Kaufmann, deutscher Leichtathlet (* 1936)
- 02. September: Bill Meléndez, US-amerikanischer Trickfilmzeichner (* 1916)
- 04. September: Dan Bar-On, israelischer Psychologe, Autor, Holocaust- und Friedensforscher (* 1938)
- 07. September: Peter Escher, Schweizer Komponist (* 1915)
- 07. September: Wendelin Schmidt-Dengler, österreichischer Germanist und Literaturwissenschaftler (* 1942)
- 10. September: Robert Glasgow, US-amerikanischer Organist und Musikpädagoge (* 1925)
- 11. September: Mario de Jesús Báez, dominikanischer Komponist und Musikverleger (* 1924)
- 12. September: David Foster Wallace, US-amerikanischer Schriftsteller (* 1962)
- 15. September: Richard Wright, britischer Musiker und Gründungsmitglied der Rockband Pink Floyd (* 1943)
- 17. September: Joachim Koch, deutscher Philosoph (* 1954)
- 19. September: Alois Piňos, tschechischer Komponist und Musikpädagoge (* 1925)
- 20. September: Wilfrid Joseph Dixon, US-amerikanischer Statistiker (* 1915)
- 22. September: Thomas Dörflein, deutscher Tierpfleger (* 1963)
- 23. September: Wally Hilgenberg, US-amerikanischer American-Football-Spieler (* 1942)
- 24. September: Bengt Anderberg, schwedischer Übersetzer und Schriftsteller (* 1920)
- 24. September: Ruslan Bekmirsajewitsch Jamadajew, russisch-tschetschenischer Politiker (* 1961)
- 24. September: Helmut Walbert, deutscher Schriftsteller, Kinderbuch- und Hörspielautor (* 1937)
- 25. September: Arthur Glenn Andrews, US-amerikanischer Politiker (* 1909)
- 26. September: Paul Newman, US-amerikanischer Schauspieler (* 1925)
- 26. September: Leopold Wagner, österreichischer Politiker (* 1927)
- 27. September: Krystyna Moszumańska-Nazar, polnische Komponistin (* 1924)
- 30. September: Christa Reinig, deutsche Schriftstellerin (* 1926)

### Oktober
- 01. Oktober: Detlef Lewe, deutscher Kanute, Weltmeister (* 1939)
- 04. Oktober: Paul Fredrik Karl Åström, schwedischer Archäologe (* 1929)
- 07. Oktober: George Emil Palade, rumänisch-US-amerikanischer Zellbiologe und Nobelpreisträger (* 1912)
- 08. Oktober: Herbert Bötticher, deutscher Schauspieler (* 1928)
- 08. Oktober: Hogan Wharton, US-amerikanischer American-Football-Spieler (* 1935)
- 10. Oktober: Alexei Alexejewitsch Prokurorow, russischer Skilangläufer und Olympiasieger (* 1964)
- 11. Oktober: Jörg Haider, österreichischer Politiker (* 1950)
- 13. Oktober: Guillaume Depardieu, französischer Schauspieler (* 1971)
- 13. Oktober: Eduardo Serrano, venezolanischer Musiker, Dirigent und Komponist (* 1911)
- 14. Oktober: Pat Moss, britische Rallyefahrerin (* 1934)
- 16. Oktober: Bob Johnson, US-amerikanischer Automobilrennfahrer (* 1927)
- 17. Oktober: Dieter Stappert, österreichischer Journalist und Teammanager im Motorsport (* 1942)
- 18. Oktober: Dee Dee Warwick, US-amerikanische Soul-Sängerin (* 1945)
- 19. Oktober: Harold Sanford Kant, US-amerikanischer Showgeschäftsanwalt (* 1931)
- 21. Oktober: Sonja Bernadotte, deutsche Unternehmerin (* 1944)
- 23. Oktober: Rolf Andresen, deutscher Sportfunktionär (* 1925)
- 23. Oktober: Peter Gläser, deutscher Rockmusiker (* 1949)
- 24. Oktober: Helmut Zilk, österreichischer Journalist und Politiker (* 1927)
- 27. Oktober: Heinz Krügel, deutscher Fußballspieler und -trainer (* 1921)
- 30. Oktober: Gerhard Perl, deutscher Altphilologe (* 1927)
- 31. Oktober: Studs Terkel, US-amerikanischer Autor und Radiomoderator (* 1912)

### November
- 01. November: Jimmy Carl Black, US-amerikanischer Schlagzeuger und Sänger (* 1938)
- 01. November: Jacques Piccard, Schweizer Tiefseeforscher (* 1922)
- 01. November: Shakir Stewart, US-amerikanischer Musikunternehmer (* 1974)
- 02. November: Ahmad al-Mirghani, sudanesischer Präsident (* 1941)
- 03. November: Farideh Akashe-Böhme, deutsch-iranische Autorin (* 1951)
- 03. November: Alan Ford, US-amerikanischer Schwimmer (* 1923)
- 04. November: Michael Crichton, US-amerikanischer Schriftsteller, Drehbuchautor und Regisseur (* 1942)
- 04. November: Chertek Amyrbitowna Antschimaa-Toka, tuwinisch-sowjetische Politikerin (* 1912)
- 04. November: Jacques Rossel, Schweizer evangelischer Geistlicher (* 1915)
- 06. November: Heiko Engelkes, deutscher Journalist (* 1933)
- 06. November: Michael Hinz, deutscher Schauspieler (* 1939)
- 09. November: Ali Amrozi bin Haji Nurhasyim, indonesischer Terrorist (* 1962)
- 09. November: Ljerko Spiller, argentinischer Geiger, Dirigent und Musikpädagoge (* 1908)
- 10. November: Miriam Makeba, südafrikanische Sängerin (* 1932)
- 12. November: Juanito Arteta, venezolanischer Trompeter und Arrangeur (* 1918)
- 12. November: Mitch Mitchell, britischer Jazz- und Rock-Schlagzeuger (* 1946)
- 12. November: Robert Schollemann, französischer Automobilrennfahrer (* 1912)
- 15. November: Claire-Lise de Benoit, Schweizer Schriftstellerin (* 1917)
- 15. November: Peter W. Jansen, deutscher Filmkritiker und -publizist (* 1930)
- 15. November: Jan Krugier, polnisch-schweizerischer Galerist und Kunsthändler (* 1928)
- 16. November: Luisín Landáez, venezolanisch-chilenischer Sänger (* 1931)
- 17. November: Guy Peellaert, belgischer Illustrator und Comiczeichner (* 1934)
- 22. November: MC Breed, US-amerikanischer Rapper (* 1971)
- 22. November: Ibrahim Nasir, maledivischer Politiker, erster Präsident der zweiten Republik der Malediven (1968–1978) (* 1926)
- 23. November: Erik Silvester, deutscher Schlagersänger (* 1942)
- 24. November: Ryōhei Hirose, japanischer Komponist (* 1930)
- 25. November: William Gibson, US-amerikanischer Dramatiker (* 1914)
- 28. November: Lee Baxandall, US-amerikanischer Schriftsteller, Übersetzer und Aktivist der Nudismusbewegung (* 1935)
- 28. November: Gustav Ginzel, Weltenbummler und böhmisches Original (* 1932)
- 29. November: Uwe Gronostay, deutscher Chordirigent (* 1939)
- 29. November: Jørn Utzon, dänischer Architekt (* 1918)
- 30. November: Erwin Hasenzahl, deutscher Kommunalpolitiker in Hessen und Bürgermeister von Michelstadt (* 1914)
- 000November: Raffaele Andreassi, italienischer Dichter, Journalist und Dokumentarfilmer (* 1924)

### Dezember
- 01. Dezember: Peter Maiwald, deutscher Schriftsteller (* 1946)
- 02. Dezember: Odetta Holmes, US-amerikanische Sängerin (* 1930)
- 03. Dezember: Germain Lefebrve, kanadischer Sänger, Chorleiter und Musikpädagoge (* 1924)
- 05. Dezember: George Brecht, US-amerikanischer Fluxus-Künstler (* 1926)
- 06. Dezember: Irm Schoffers, deutsche Fotografin und Fotokünstlerin (* 1927)
- 07. Dezember: Guy Rouleau, kanadischer Eishockeyspieler (* 1965)
- 08. Dezember: Xavier Perrot, Schweizer Automobilrennfahrer (* 1932)
- 09. Dezember: Sigi Harreis, deutsche Journalistin und Moderatorin (* 1937)
- 09. Dezember: Władysław Ślesicki, polnischer Filmregisseur und Drehbuchautor (* 1927)
- 10. Dezember: Henning Christiansen, dänischer Fluxus-Komponist (* 1932)
- 11. Dezember: Karl-Heinz Muus, deutscher Eishockeyspieler (* 1923)
- 11. Dezember: Bettie Page, US-amerikanisches Model (* 1923)
- 12. Dezember: Tassos Papadopoulos, Präsident von Zypern (2003–2008) (* 1934)
- 13. Dezember: Horst Tappert, deutscher Schauspieler (* 1923)
- 15. Dezember: Carlo Caracciolo, italienischer Verleger (* 1925)
- 15. Dezember: André Greiner-Pol, deutscher Rockmusiker (* 1952)
- 17. Dezember: Sammy Baugh, US-amerikanischer American-Football-Spieler und -Trainer (* 1914)
- 17. Dezember: Freddy Breck, deutscher Schlagersänger (* 1942)
- 17. Dezember: Henry Ashby Turner, US-amerikanischer Historiker (* 1932)
- 18. Dezember: Majel Barrett, US-amerikanische Schauspielerin (* 1932)
- 18. Dezember: Claus Grimm (Richter), Vizepräsident des Bundesfinanzhofes (* 1923)
- 19. Dezember: Renate Apitz, deutsche Schriftstellerin (* 1939)
- 19. Dezember: Tana Schanzara, deutsche Schauspielerin (* 1925)
- 19. Dezember: Sam Tingle, Automobilrennfahrer aus dem ehemaligen Rhodesien (* 1921)
- 20. Dezember: Albin Planinc, jugoslawischer Schachspieler (* 1944)
- 20. Dezember: Igor Trubezkoi, französischer Sportler russischer Abstammung (* 1912)
- 22. Dezember: Lansana Conté, Präsident von Guinea (1984–2008) (* 1934)
- 22. Dezember: Peter Steiner, deutscher Schauspieler (* 1927)
- 24. Dezember: Samuel P. Huntington, US-amerikanischer Politologe und Autor (* 1927)
- 24. Dezember: Harold Pinter, britischer Dramatiker und Nobelpreisträger (* 1930)
- 25. Dezember: Eartha Kitt, US-amerikanische Sängerin und Schauspielerin (* 1927)
- 28. Dezember: Arthur Oliver Lonsdale Atkin, britisch-US-amerikanischer Mathematiker (* 1925)
- 28. Dezember: Vincent Ford, jamaikanischer Songwriter (* 1940)
- 29. Dezember: Freddie Hubbard, US-amerikanischer Jazz-Trompeter (* 1938)
- 29. Dezember: Rudi Michel, deutscher Sportjournalist (* 1921)
- 31. Dezember: Włodzimierz Borowski, polnischer Maler, Installations-, Konzept- und Performancekünstler und Kunstwissenschaftler (* 1930)

### Todesdatum unbekannt
- Karl-Heinz Bleiel, deutscher Brigadegeneral der Bundeswehr und Militärgeograph (* 1934)
- Gerda Brodbeck, deutsche Malerin (* 1944)
- Karlheinz Knuth, deutscher Drehbuch-, Hörspiel- und Krimiautor, Fernseh- und Hörfunkregisseur (* 1931)
- Heide Rose-Segebrecht, deutsche Tanzlehrerin, Malerin und Objektkünstlerin (* 1943)

### Galerie der Verstorbenen

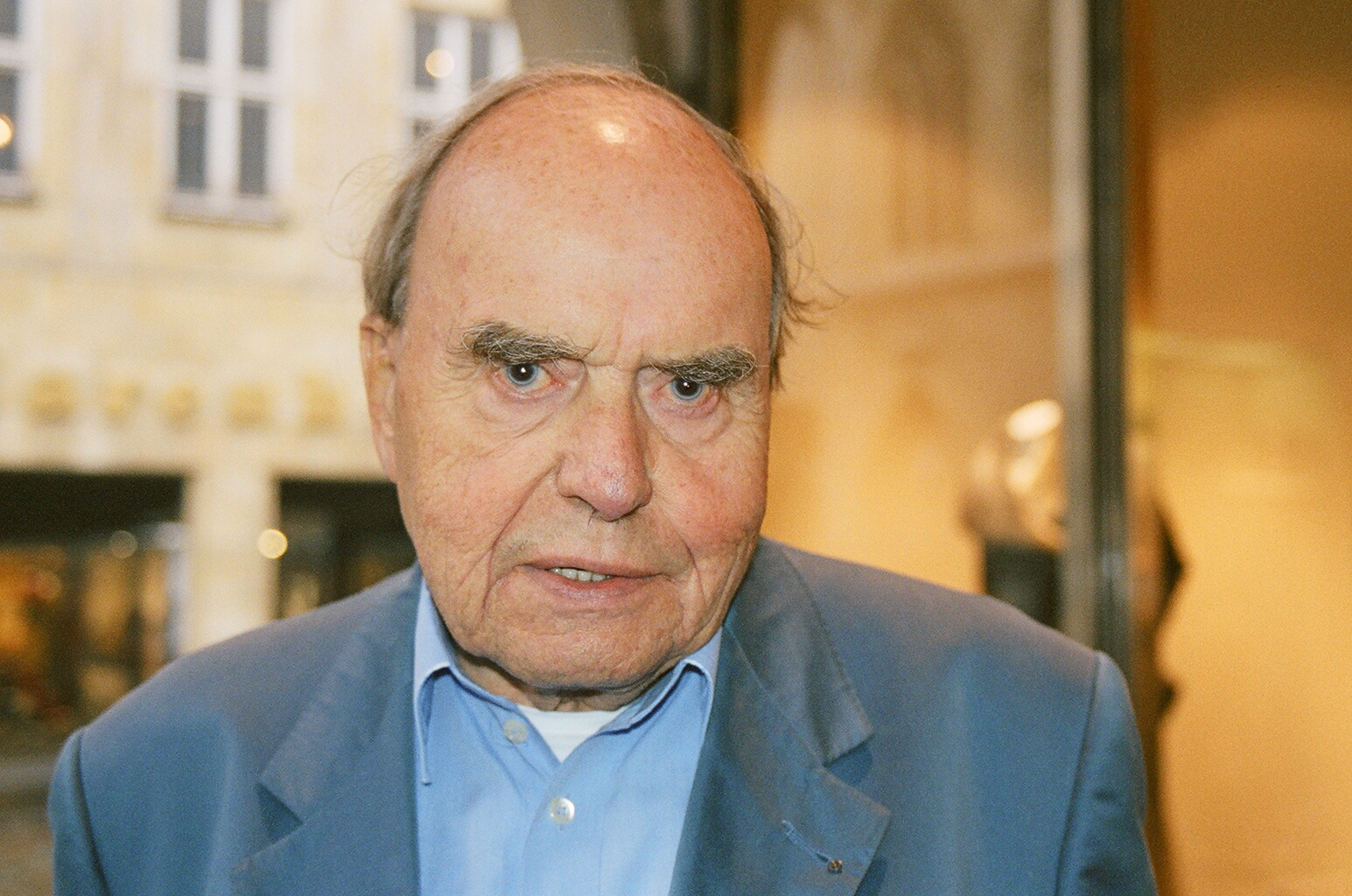
1. Januar: Harald Deilmann (2005)
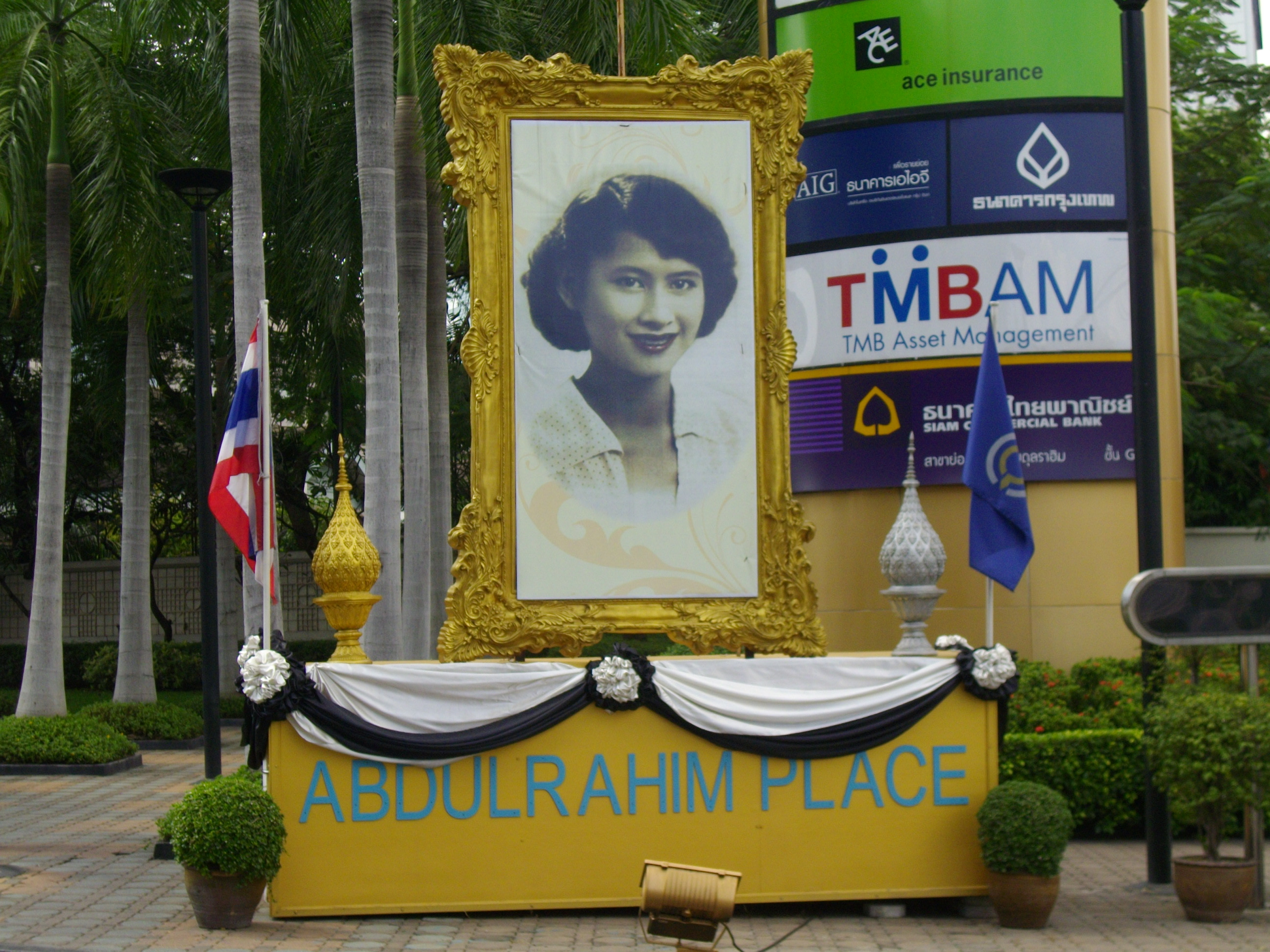
2. Januar: Galyani Vadhana (?)
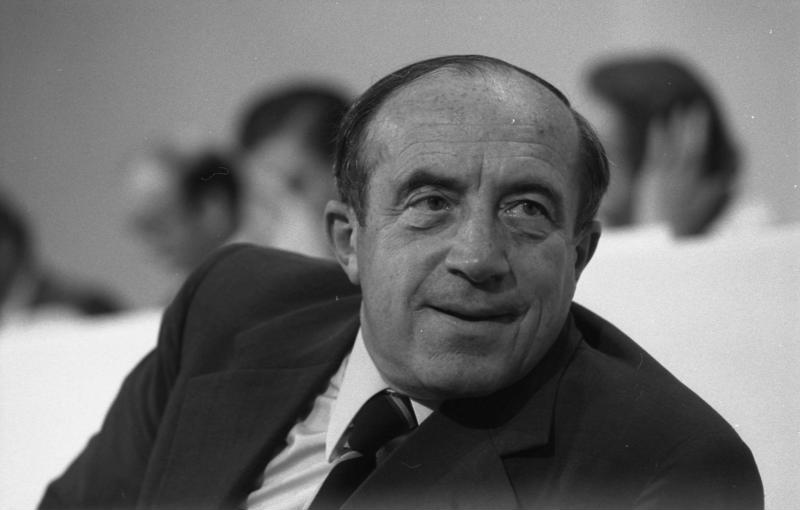
3. Januar: Werner Dollinger (1978)
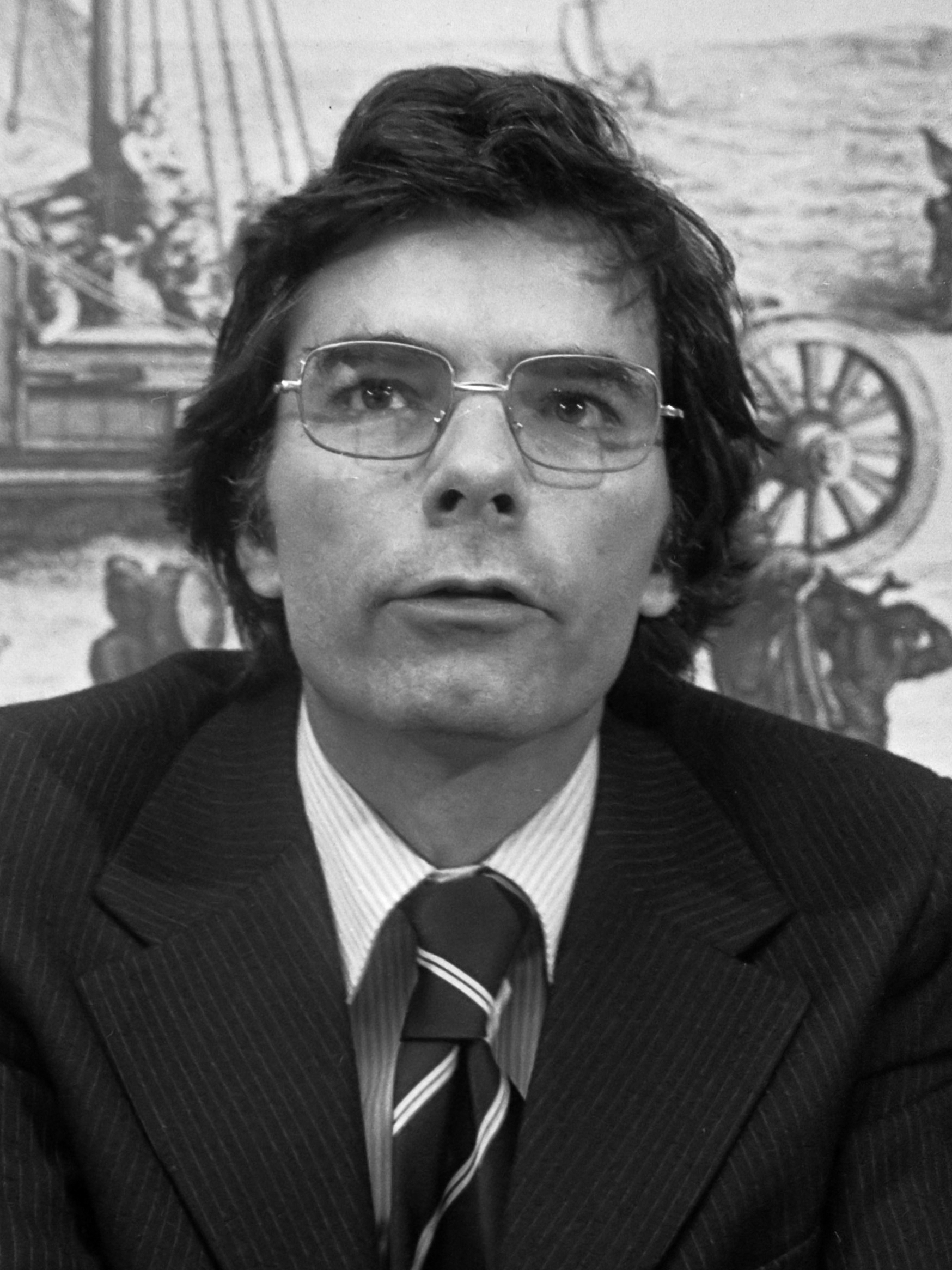
7. Januar: Philip Agee (1977)
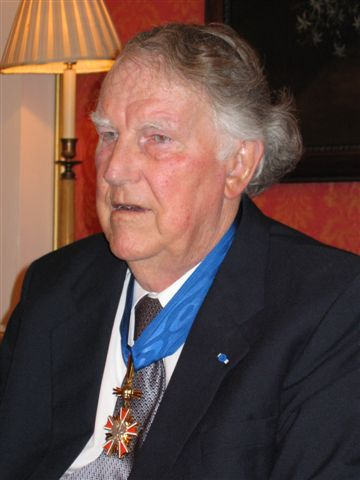
11. Januar: Edmund Hillary (2004)
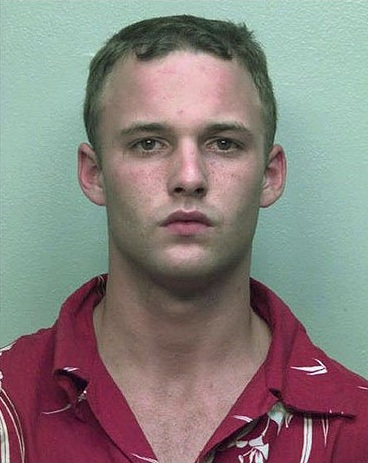
15. Januar: Brad Renfro (2000)
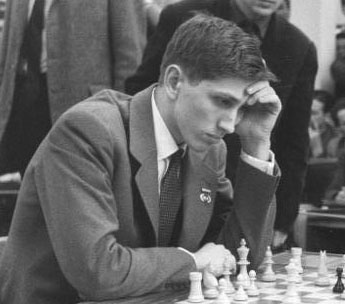
17. Januar: Bobby Fischer (1960)
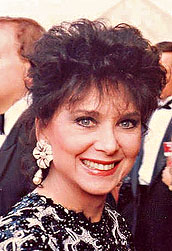
19. Januar: Suzanne Pleshette (1991)
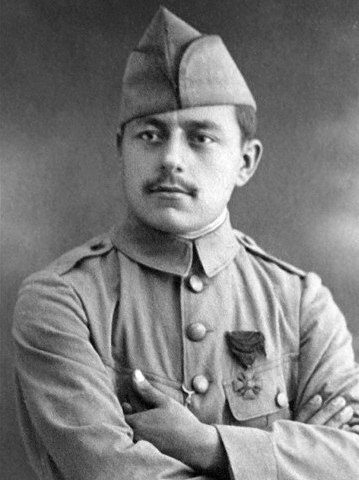
20. Januar: Louis de Cazenave (1918)
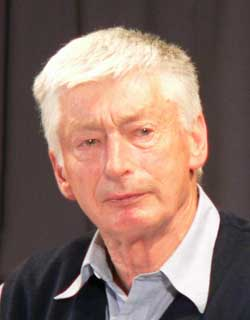
22. Januar: Claude Piron (2005)
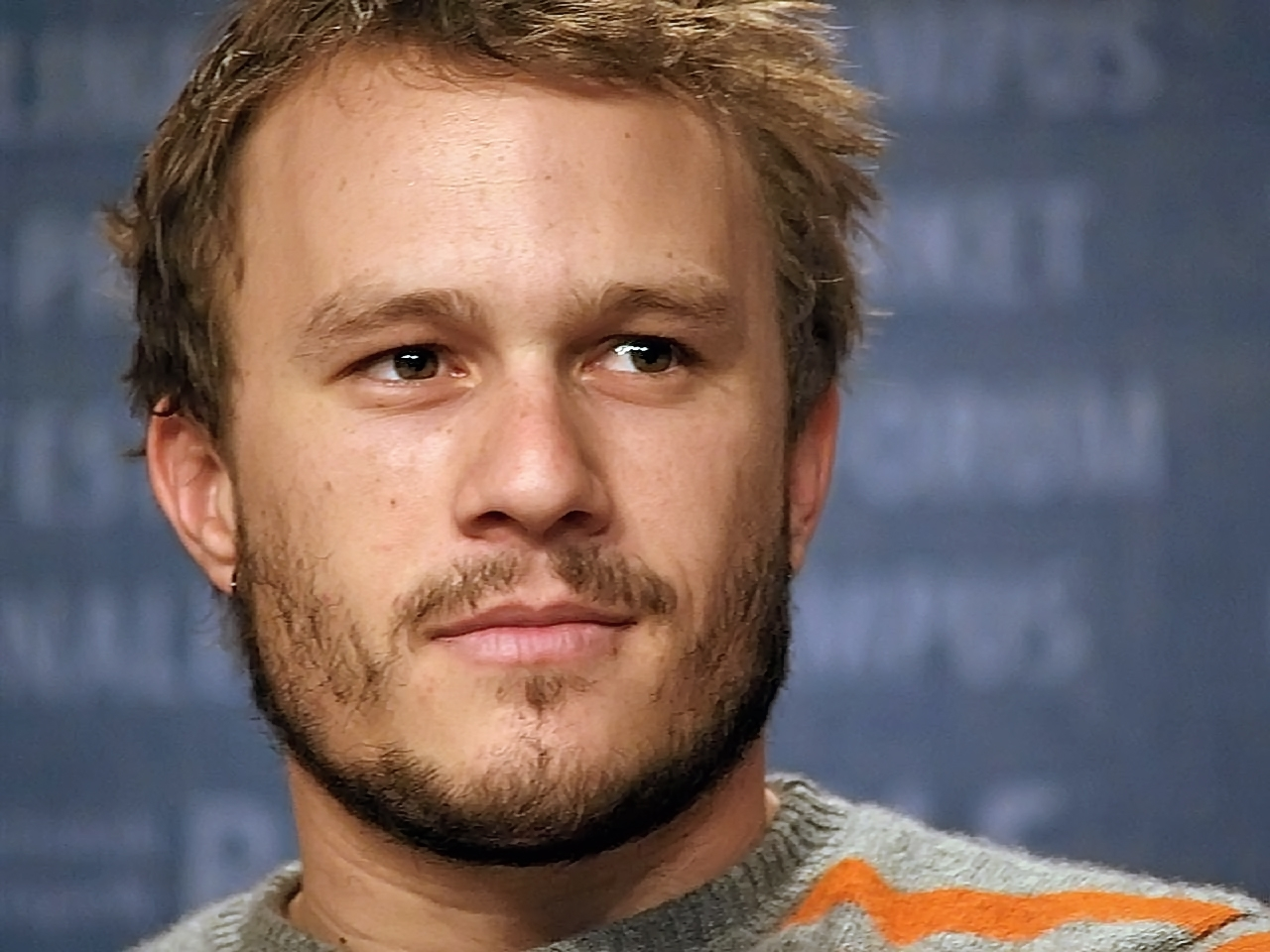
22. Januar: Heath Ledger (2006)
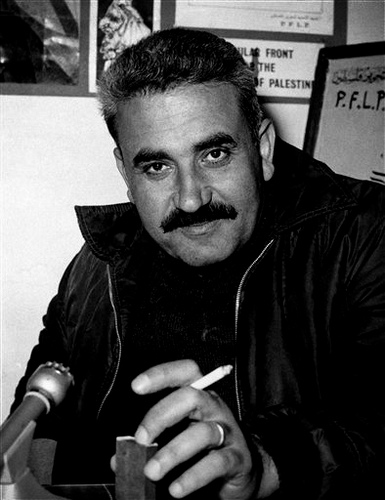
26. Januar: George Habasch (1969)
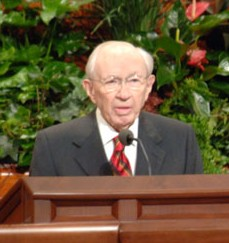
27. Januar: Gordon B. Hinckley (2007)
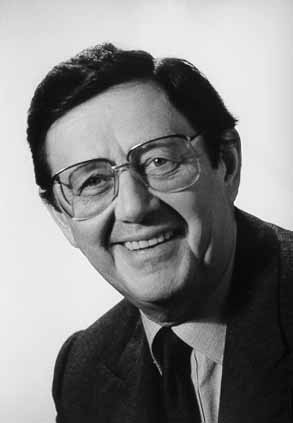
27. Januar: Botho Prinz zu Sayn-Wittgenstein-Hohenstein (?)
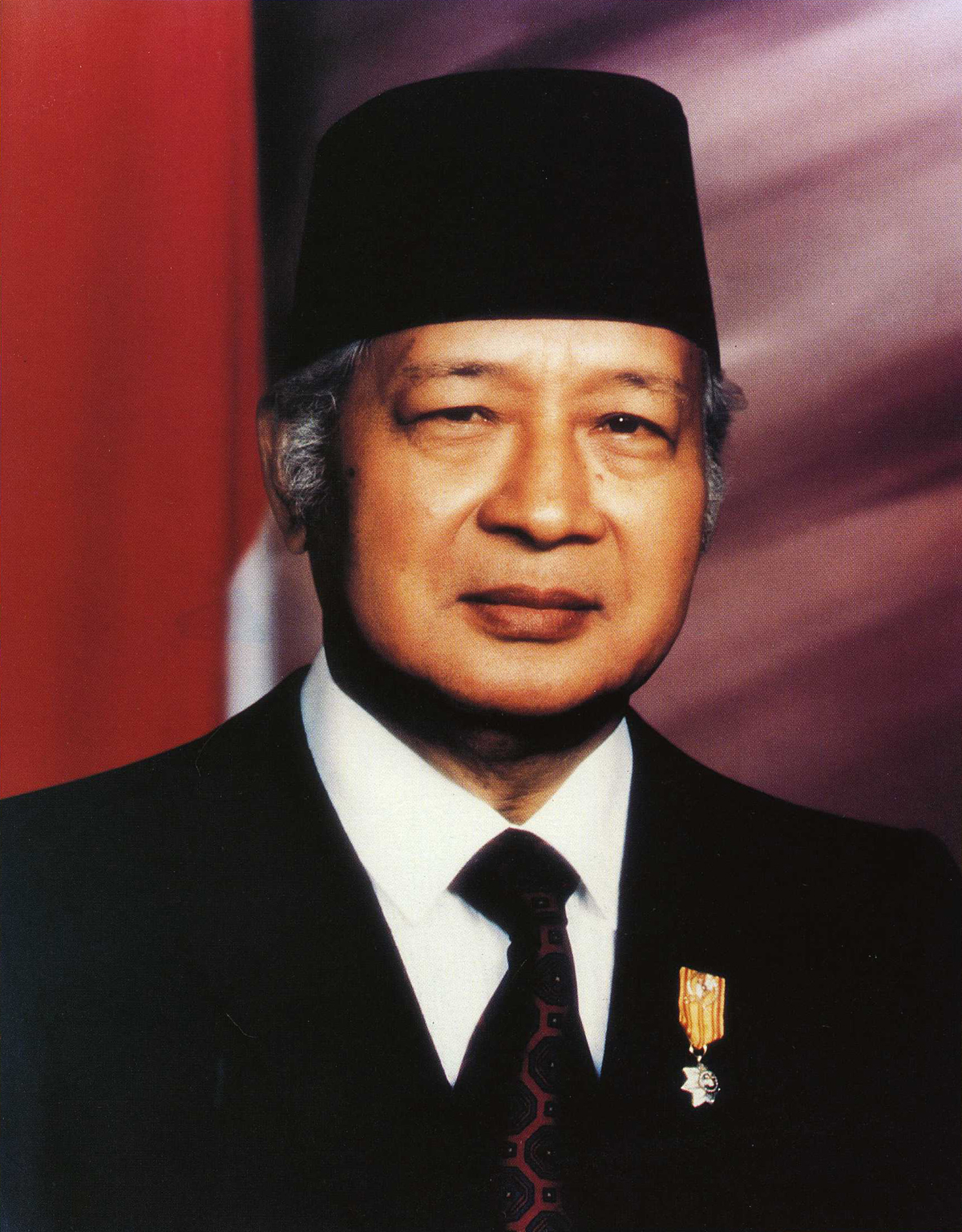
27. Januar: Suharto (1993)
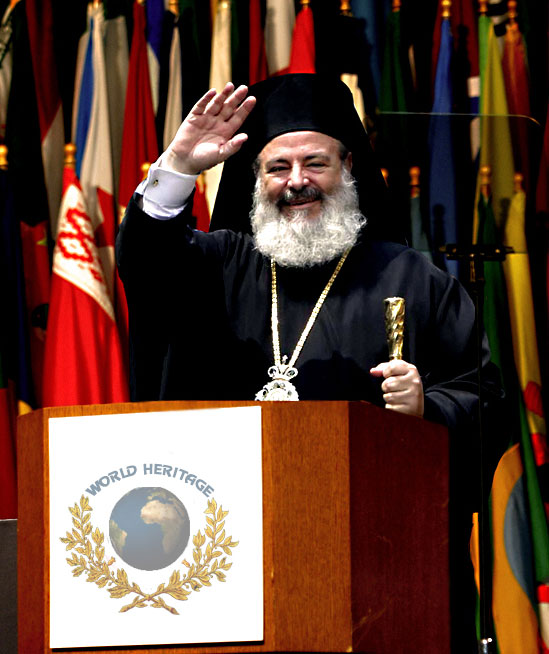
28. Januar: Christodoulos I. (2007)
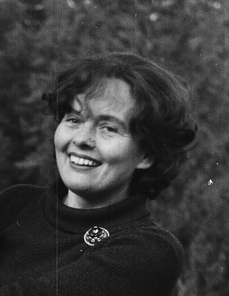
28. Januar: Marie Takvam (1965)
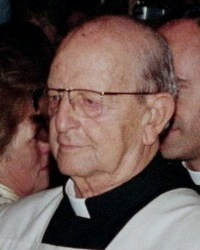
30. Januar: Marcial Maciel (2004)
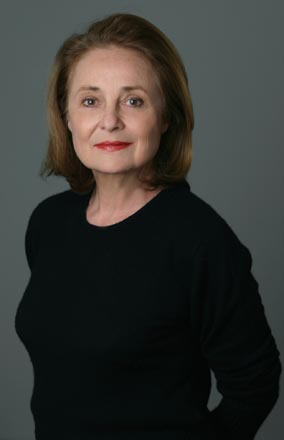
31. Januar: Veronika Bayer (2007)
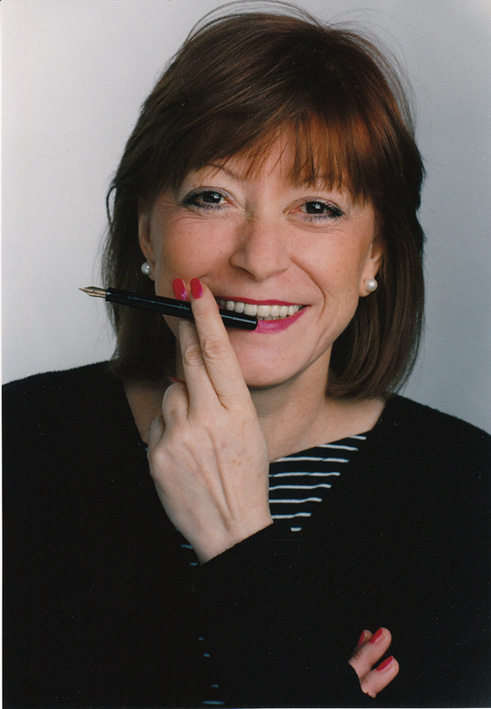
31. Januar: Eva Heller (?)
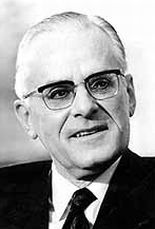
2. Februar: Earl Butz (?)
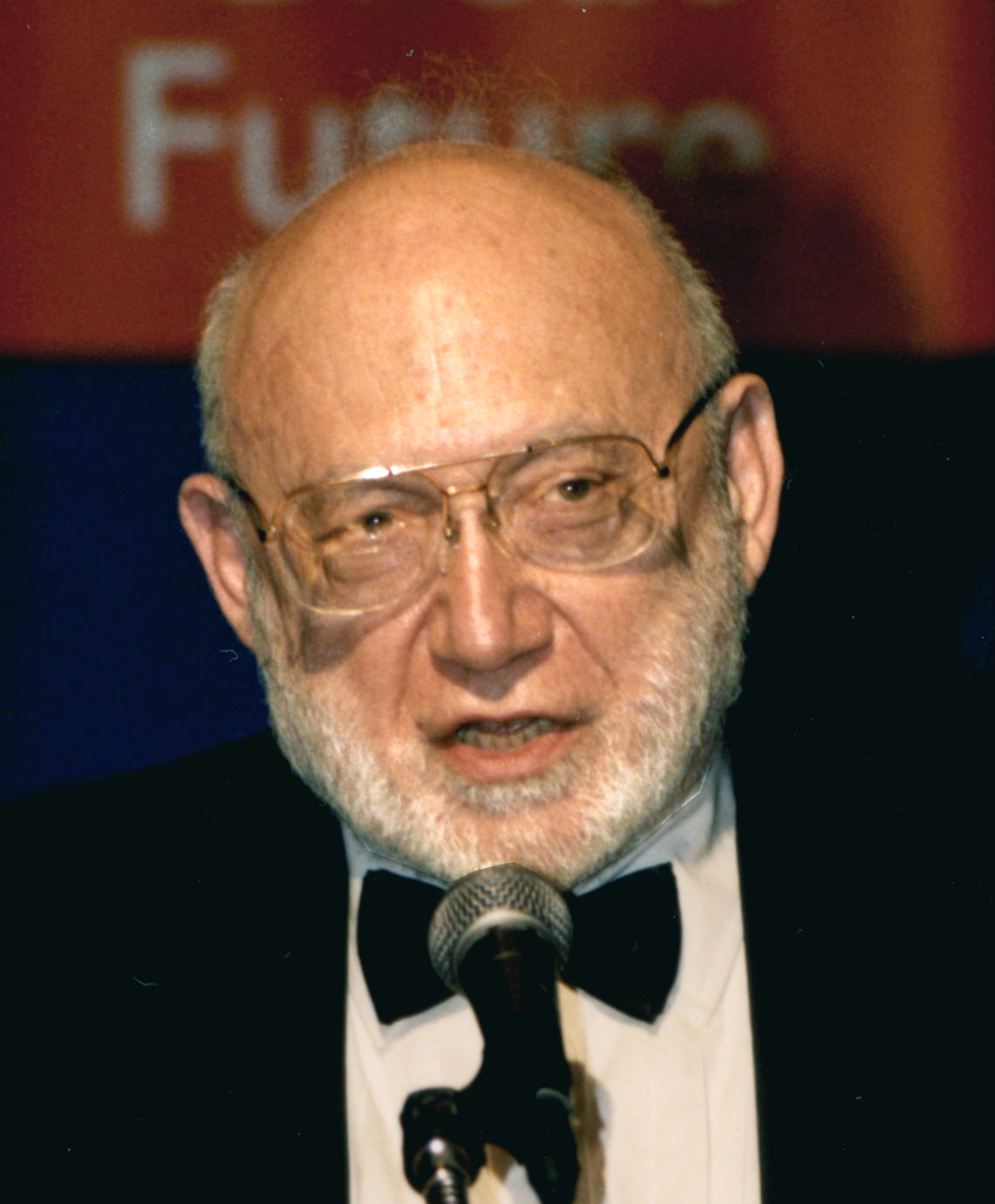
2. Februar: Joshua Lederberg (?)
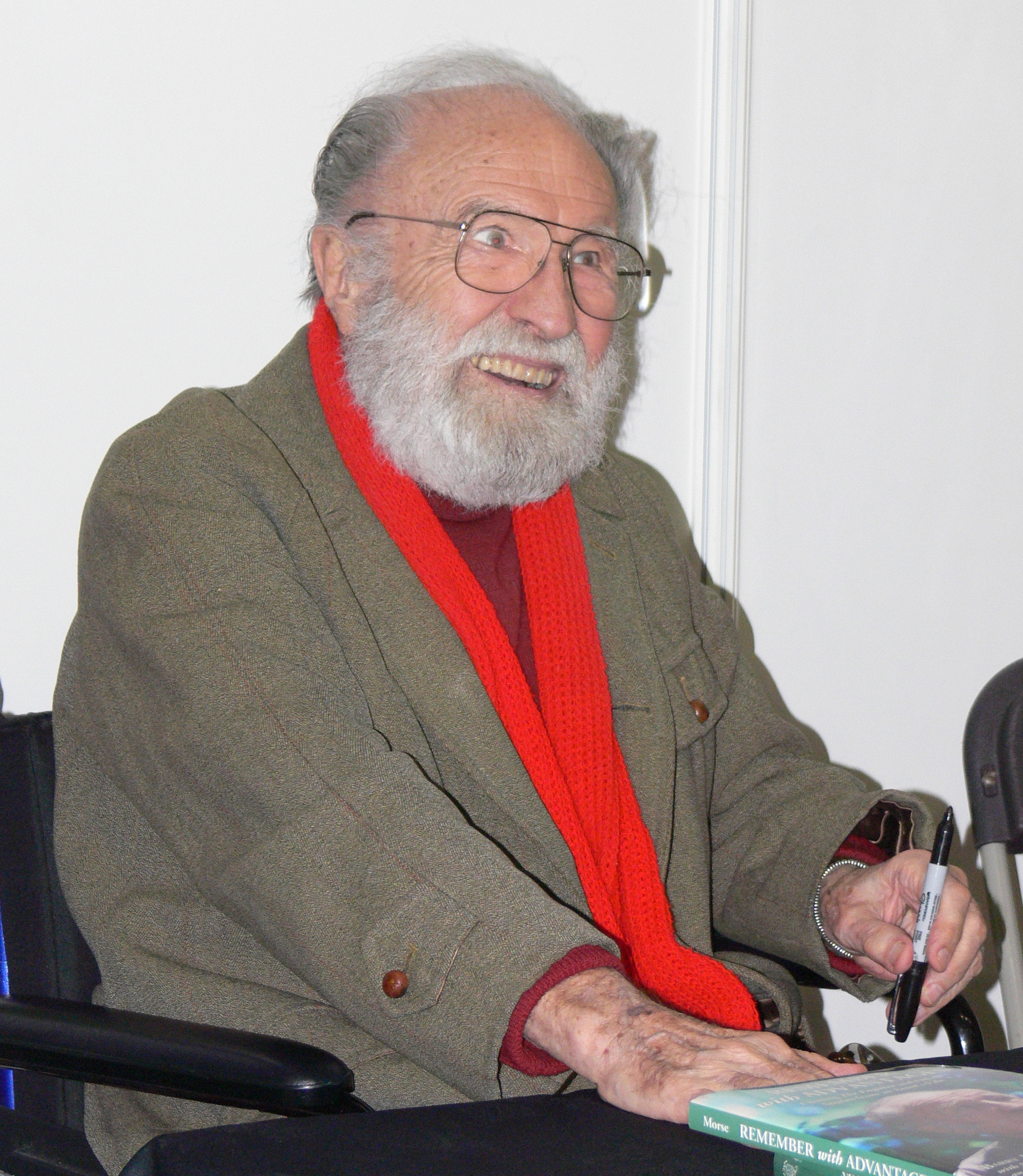
2. Februar: Barry Morse (2007)
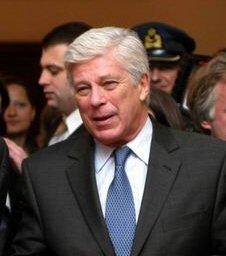
4. Februar: Stefan Meller (?)
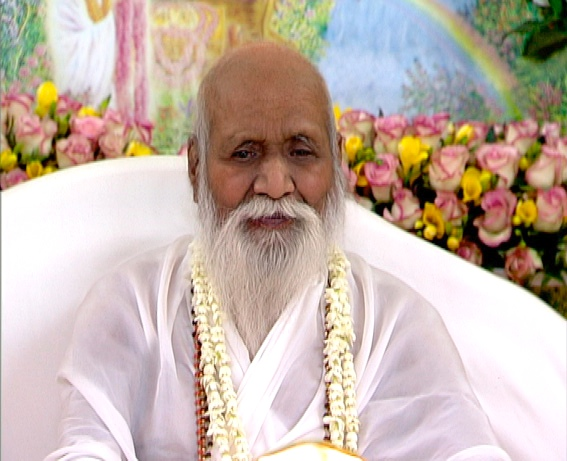
5. Februar: Maharishi Mahesh Yogi (2007)
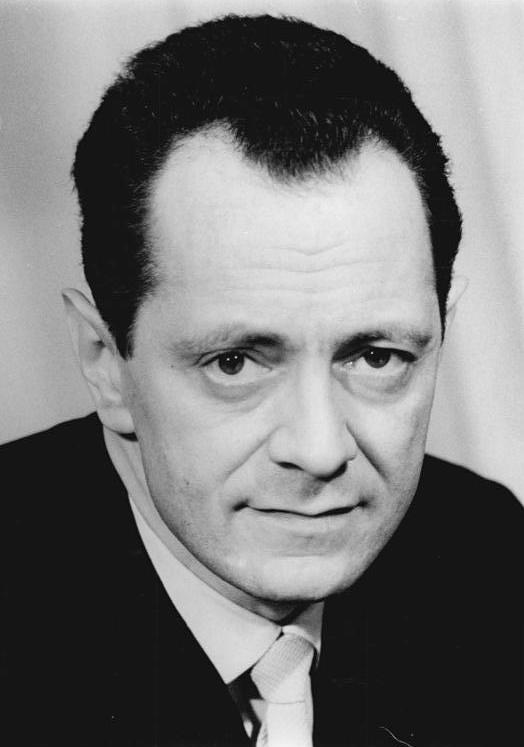
6. Februar: Dieter Noll (1966)
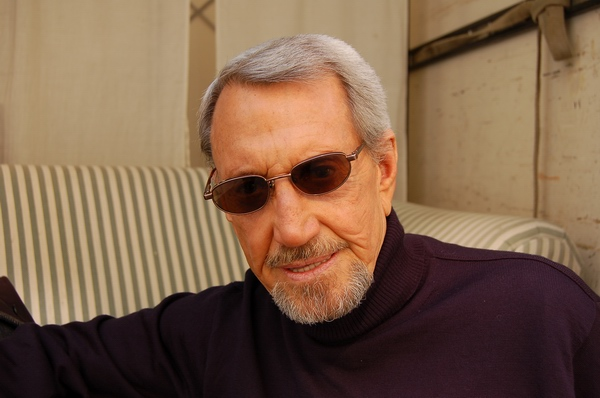
10. Februar: Roy Scheider (2007)
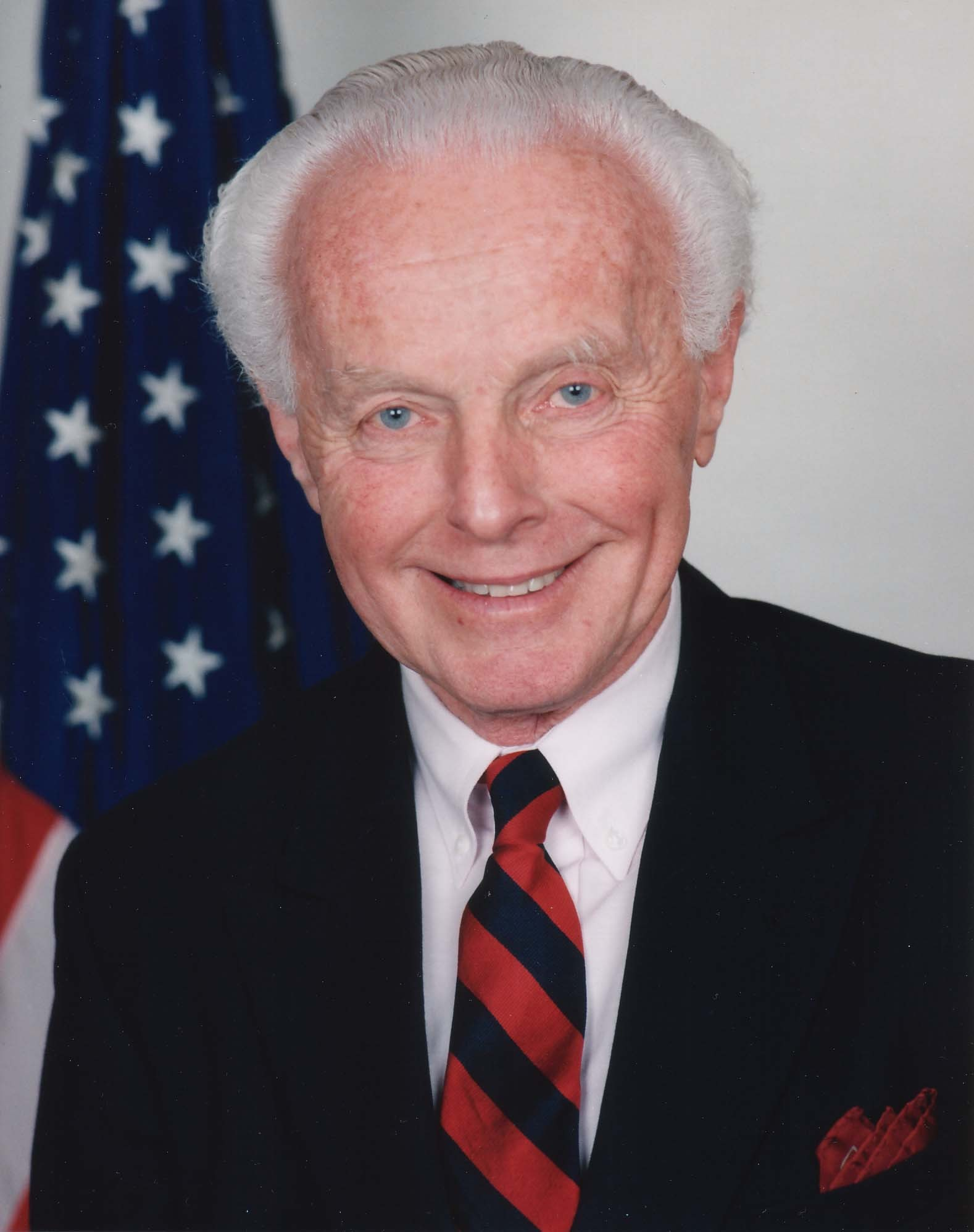
11. Februar: Tom Lantos (?)
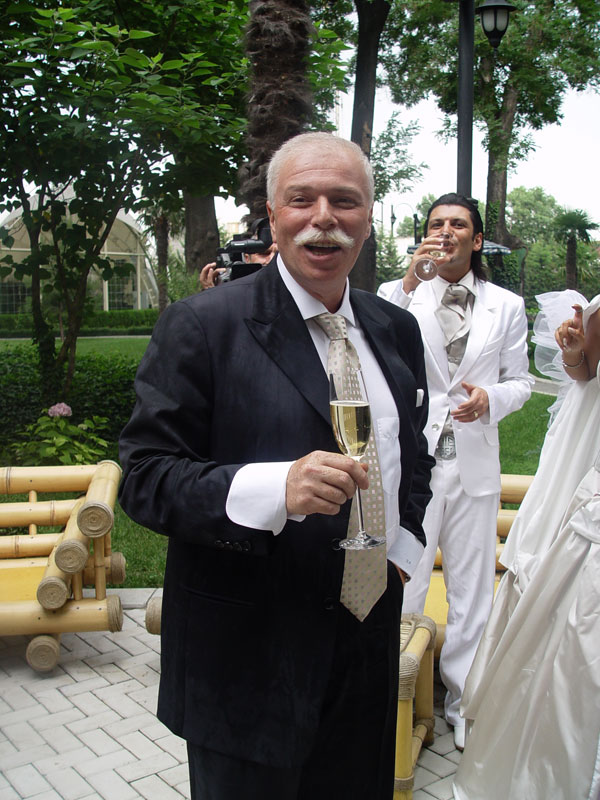
12. Februar: Badri Patarkazischwili (2006)
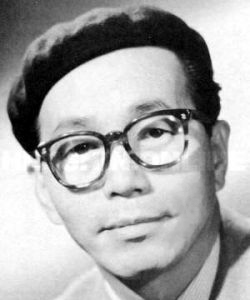
13. Februar: Kon Ichikawa (1950er)
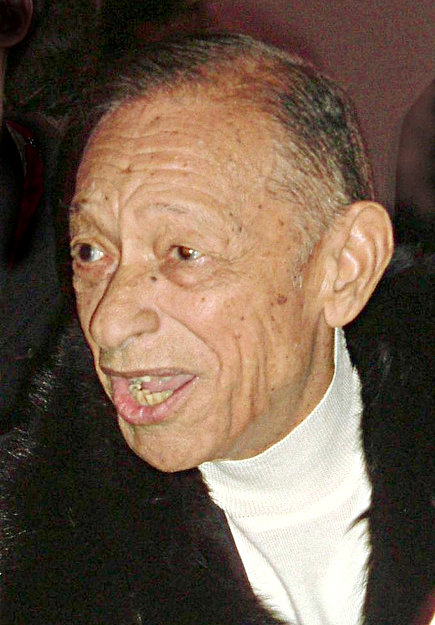
13. Februar: Henri Salvador (2006)
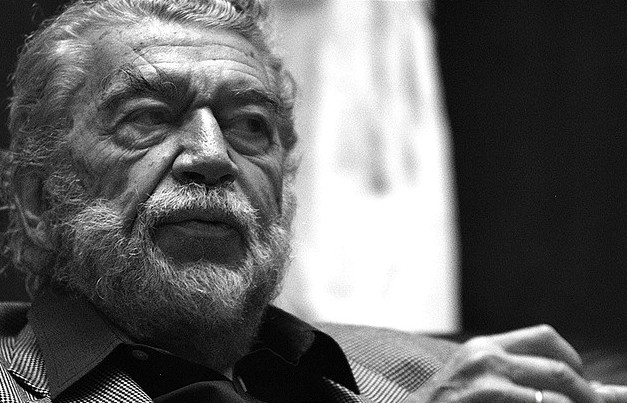
18. Februar: Alain Robbe-Grillet (?)
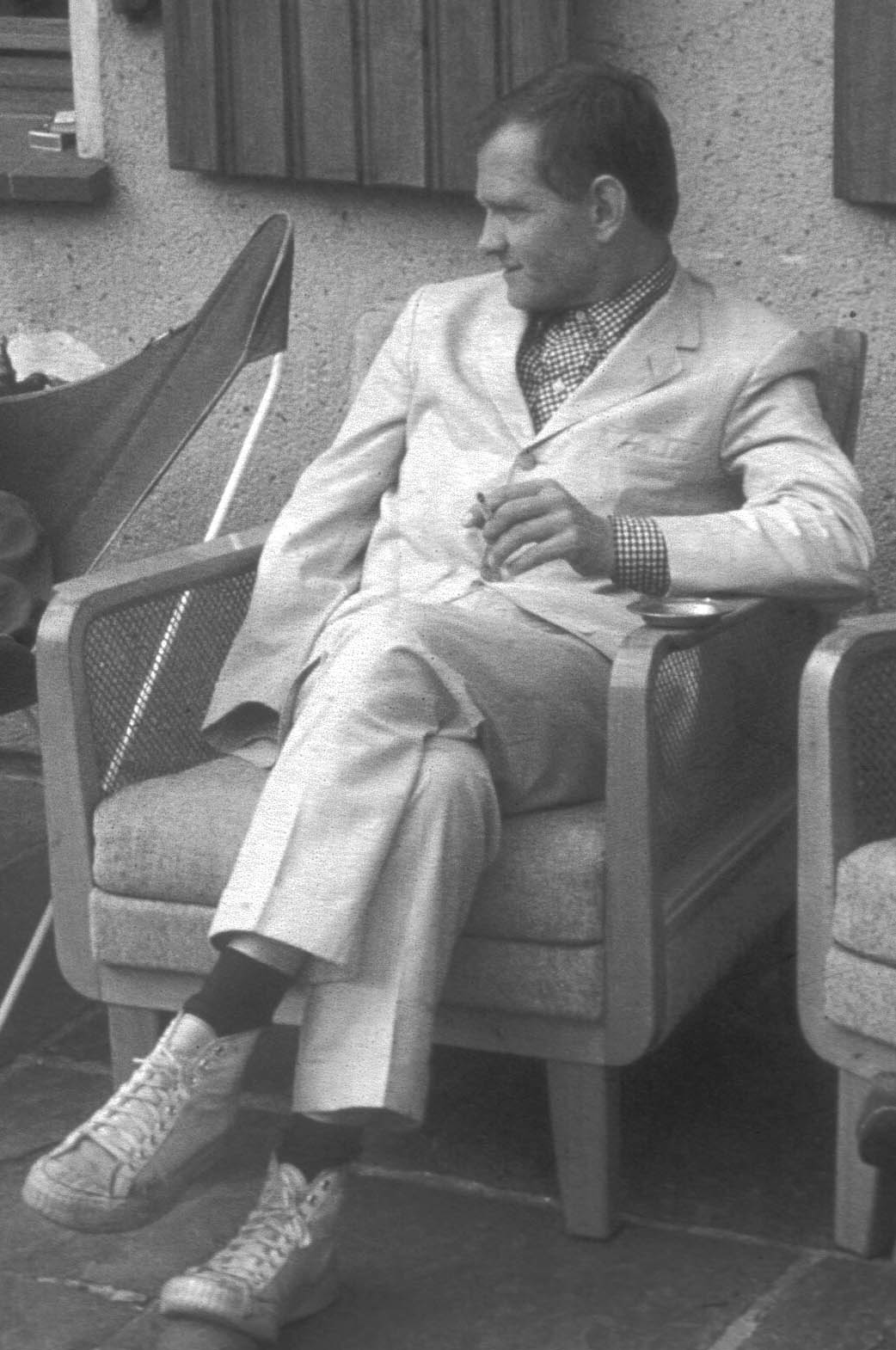
18. Februar: K. R. H. Sonderborg (1962)
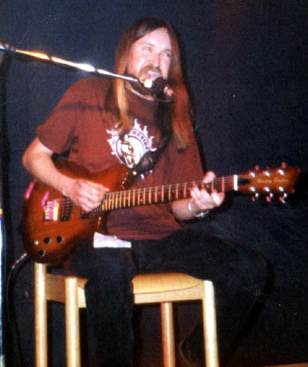
19. Februar: Jegor Letow (2000)
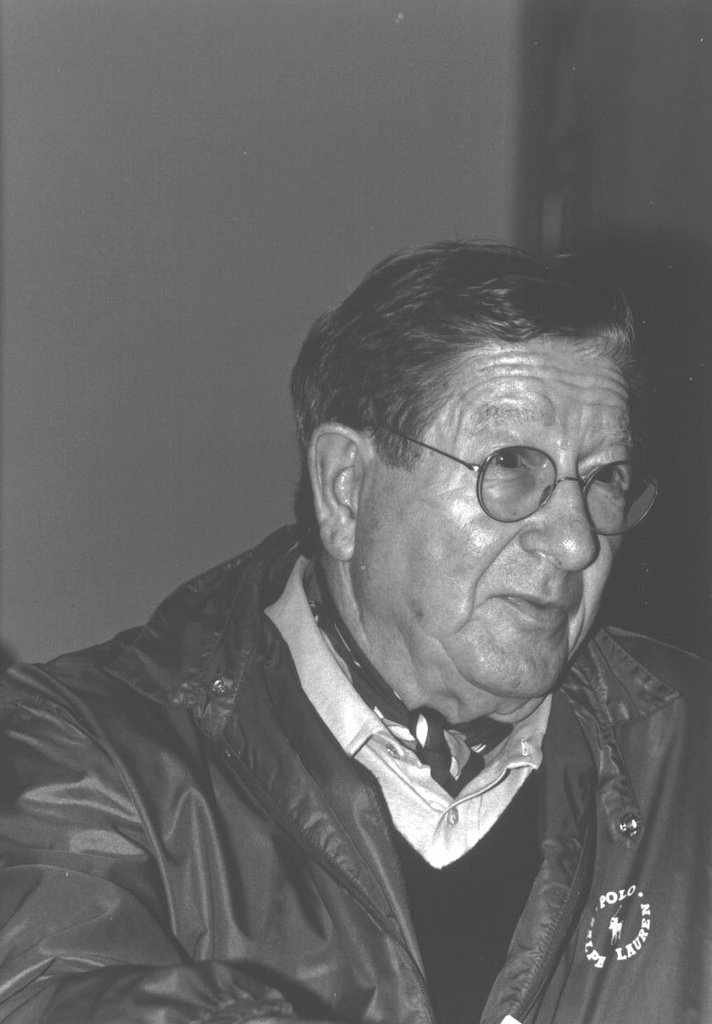
19. Februar: Teo Macero (1996)
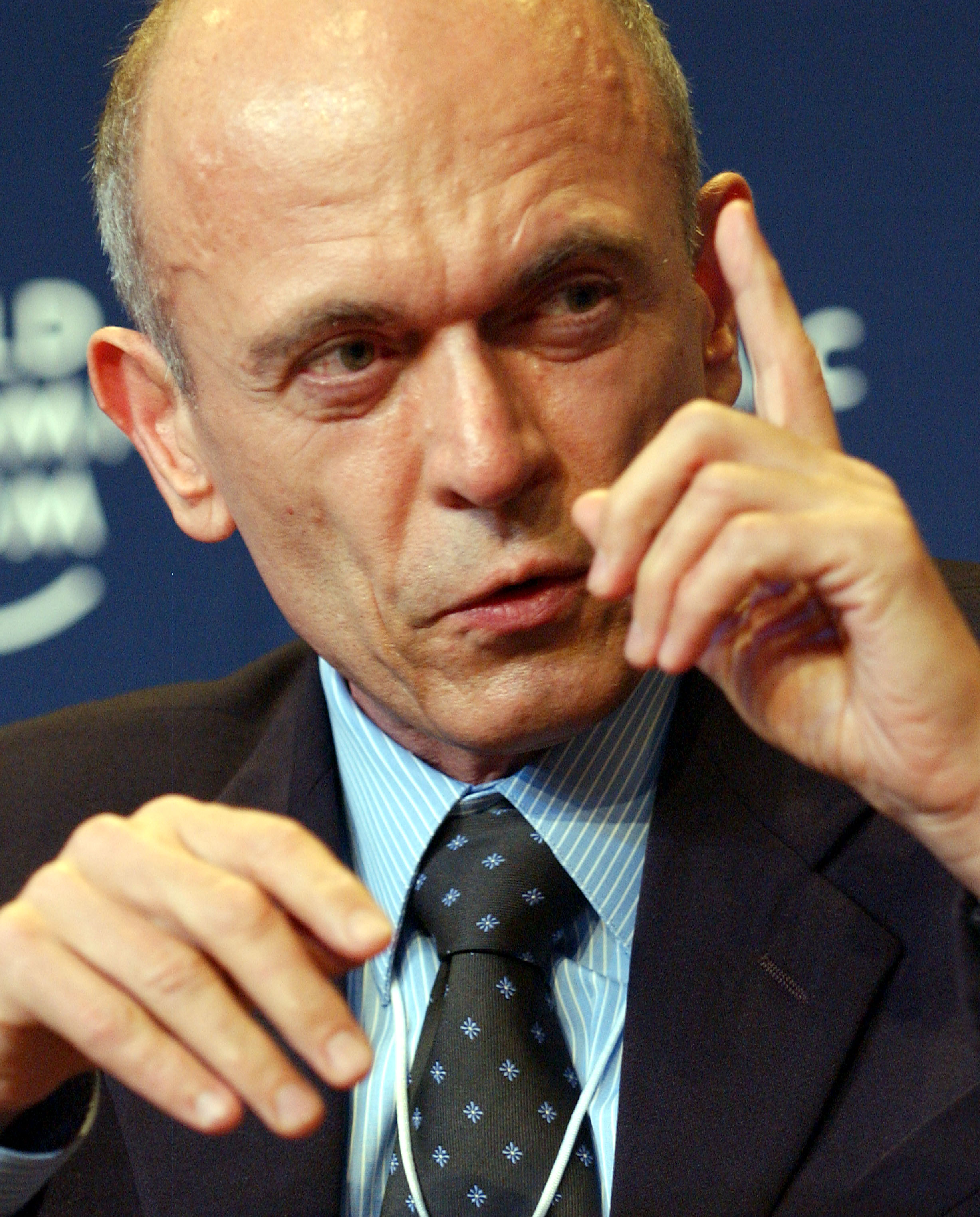
23. Februar: Janez Drnovšek (2004)
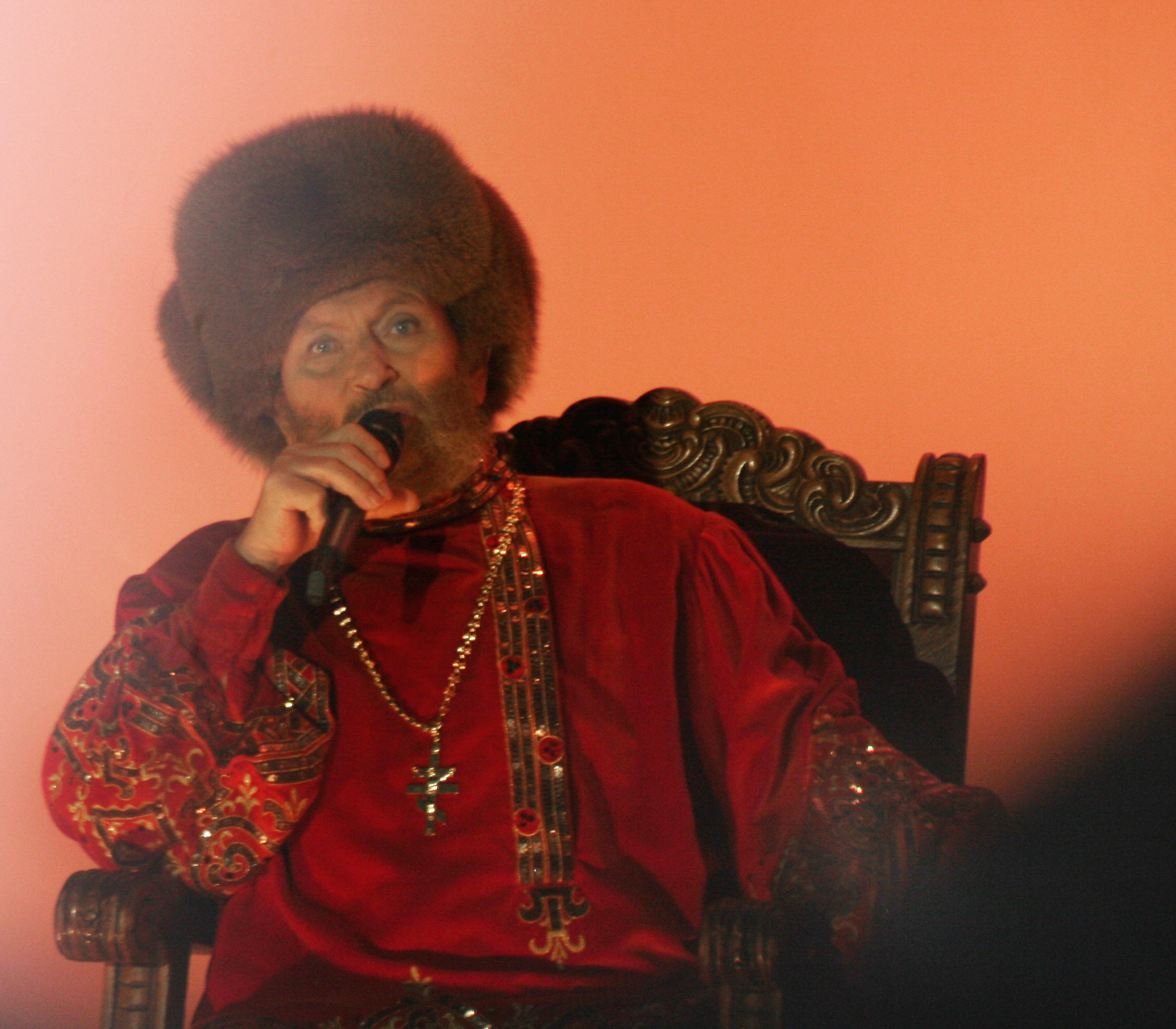
27. Februar: Ivan Rebroff (2006)
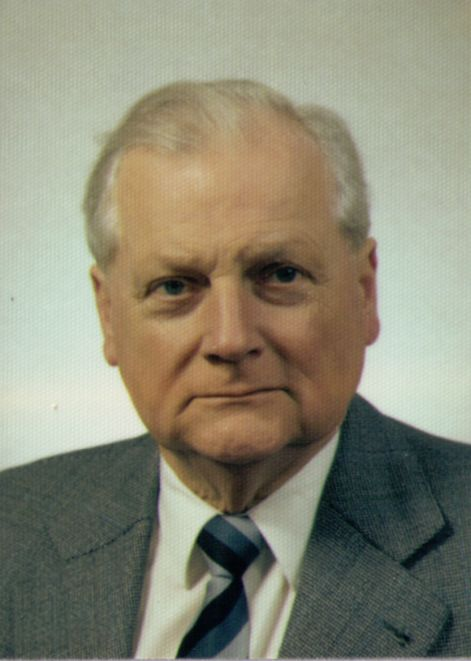
29. Februar: Wolfram Achtnich (?)
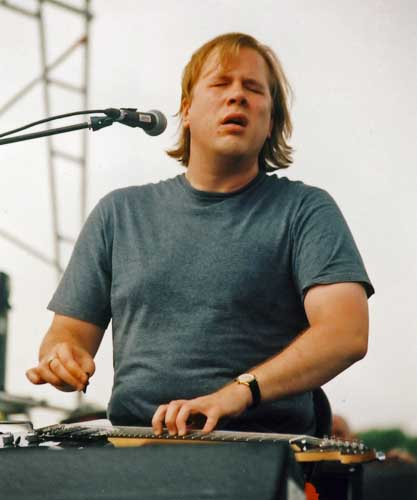
2. März: Jeff Healey (2002)
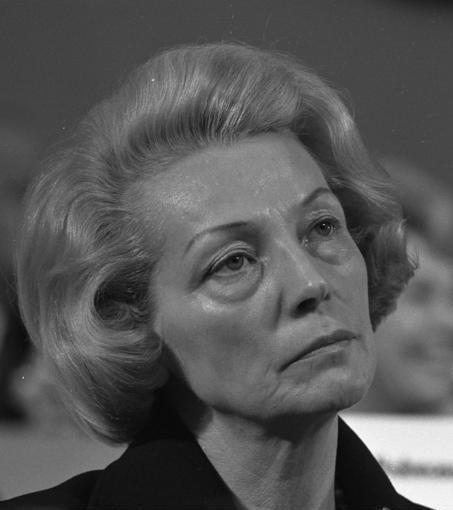
3. März: Annemarie Renger (1973)
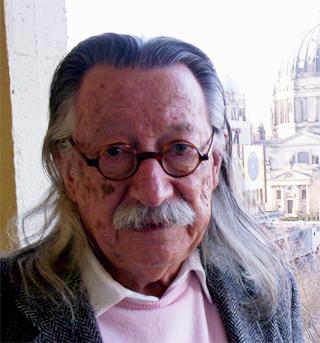
5. März: Joseph Weizenbaum (2005)
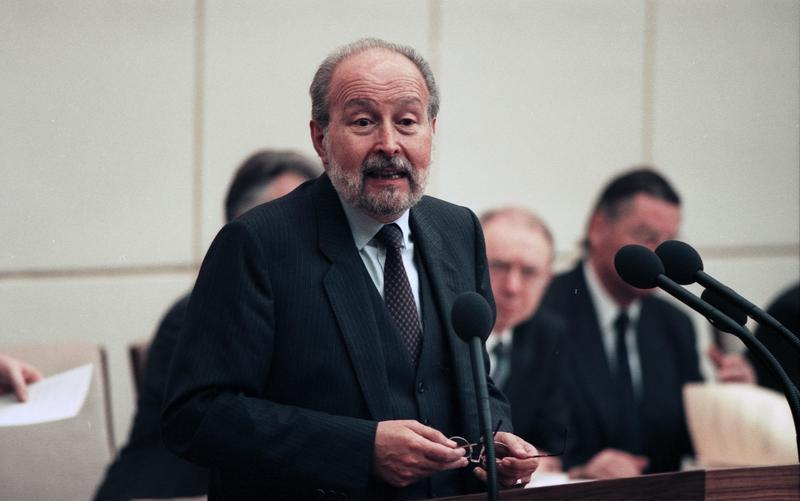
11. März: Hans A. Engelhard (1990)
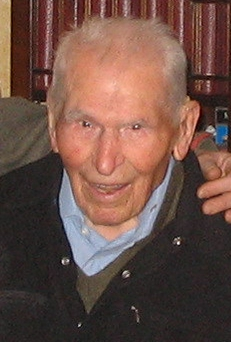
12. März: Lazare Ponticelli (2006)
19. März: Arthur C. Clarke (2005)
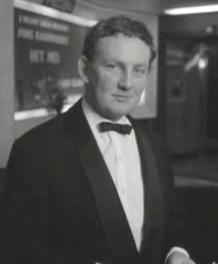
19. März: Hugo Claus (1961)
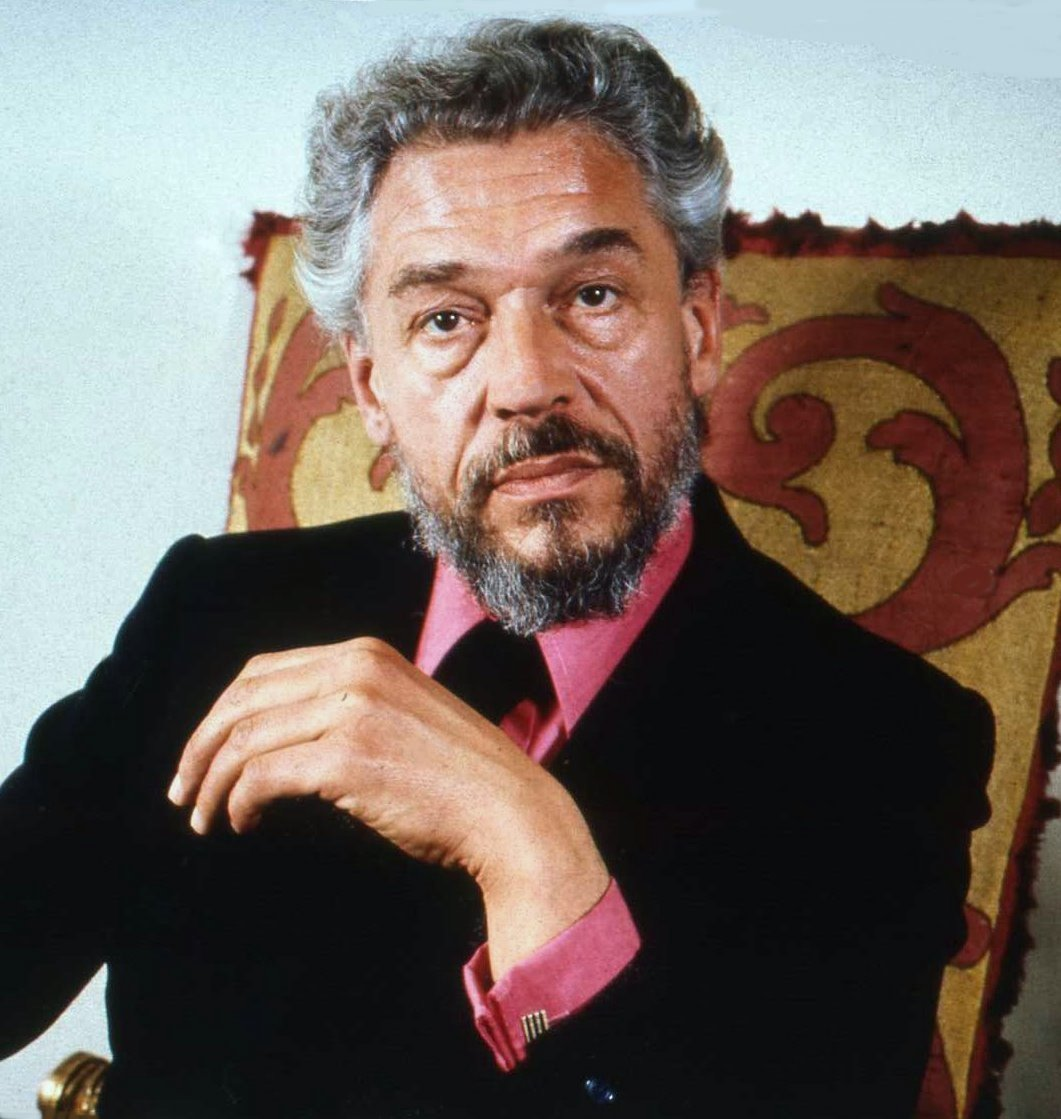
19. März: Paul Scofield (1975)
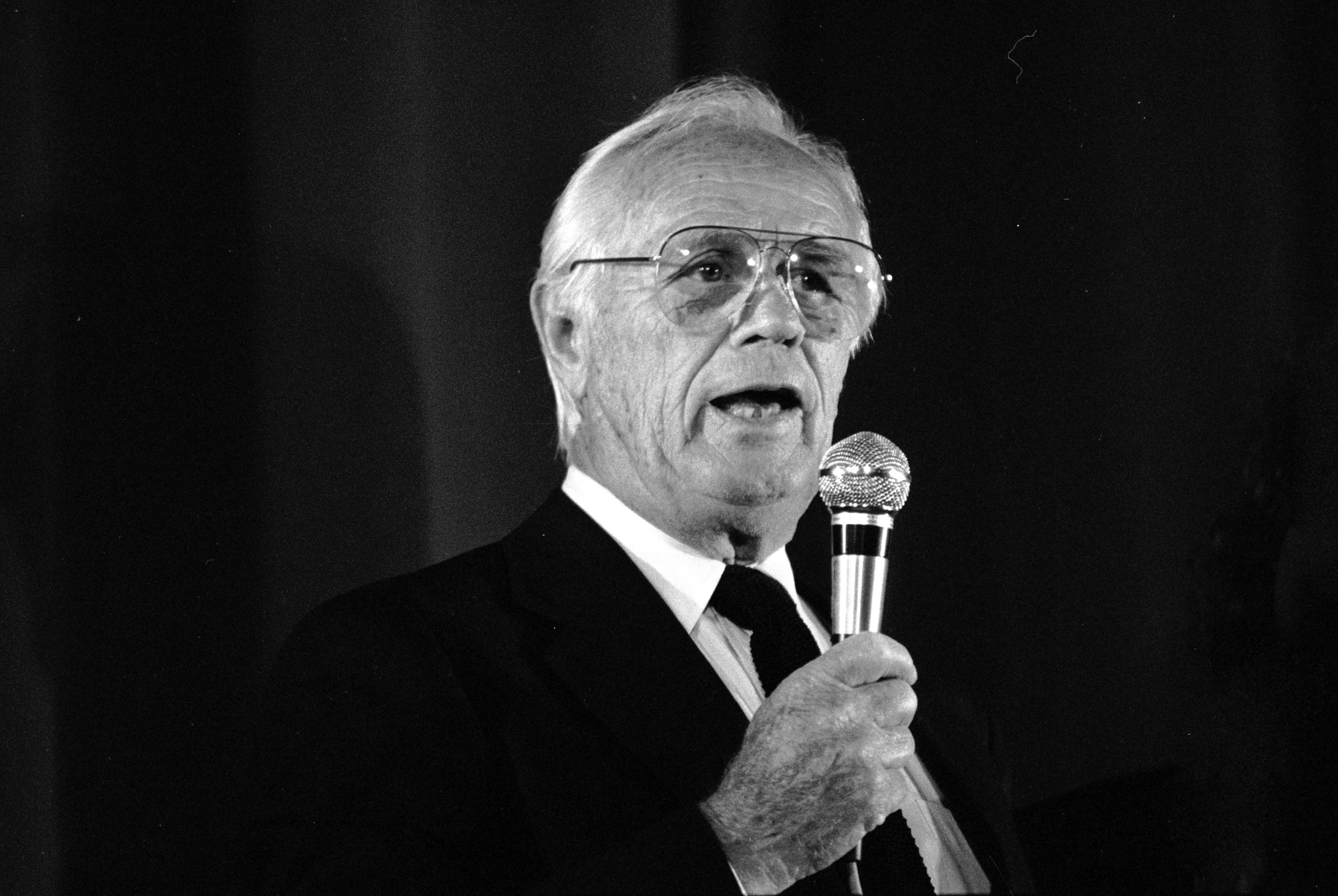
24. März: Richard Widmark (1991)
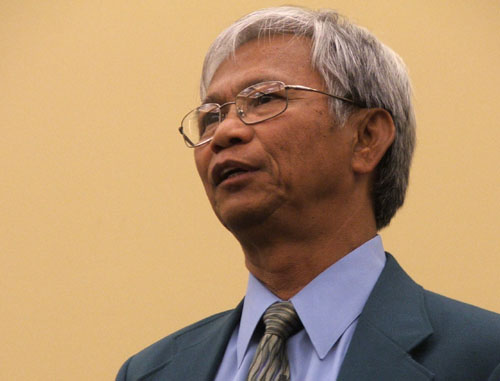
30. März: Dith Pran (2007)
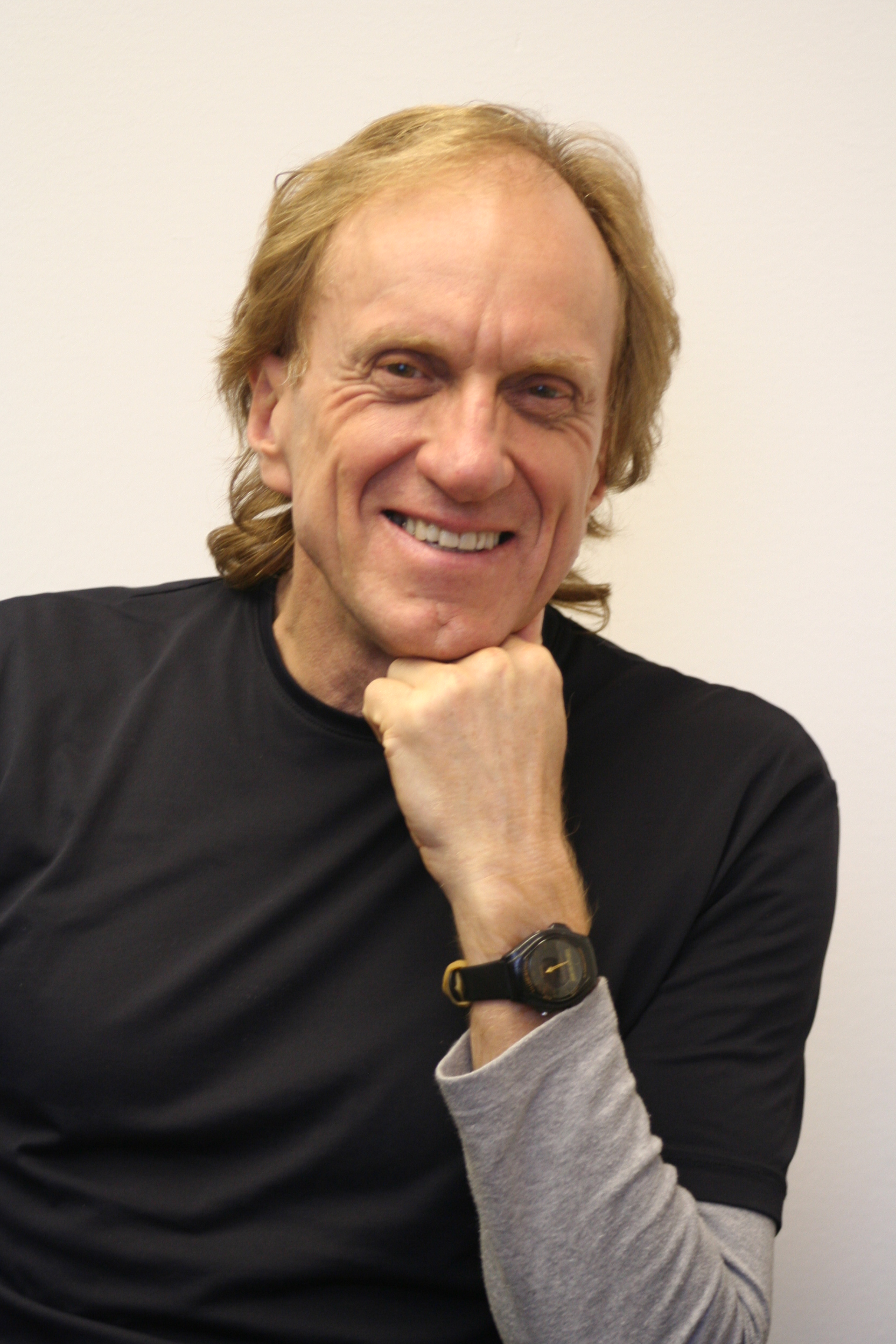
4. April: Michael White (2006)
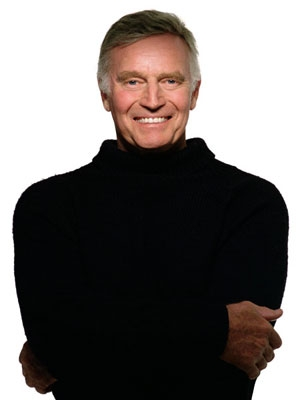
5. April: Charlton Heston (2001)
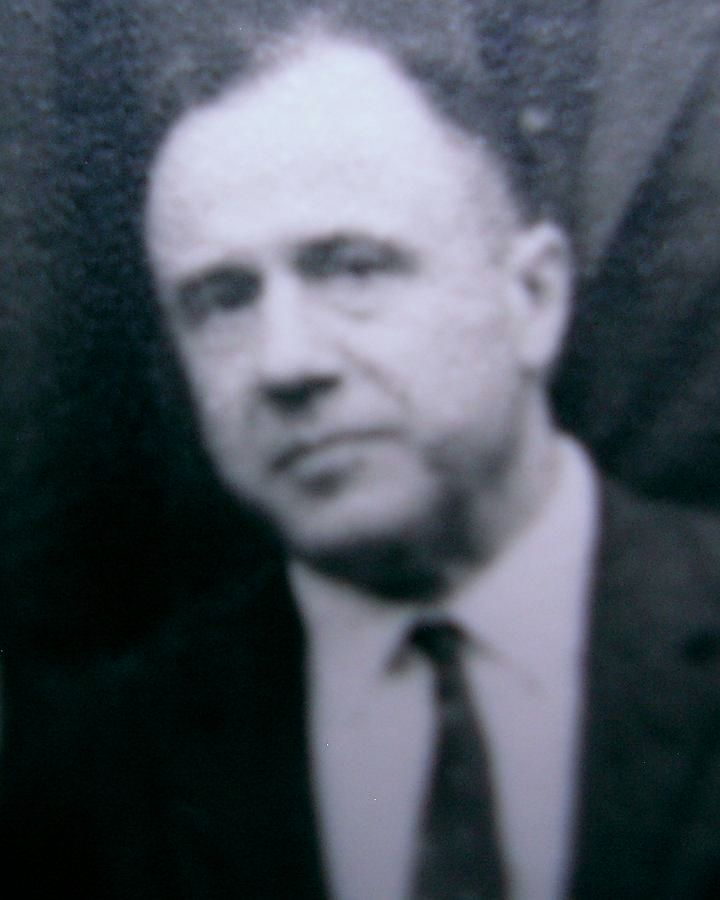
13. April: John Archibald Wheeler (1963)
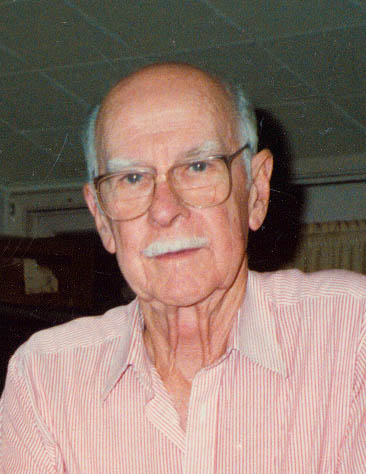
14. April: Ollie Johnston (1989)
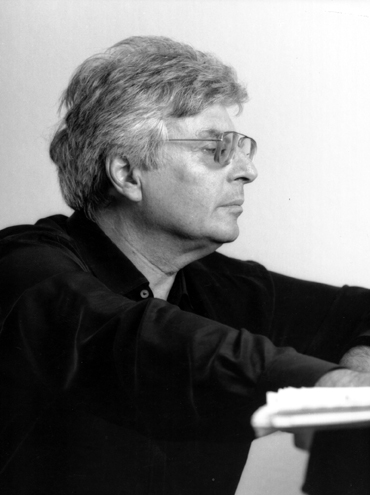
20. April: Frank Michael Beyer (1993)
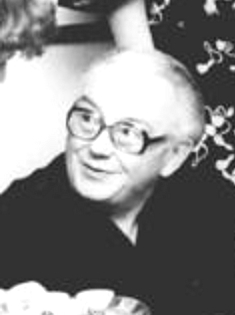
24. April: Rolf Anschütz (1984)
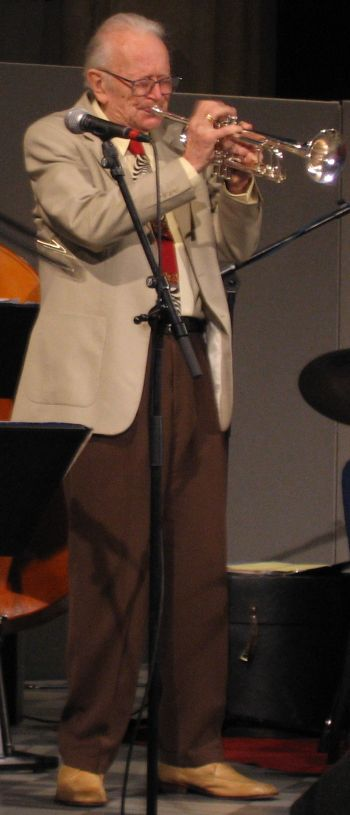
25. April: Humphrey Lyttelton (2006)
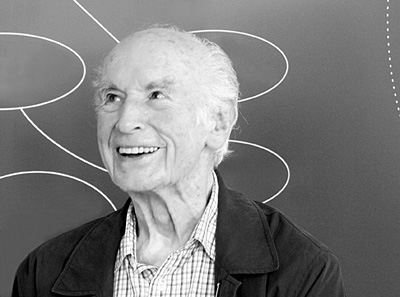
29. April: Albert Hofmann (2006)
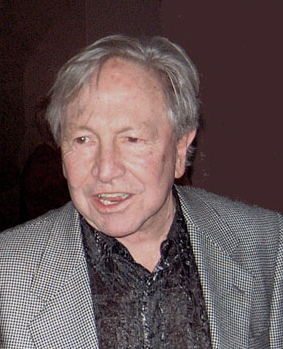
12. Mai: Robert Rauschenberg (1999)
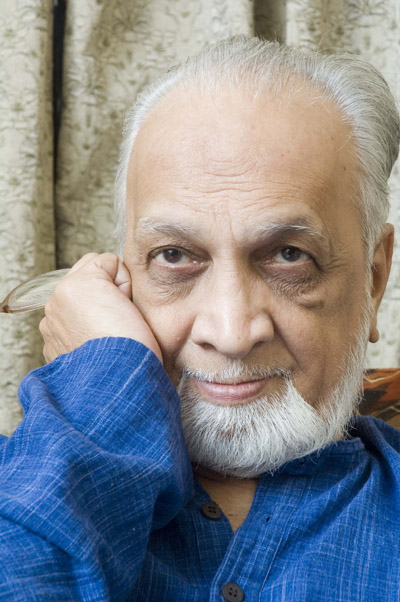
19. Mai: Vijay Tendulkar (2007)
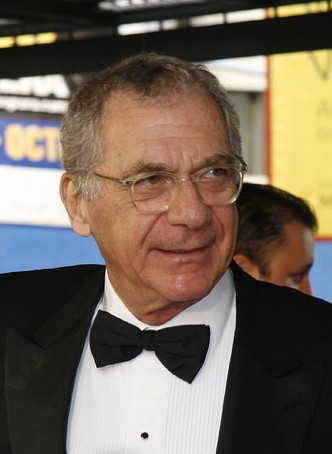
26. Mai: Sydney Pollack (2006)
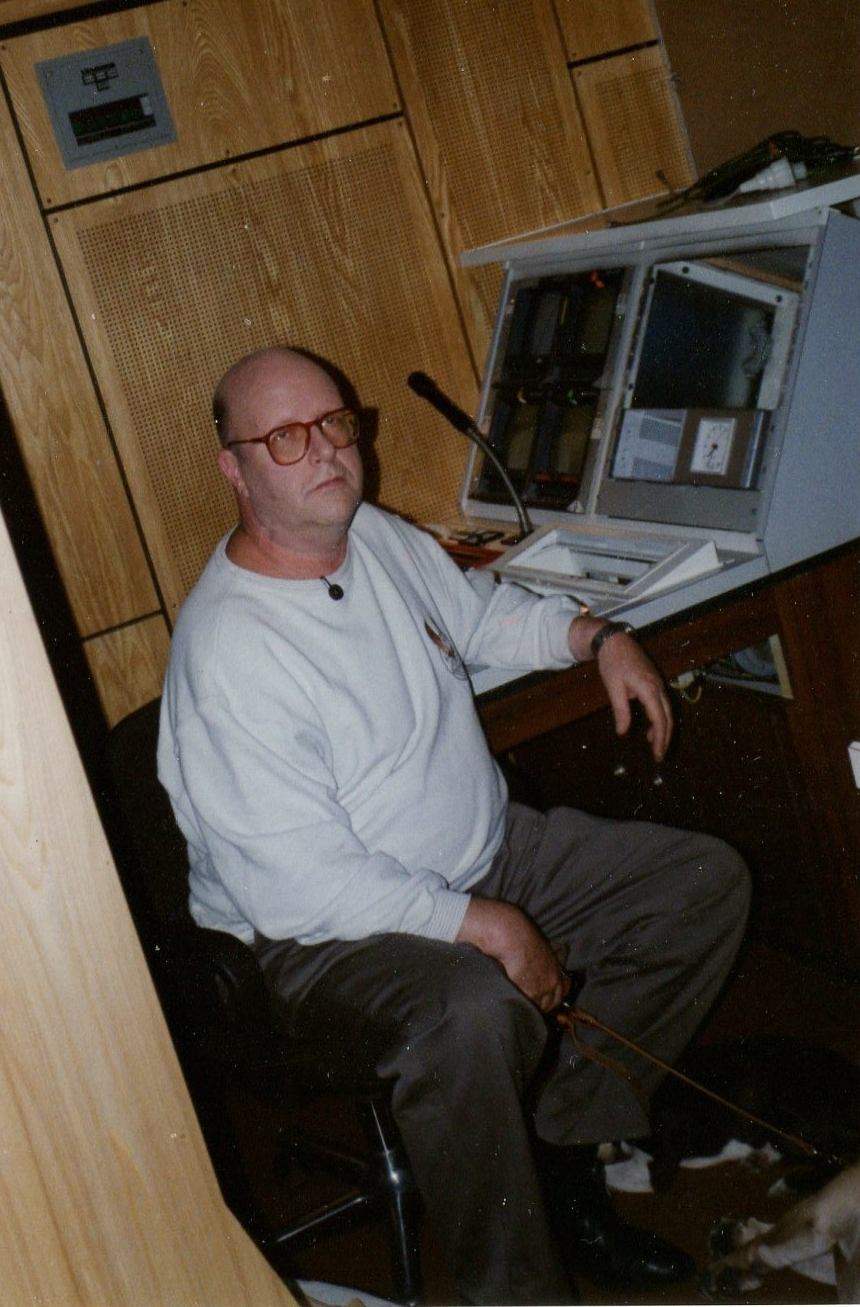
30. Mai: Gert Haucke (1988)
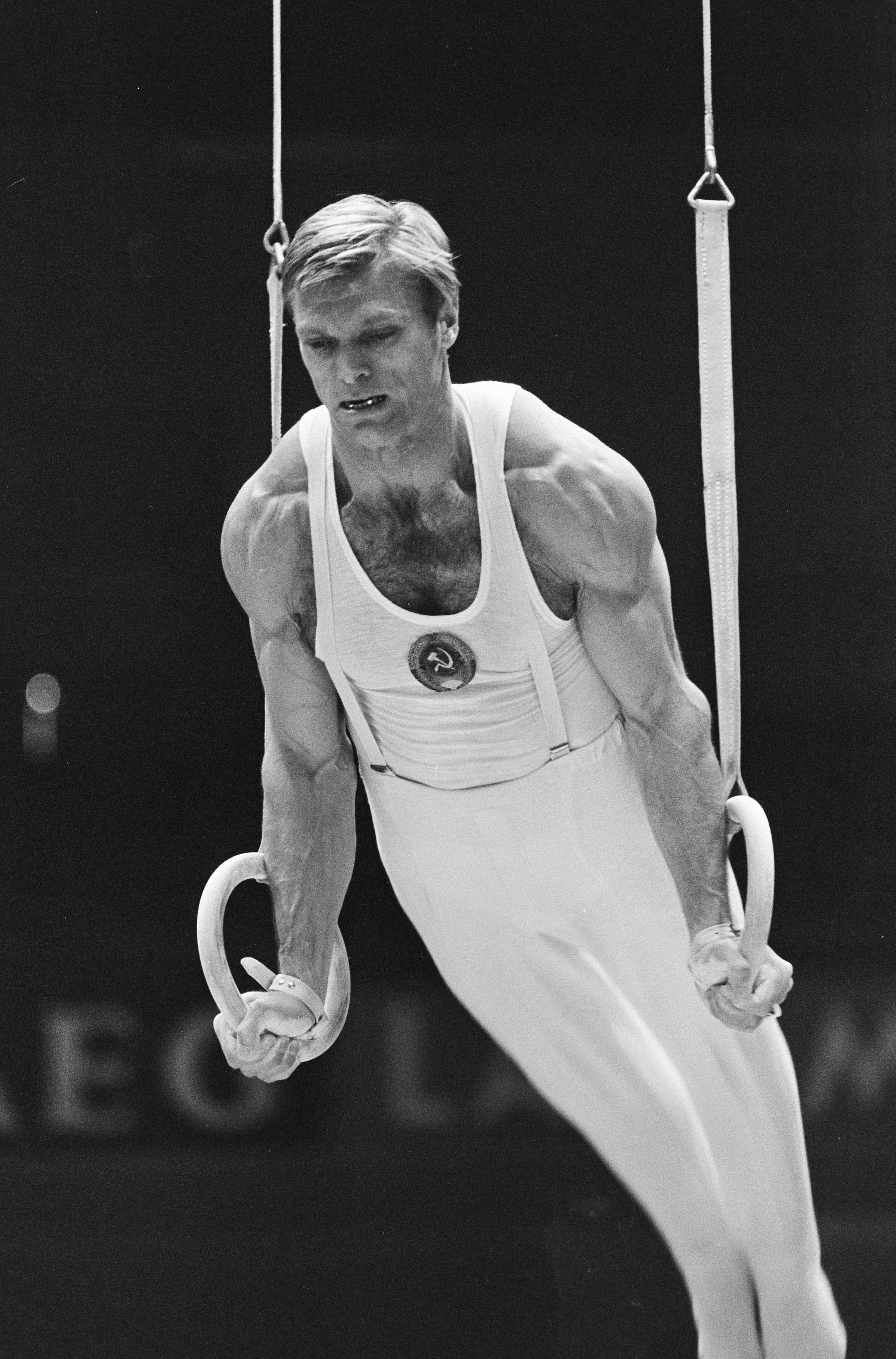
30. Mai: Boris Schachlin (1966)
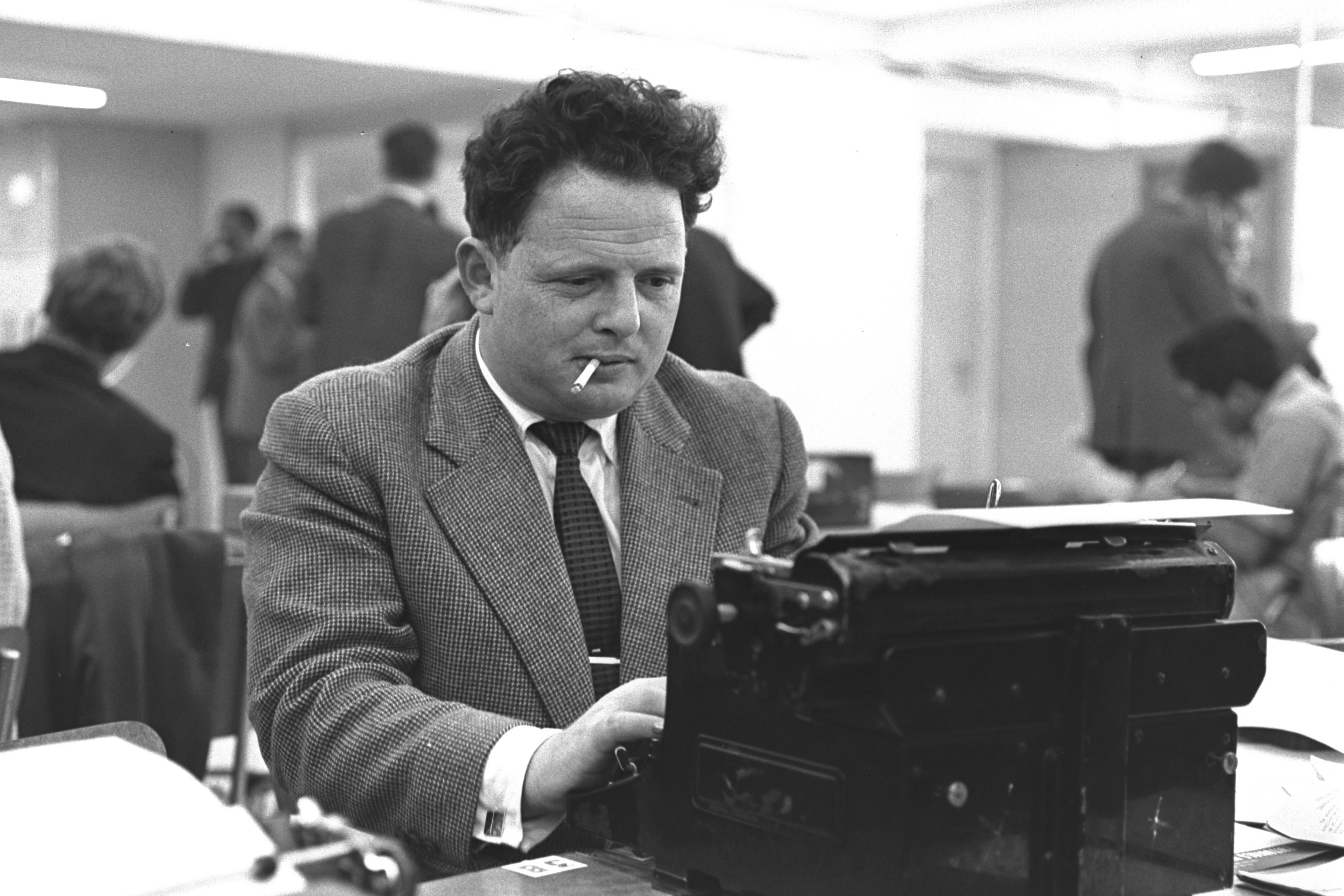
1. Juni: Josef Lapid (1961)
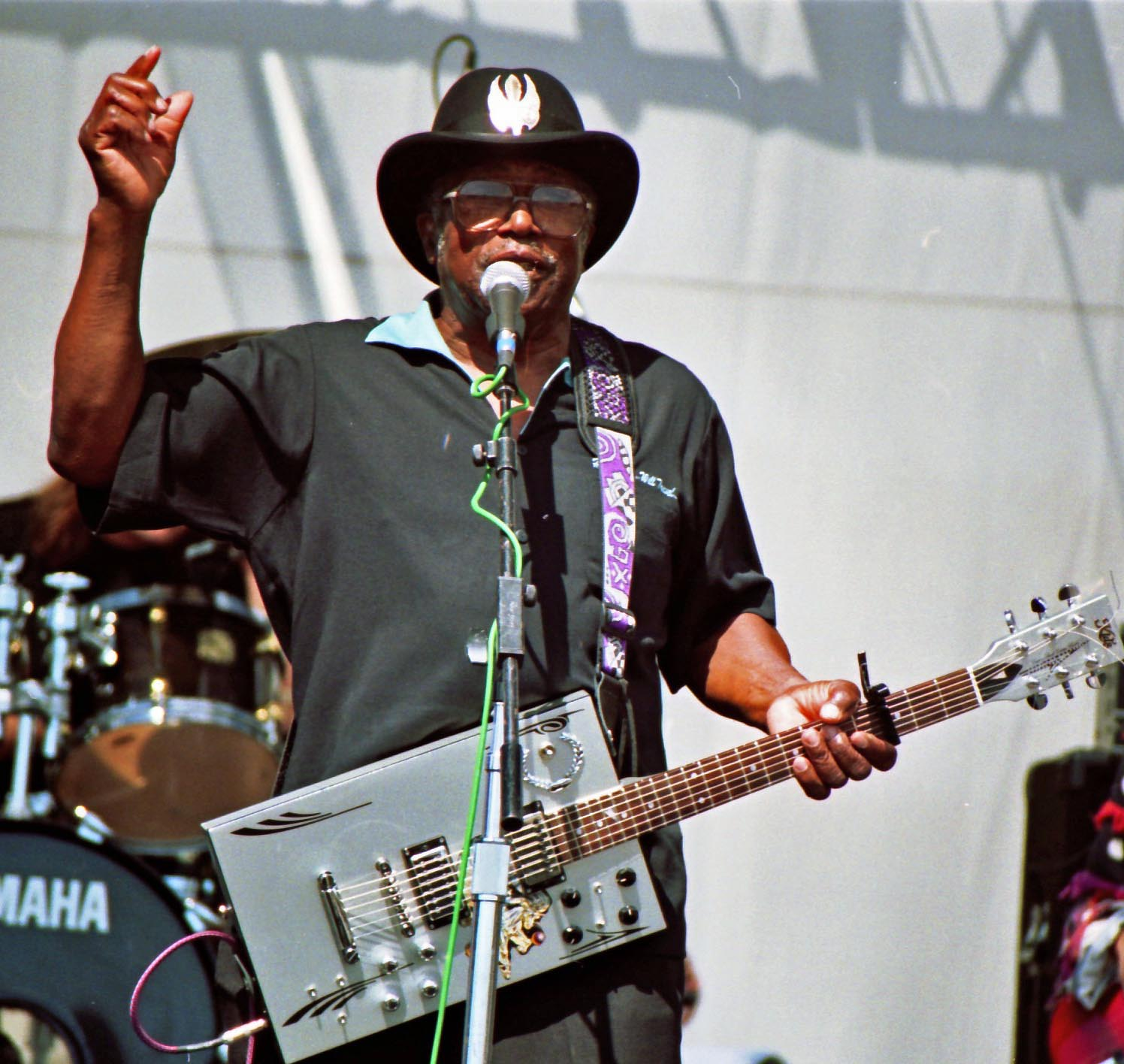
2. Juni: Bo Diddley (1997)
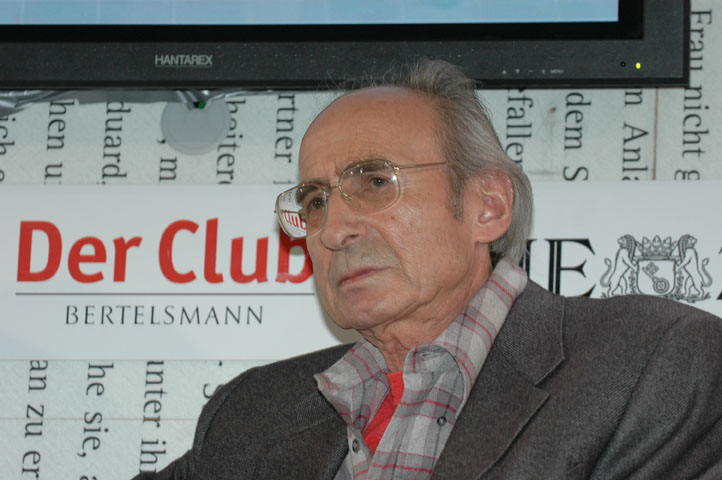
8. Juni: Peter Rühmkorf (2004)
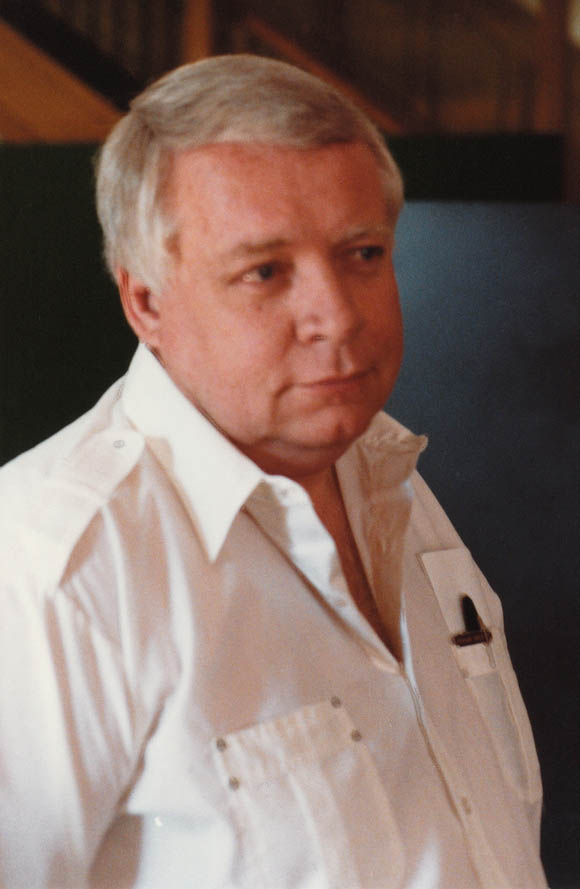
9. Juni: Algis Budrys (1985)
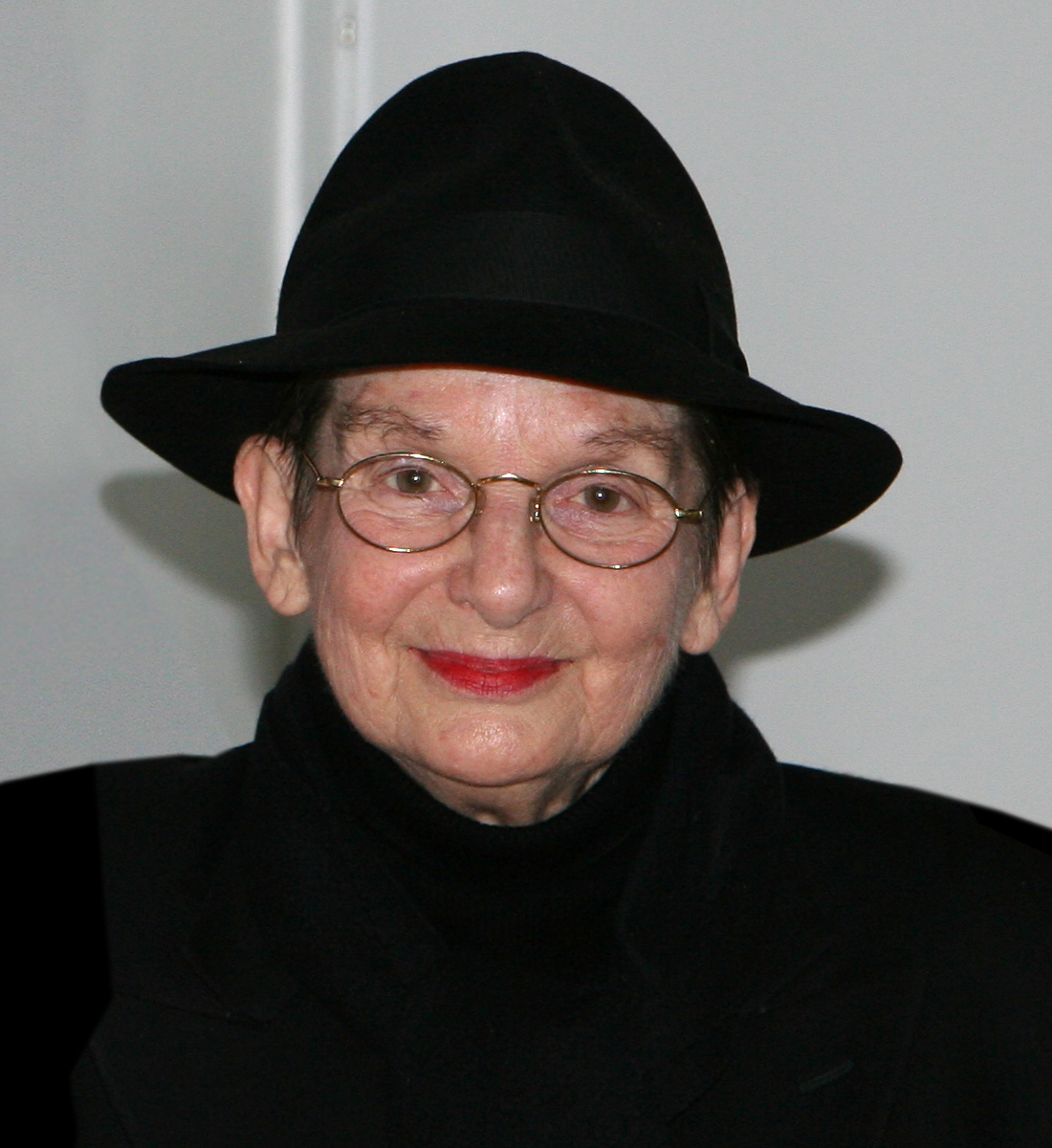
9. Juni: Nan Hoover (2007)
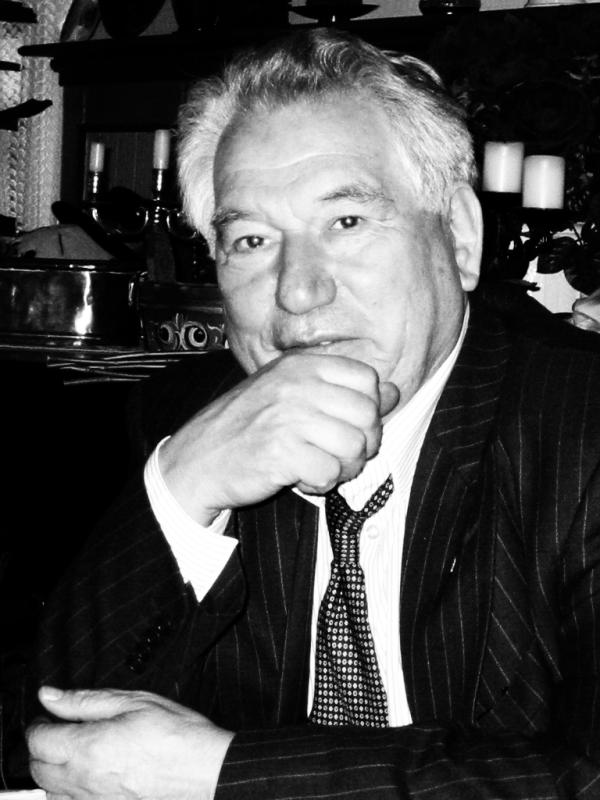
10. Juni: Tschingis Aitmatow (2003)
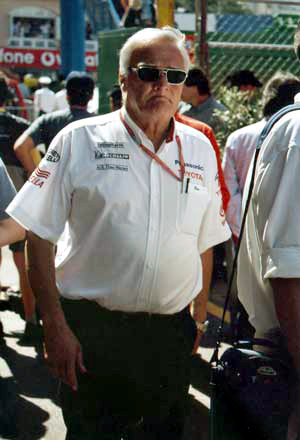
11. Juni: Ove Andersson (2002)
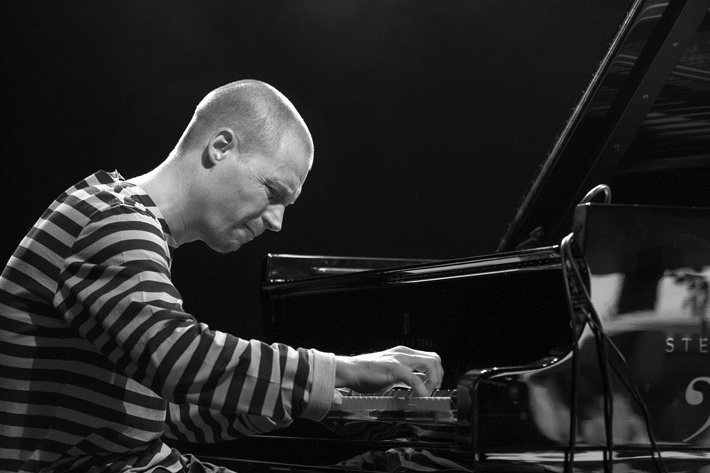
14. Juni: Esbjörn Svensson (2007)
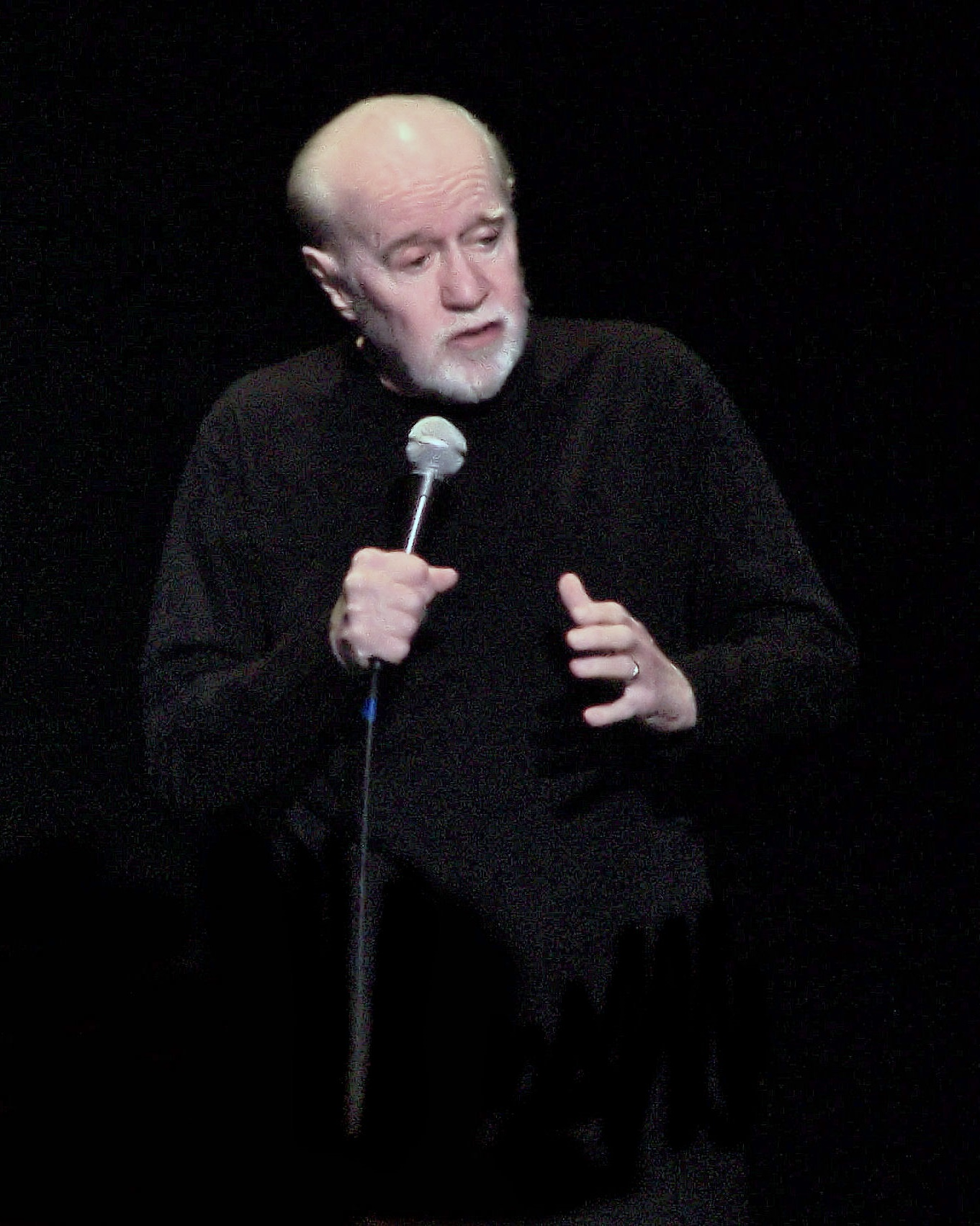
22. Juni: George Carlin (2008)
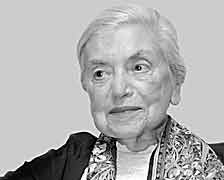
27. Juni: Lenka Reinerová (2003)
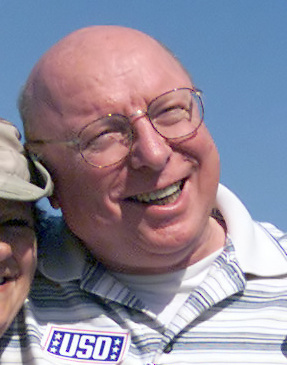
29. Juni: Don S. Davis (2001)
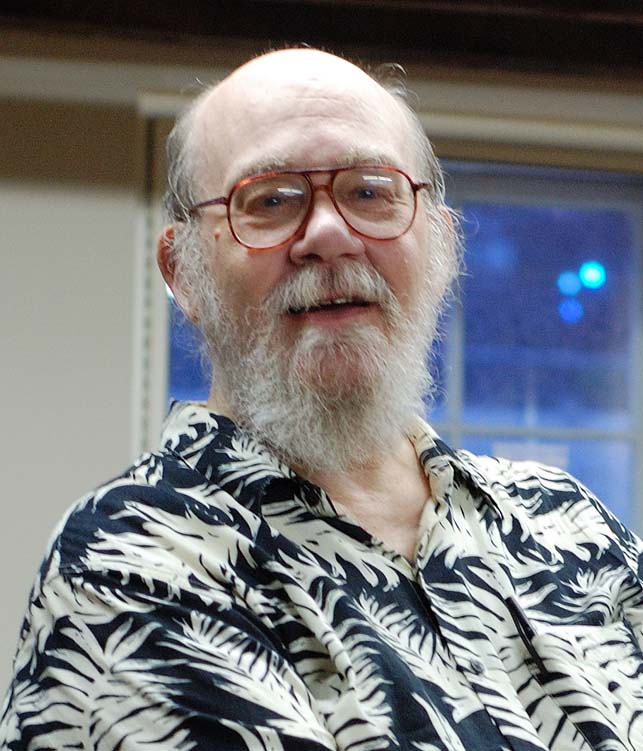
4. Juli: Thomas Michael Disch (2008)
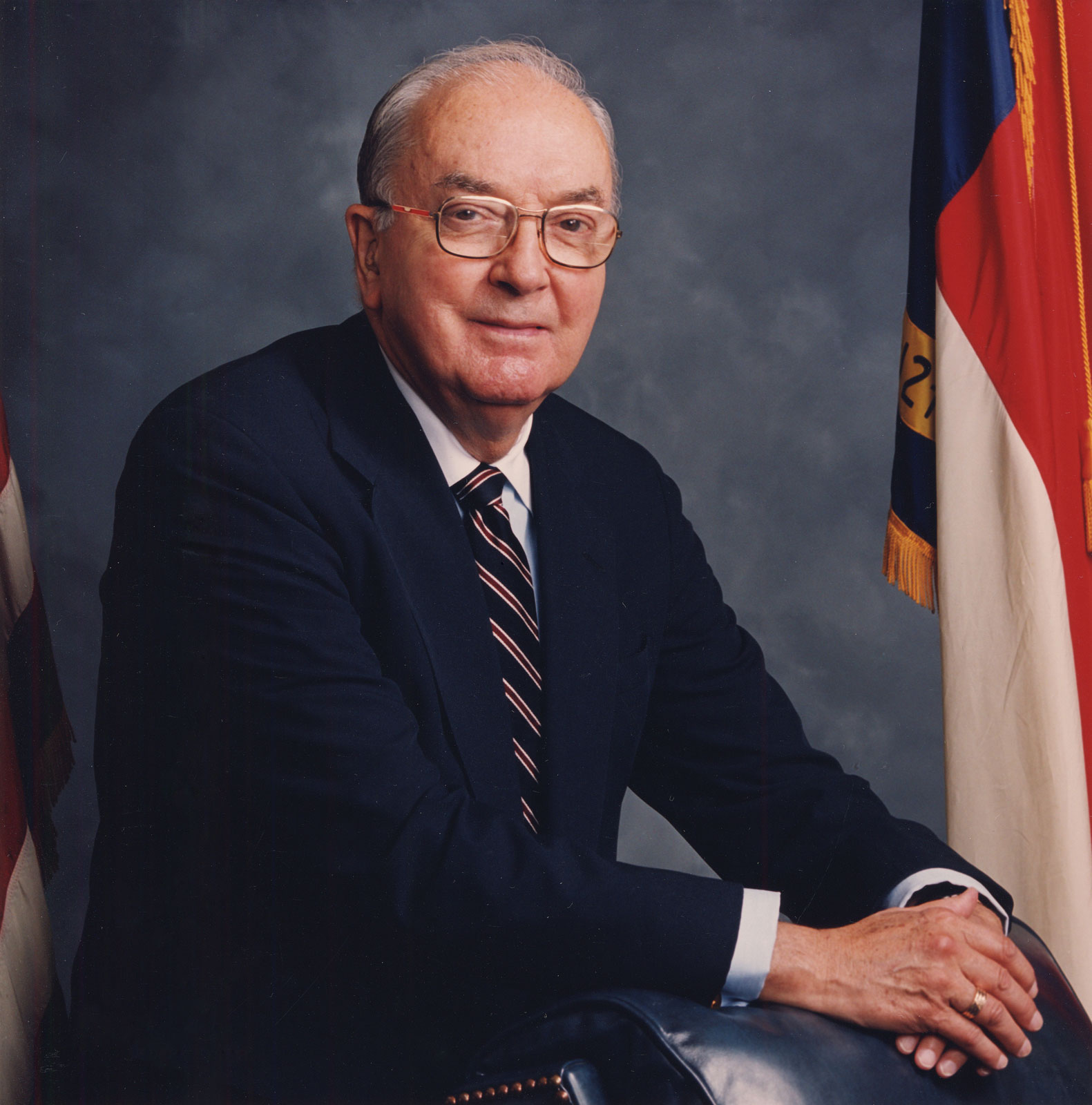
4. Juli: Jesse Helms (?)
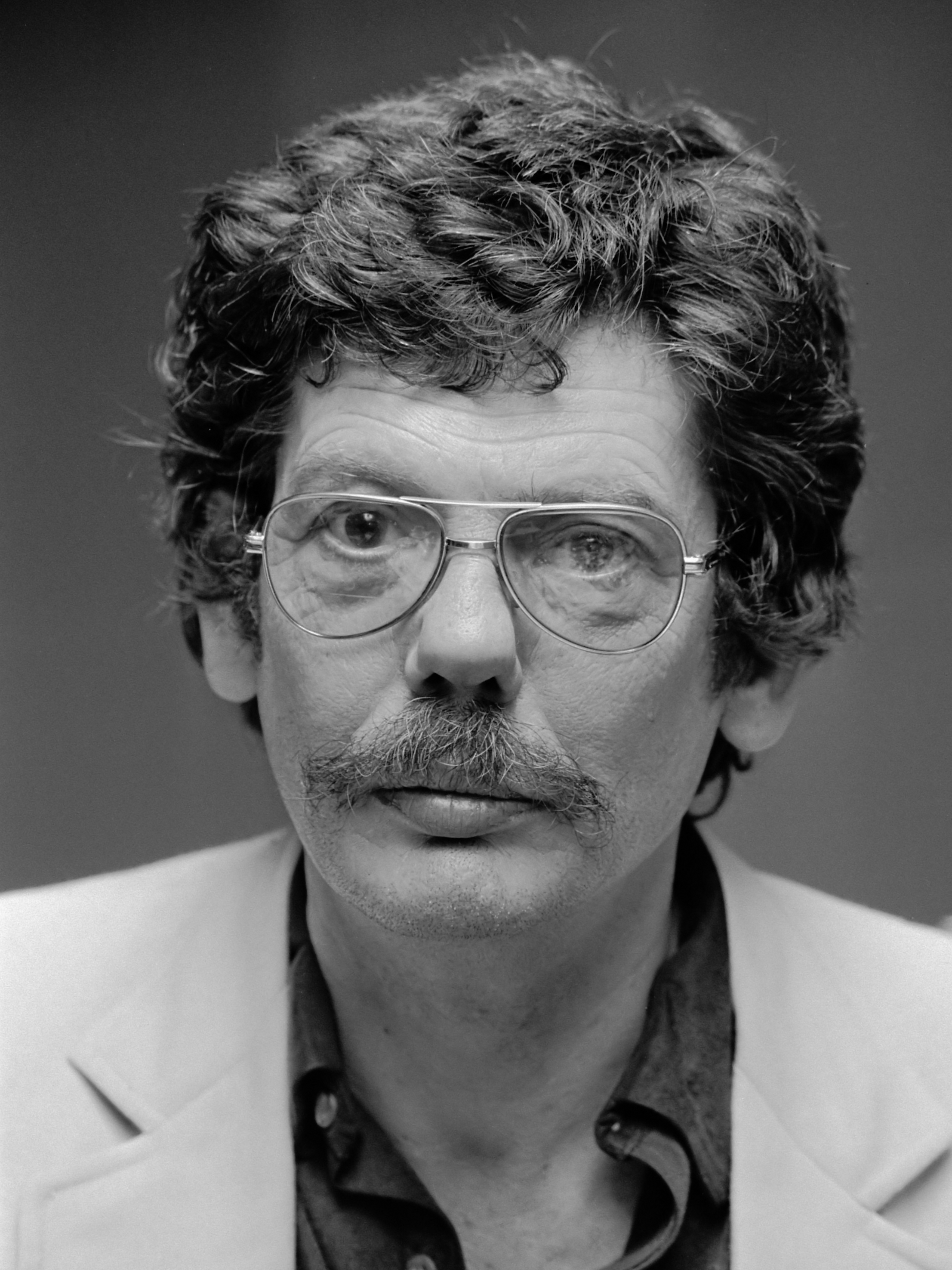
4. Juli: Janwillem van de Wetering (1982)
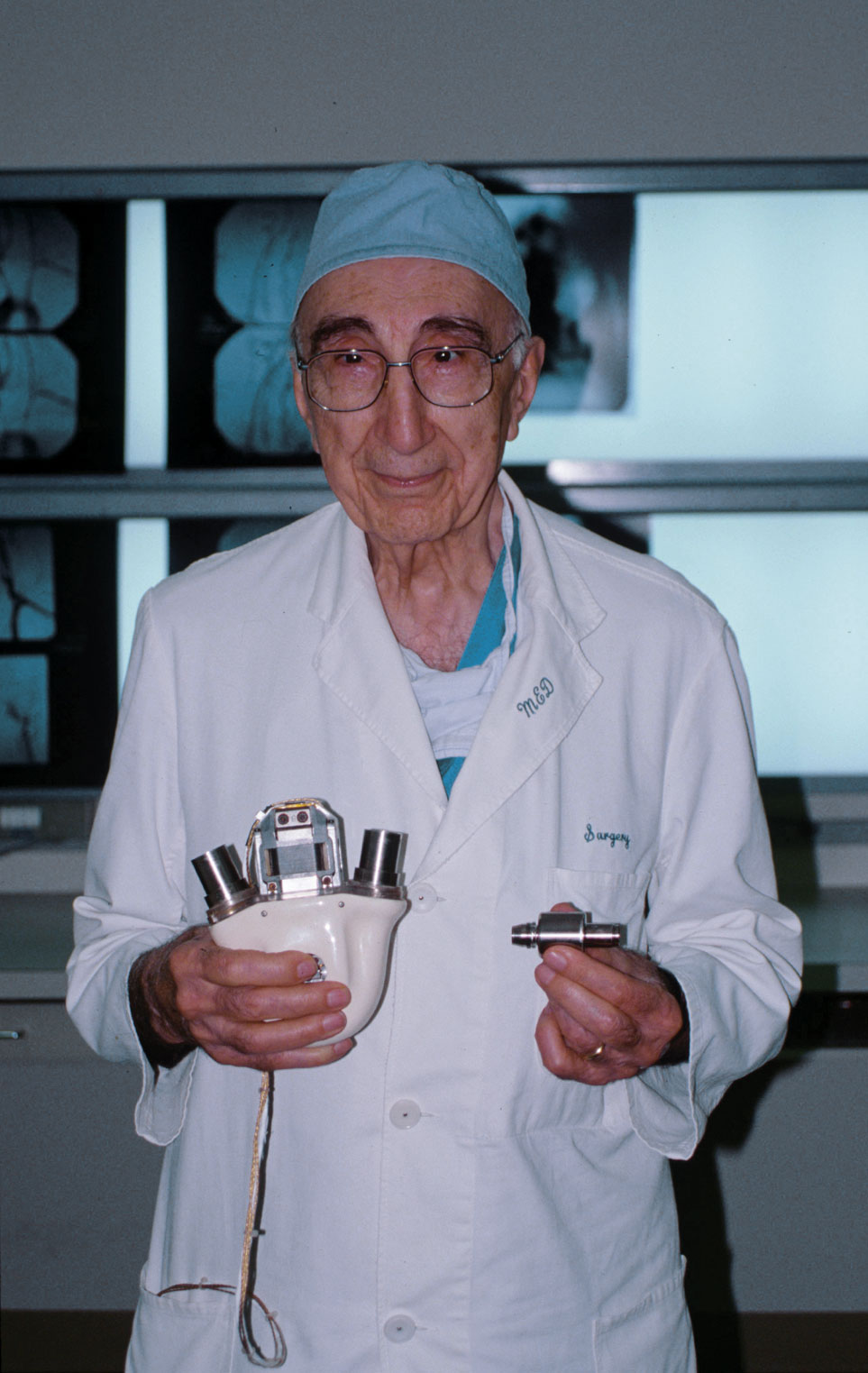
11. Juli: Michael Ellis DeBakey (2002)
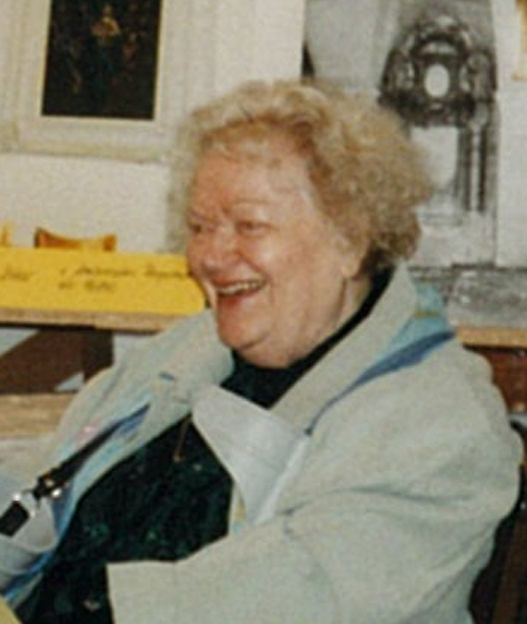
11. Juli: Olga Knoblach-Wolff (1999)
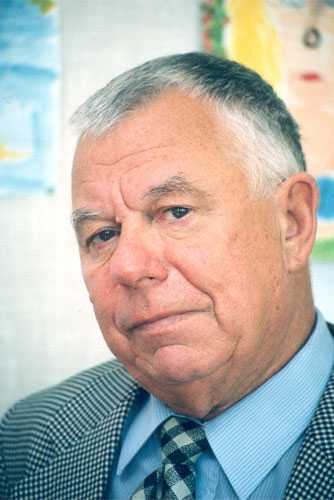
11. Juli: Anatoli Pristawkin (?)
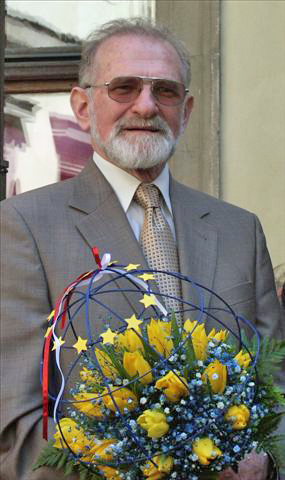
13. Juli: Bronisław Geremek (2004)
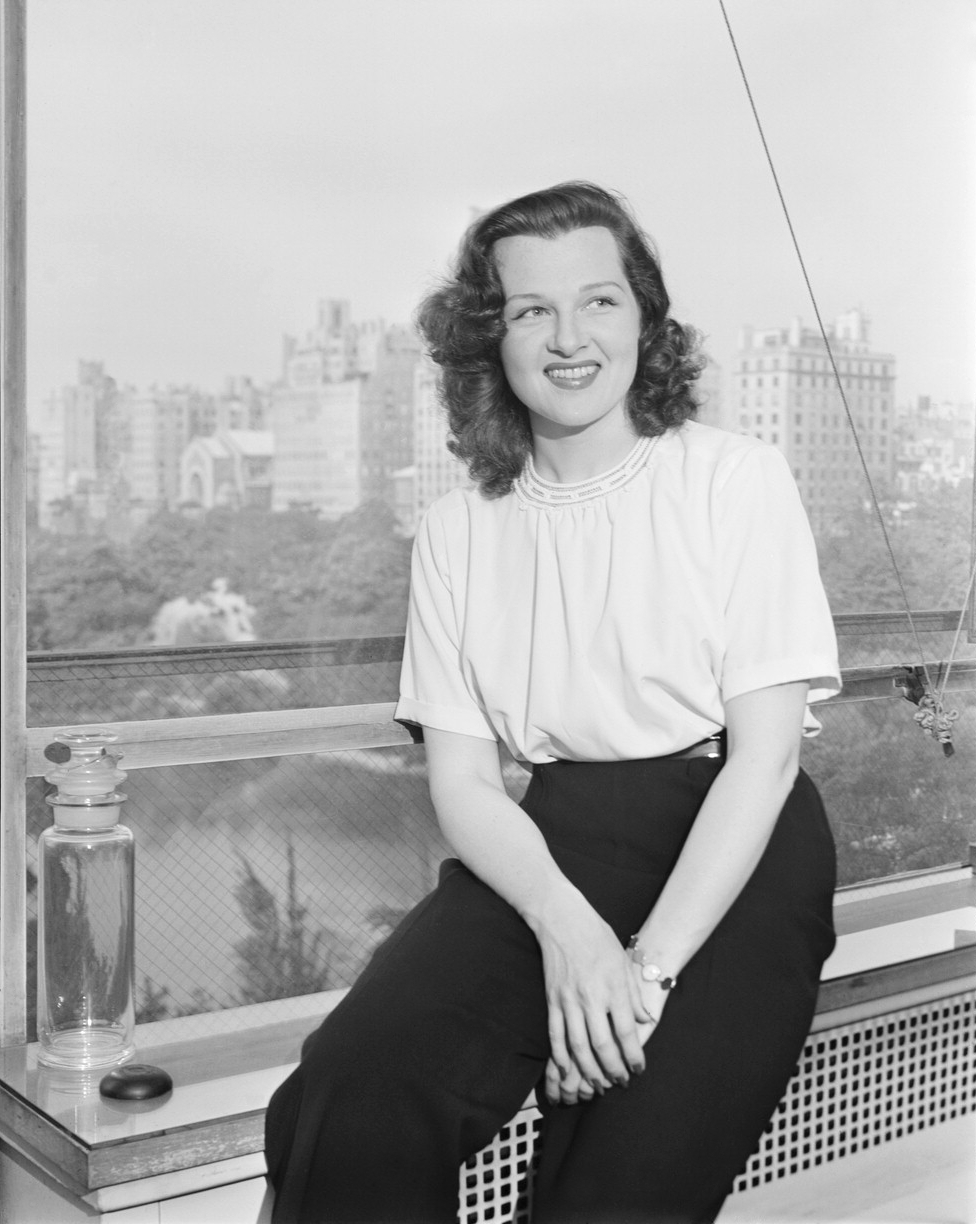
16. Juli: Jo Stafford (1946)
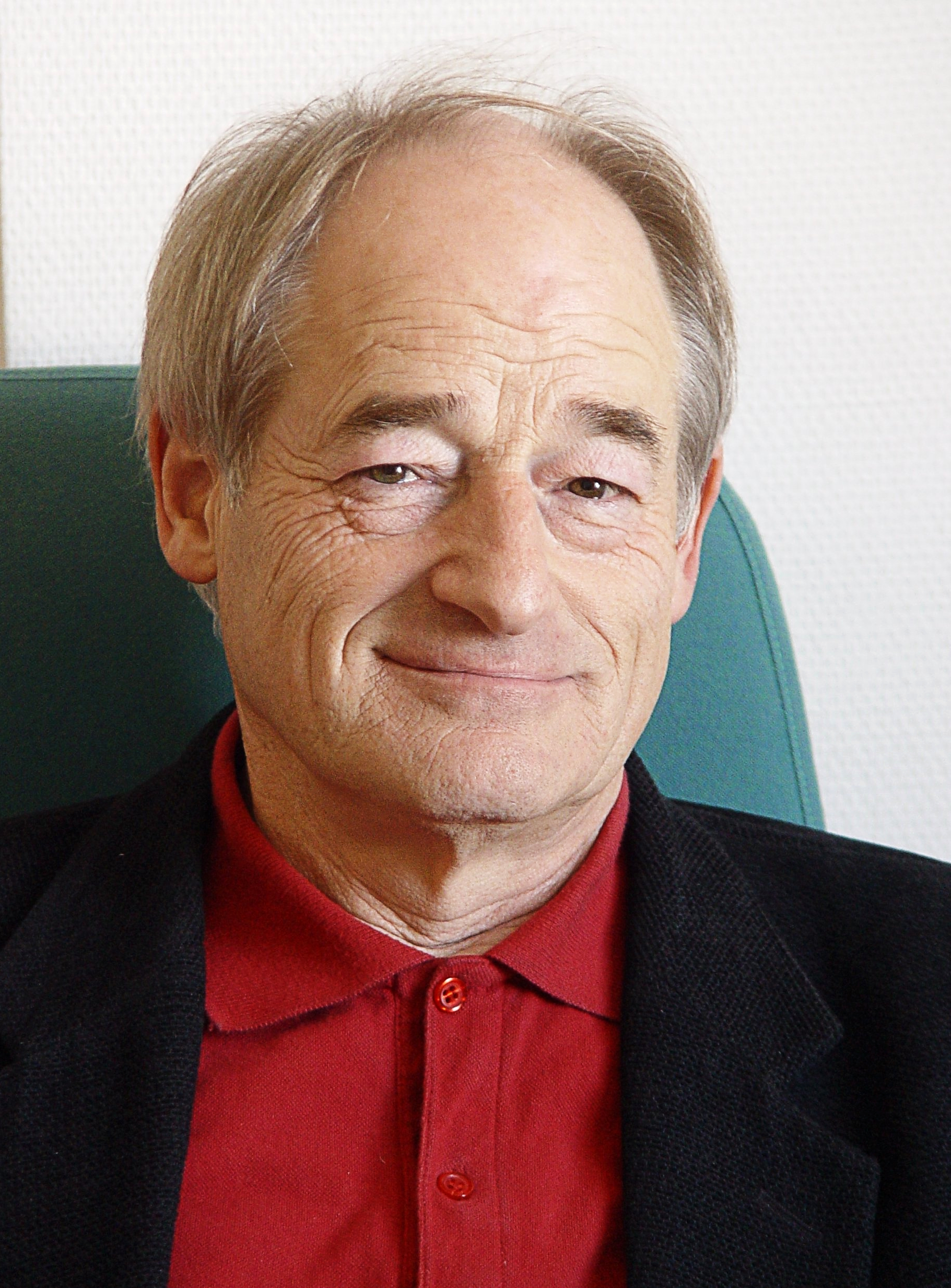
20. Juli: Uwe Claussen (2008)
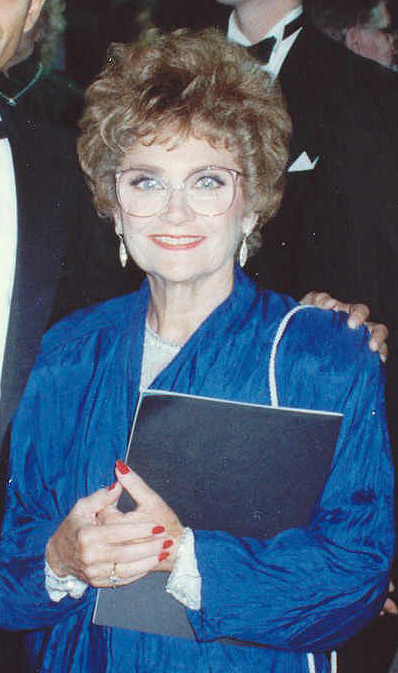
22. Juli: Estelle Getty (1989)
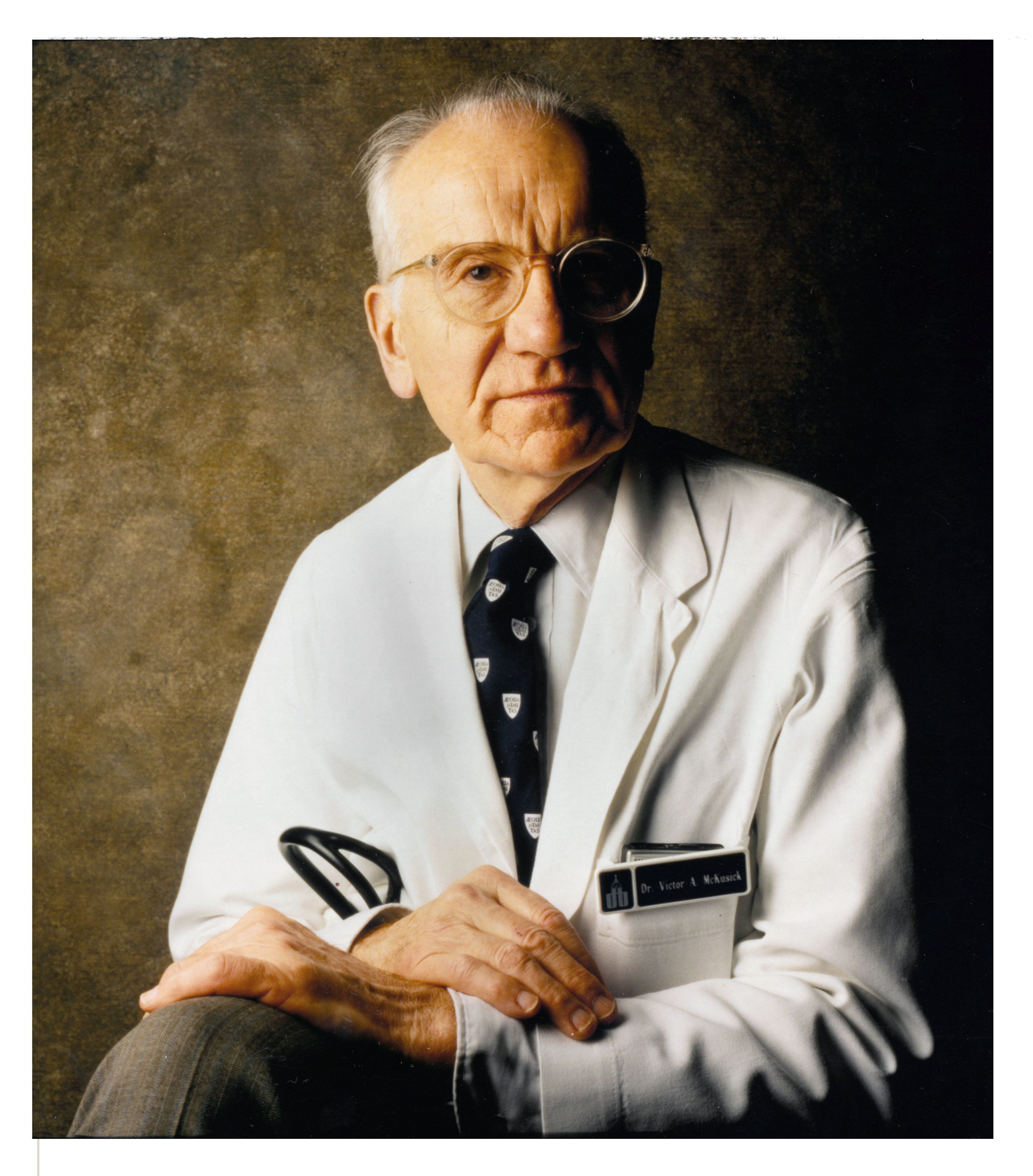
22. Juli: Victor Almon McKusick (?)
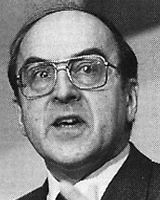
23. Juli: Kurt Furgler (?)
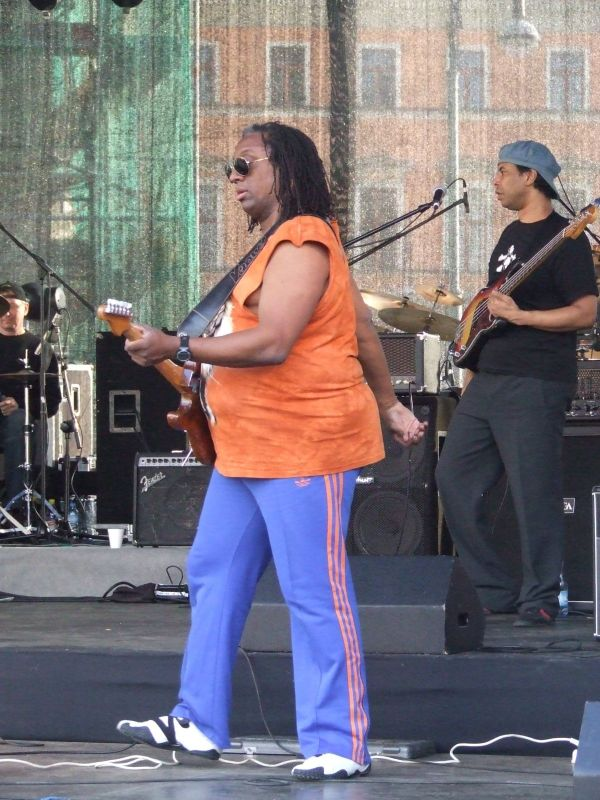
25. Juli: Hiram Bullock (2006)
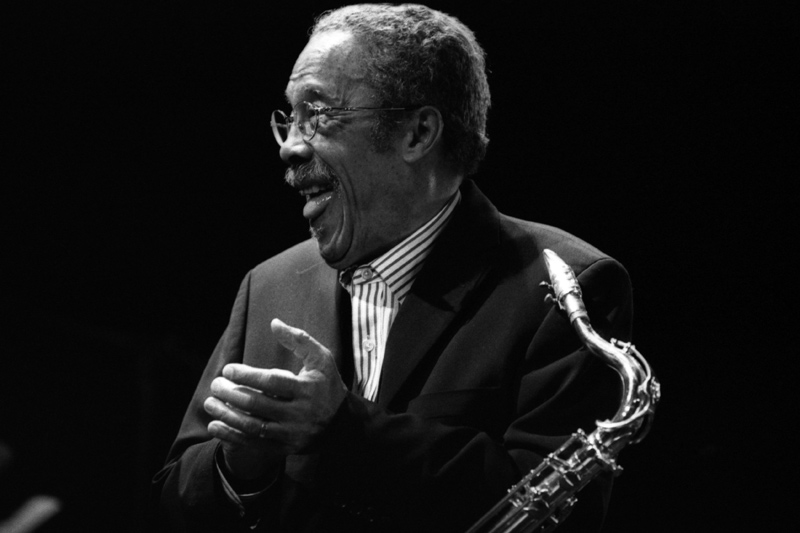
25. Juli: Johnny Griffin (2007)
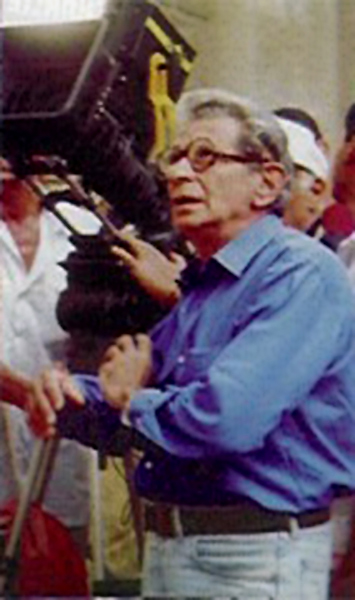
27. Juli: Youssef Chahine (1982)
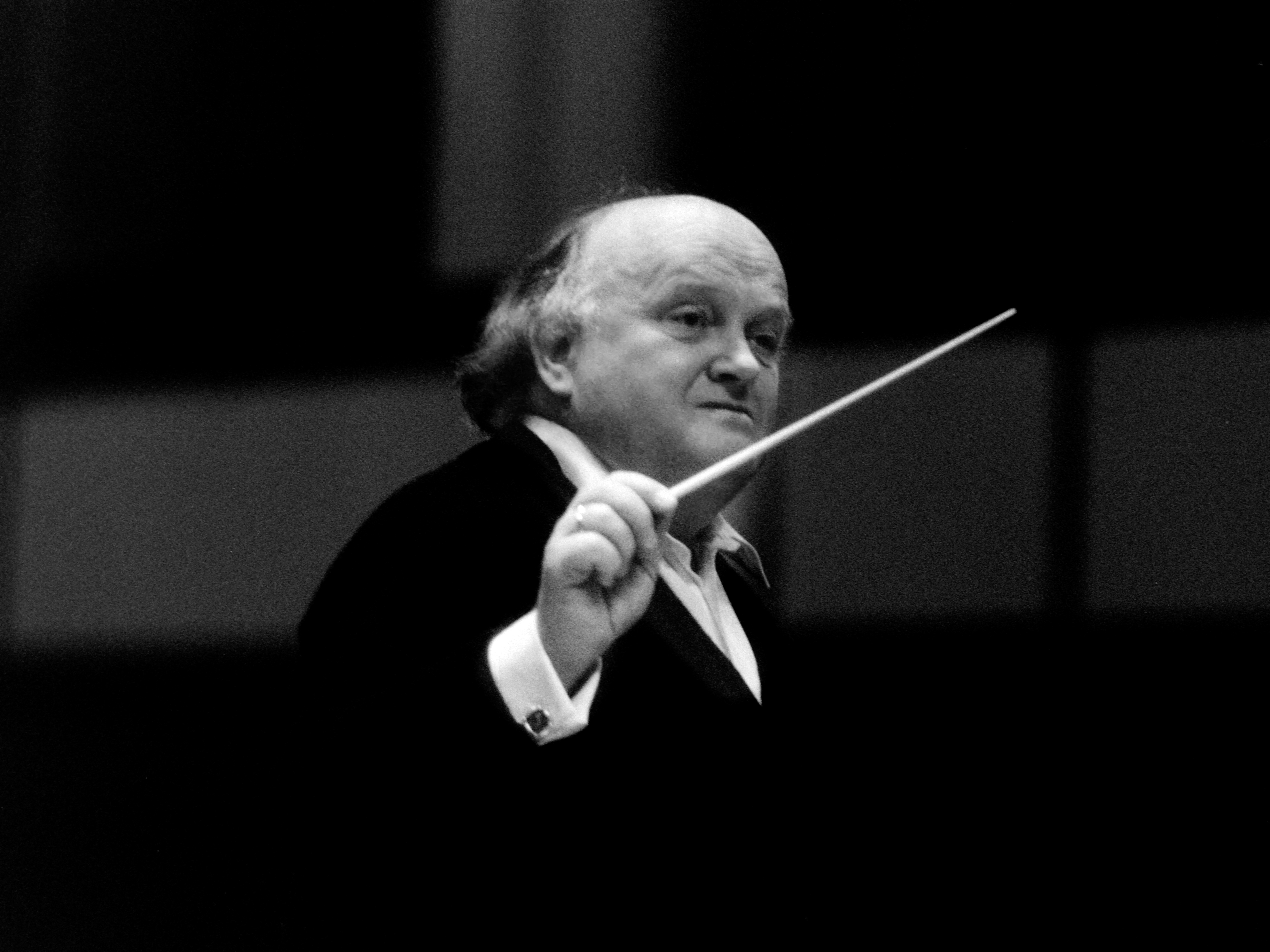
27. Juli: Horst Stein (1985)
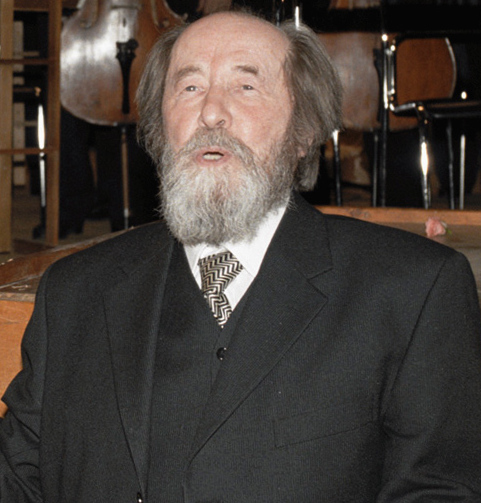
3. August: Alexander Solschenizyn (1998)
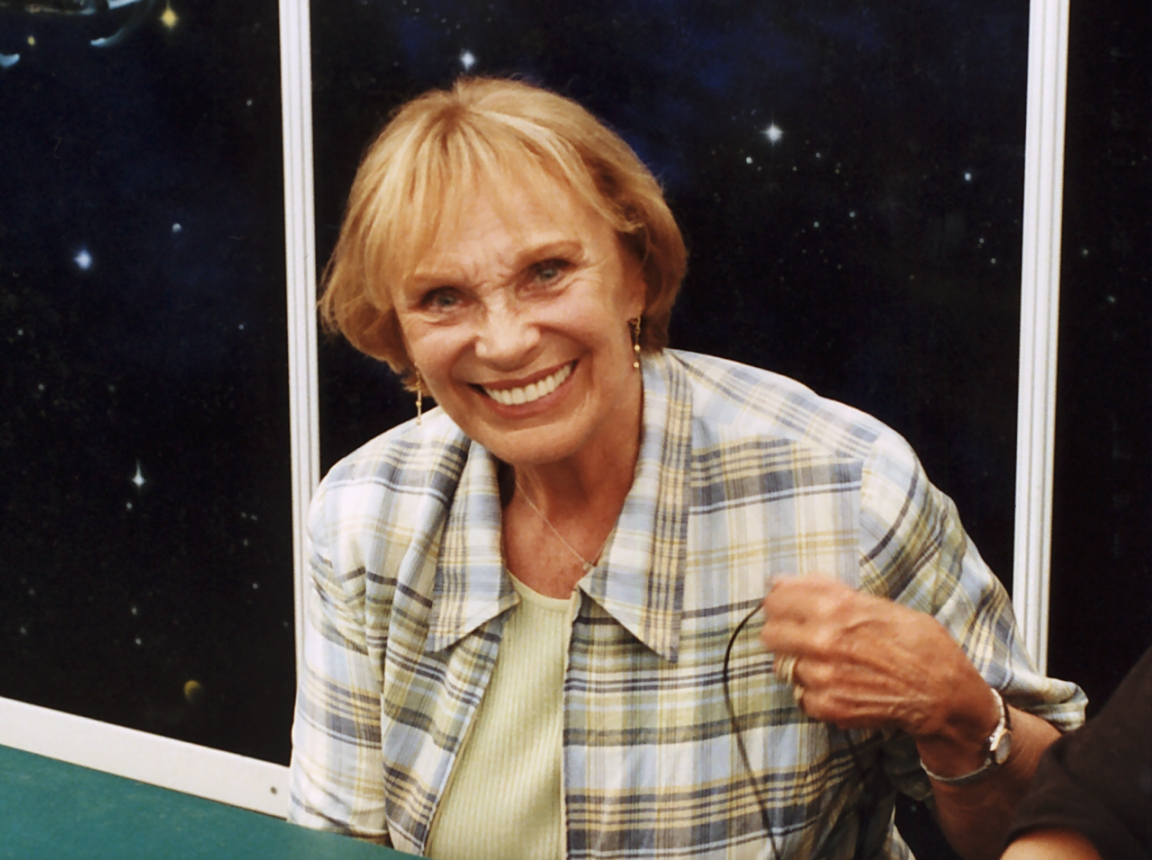
5. August: Eva Pflug (2000)
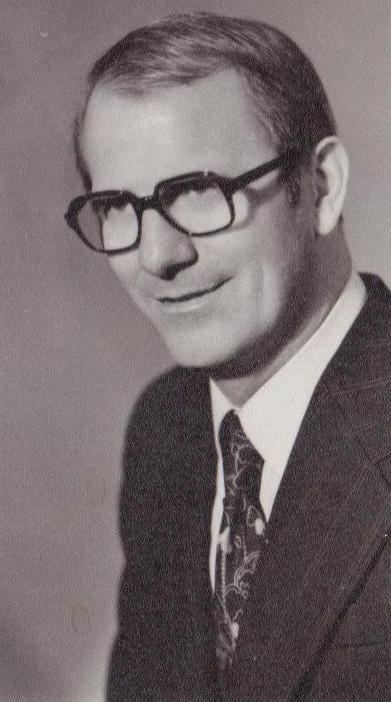
9. August: Walter Michael Klepper (1970er)
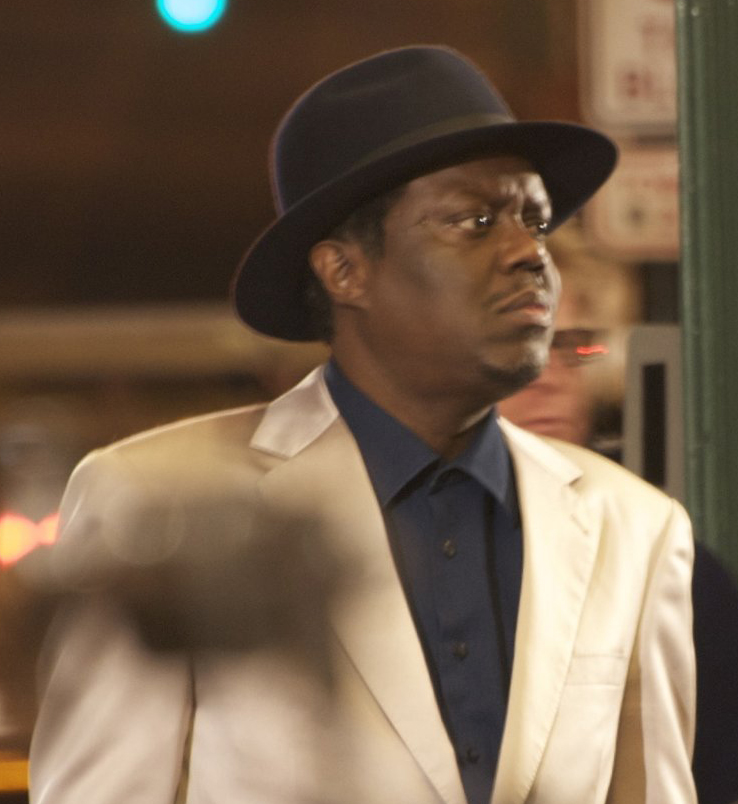
9. August: Bernie Mac (2008)
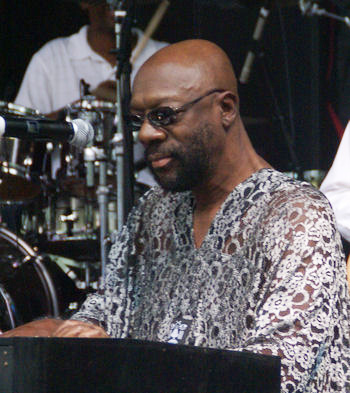
10. August: Isaac Hayes (2007)
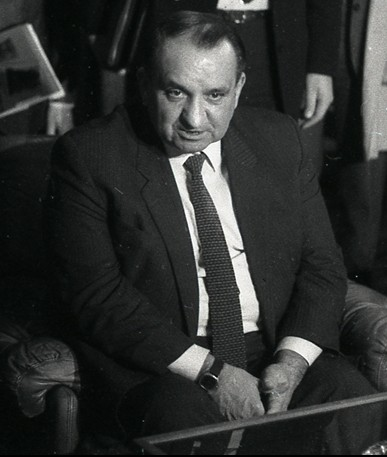
11. August: Fred Sinowatz (?)
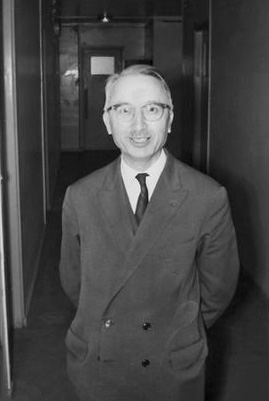
13. August: Henri Cartan (1968)
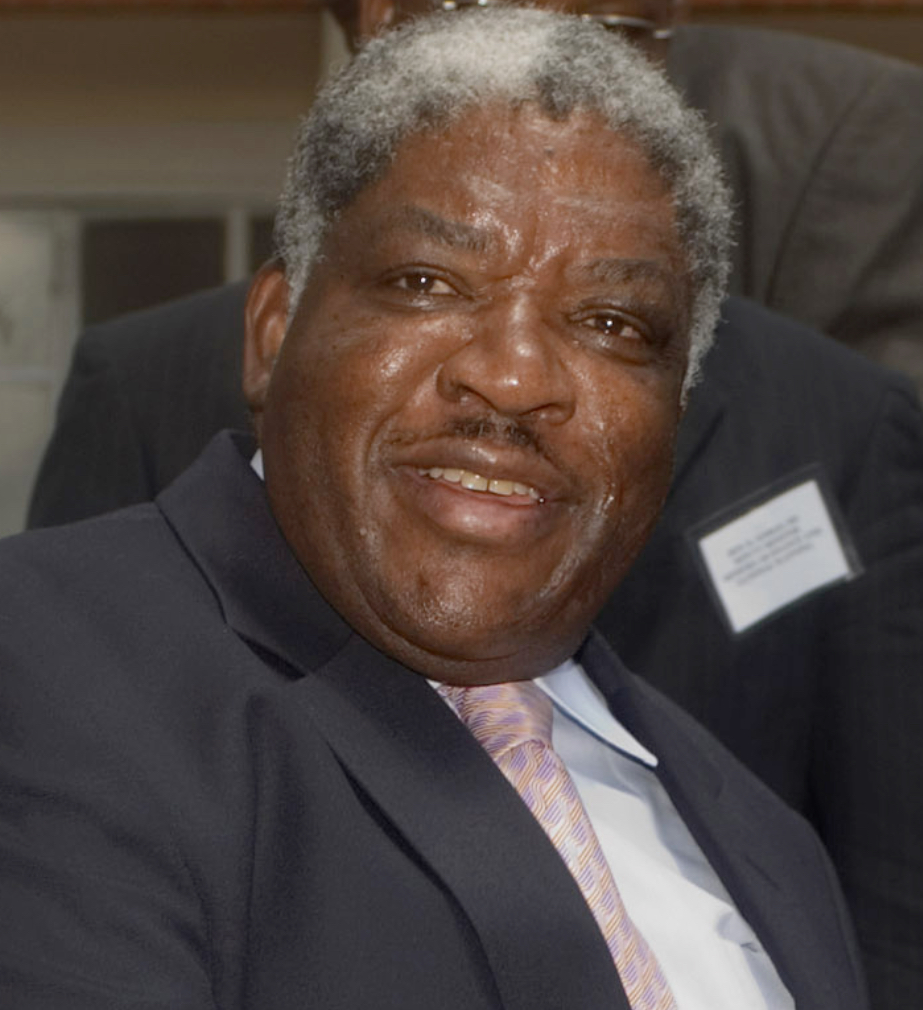
19. August: Levy Mwanawasa (2006)
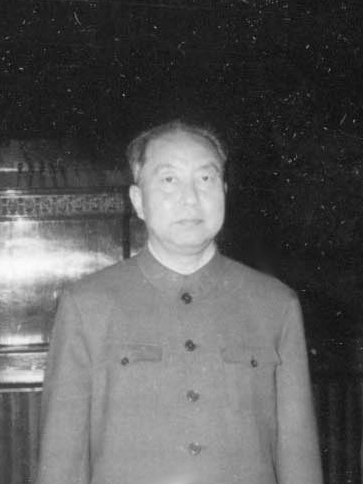
20. August: Hua Guofeng (1978)
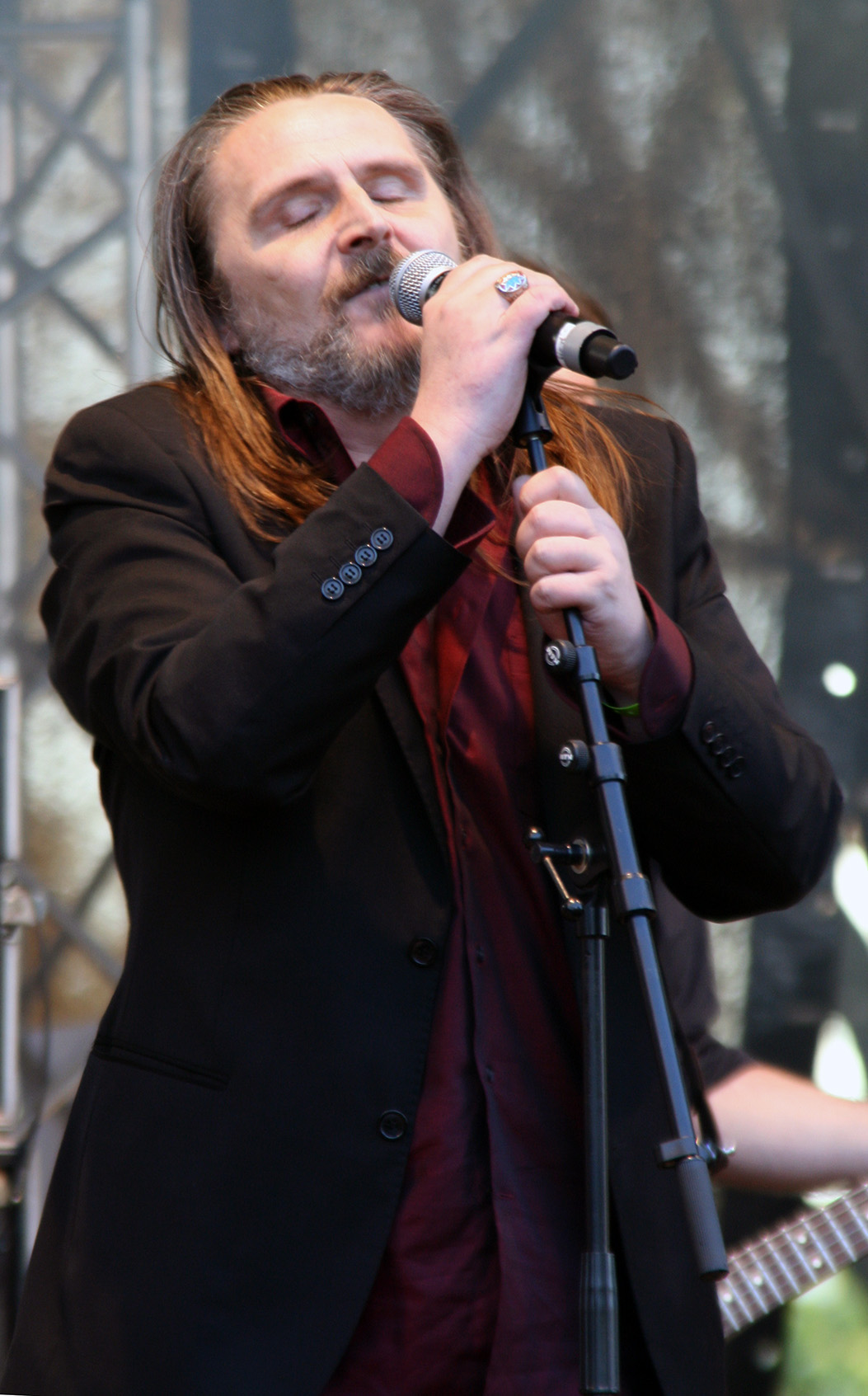
24. August: Hansi Lang (2008)
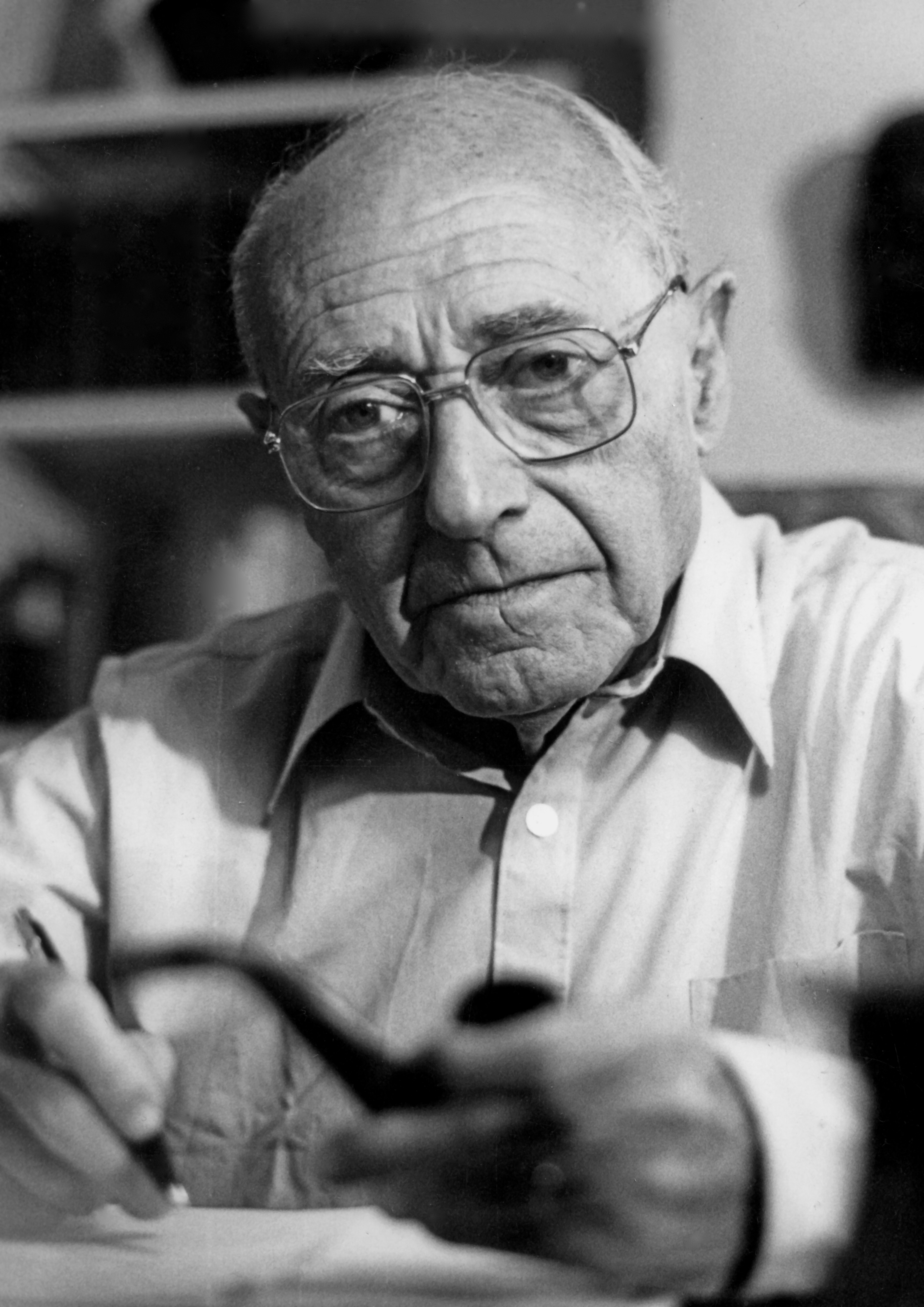
25. August: Josef Tal (1987)
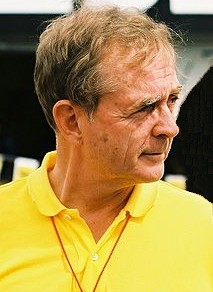
28. August: Phil Hill (1991)
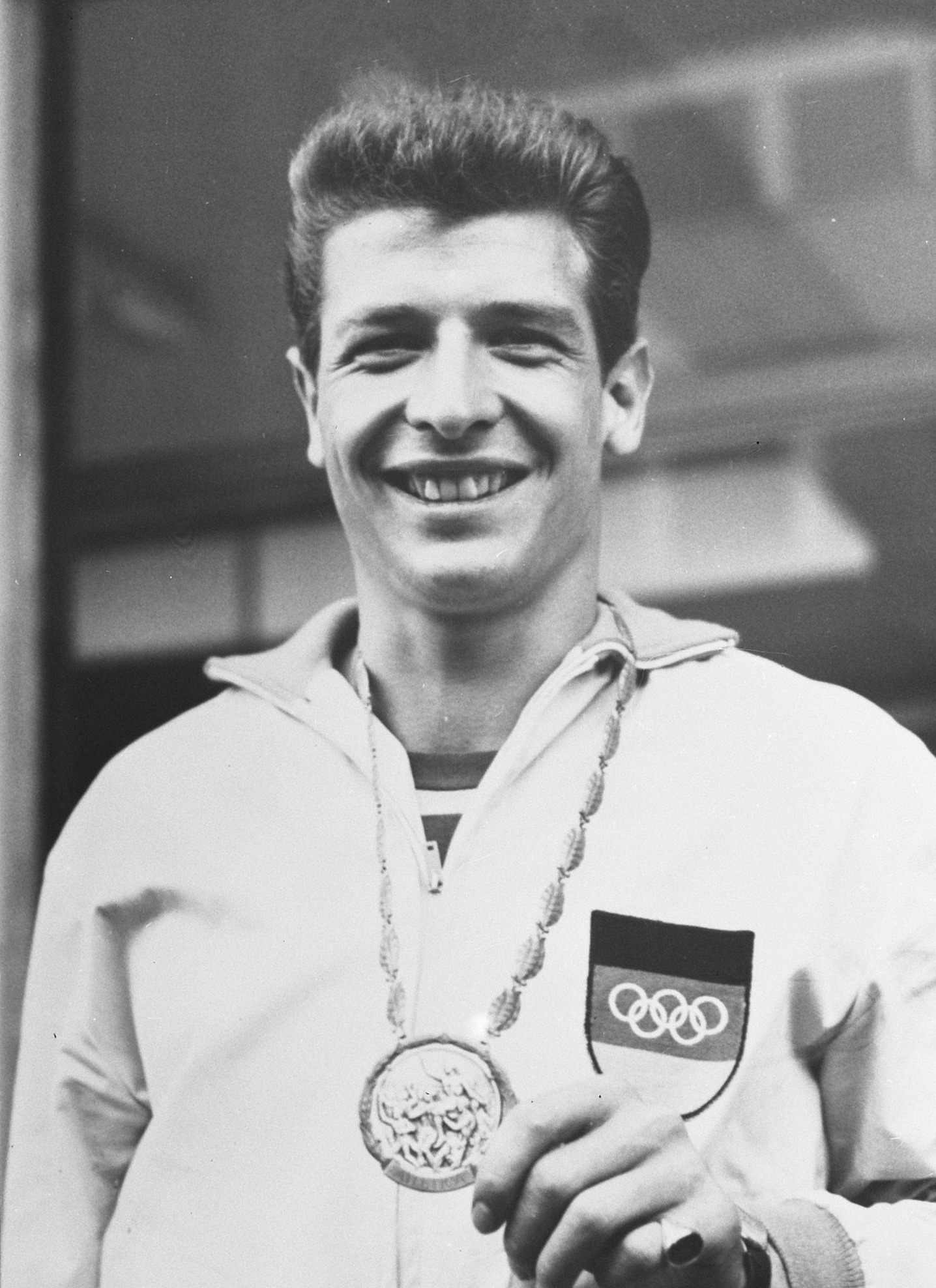
1. September: Carl Kaufmann (1960)
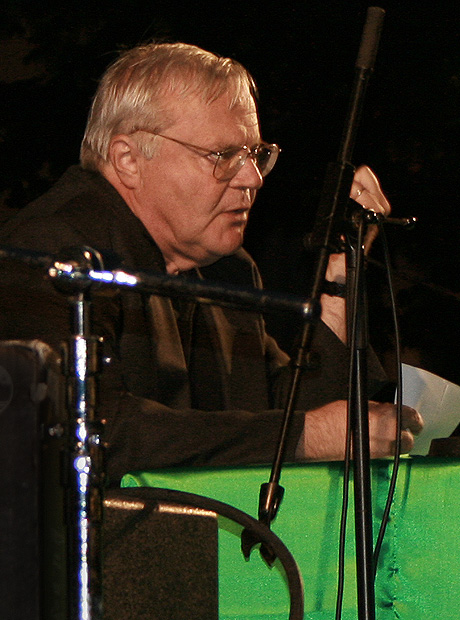
7. September: Wendelin Schmidt-Dengler (2007)
12. September: David Foster Wallace (2006)
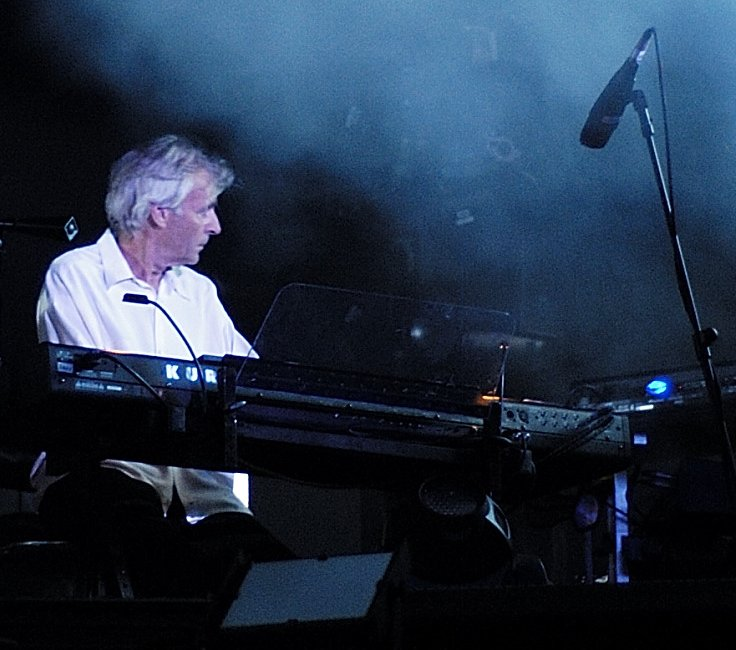
15. September: Richard Wright (2006)
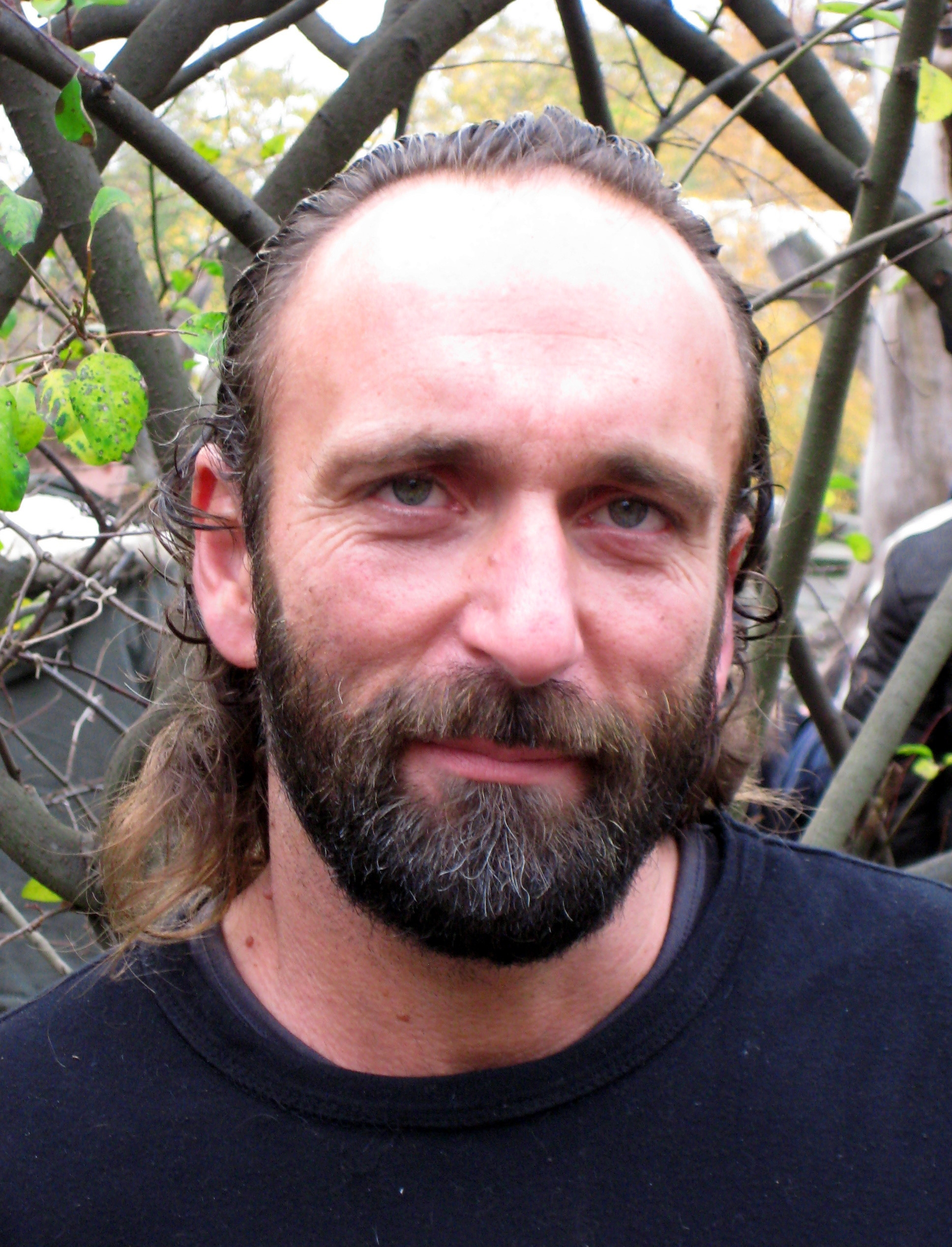
22. September: Thomas Dörflein (2007)
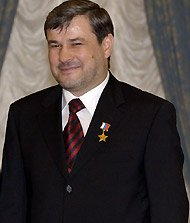
24. September: Ruslan Jamadajew (2004)
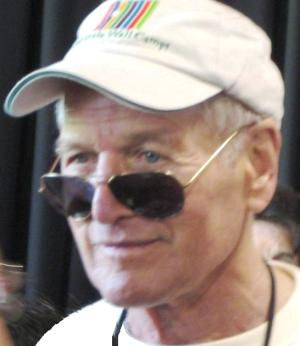
26. September: Paul Newman (2007)
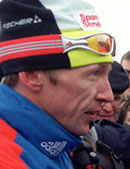
10. Oktober: Alexei Prokurorow (2002)
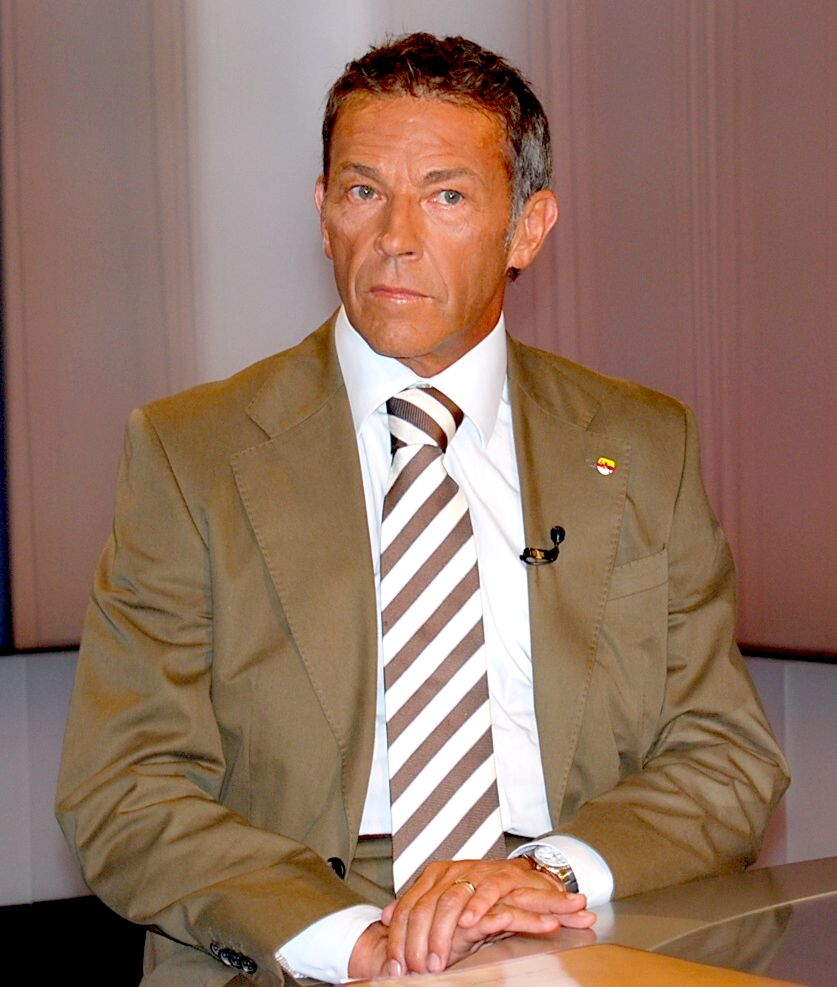
11. Oktober: Jörg Haider (2008)
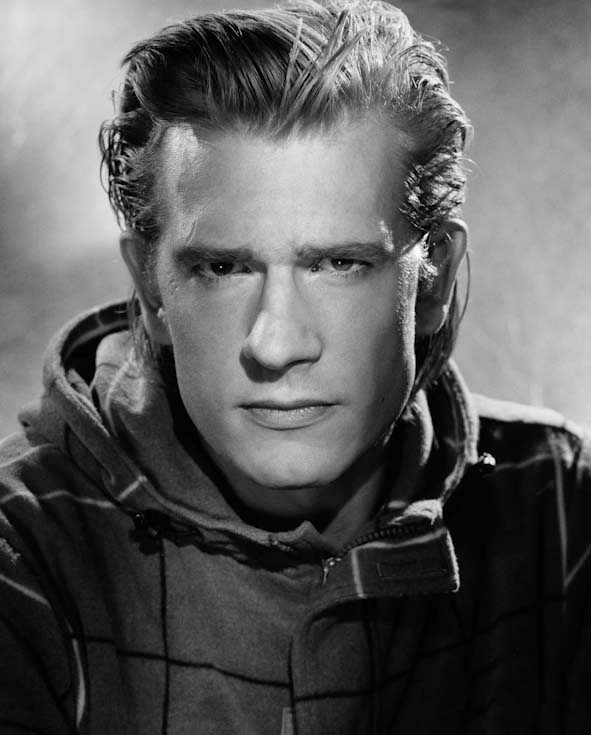
13. Oktober: Guillaume Depardieu (2005)
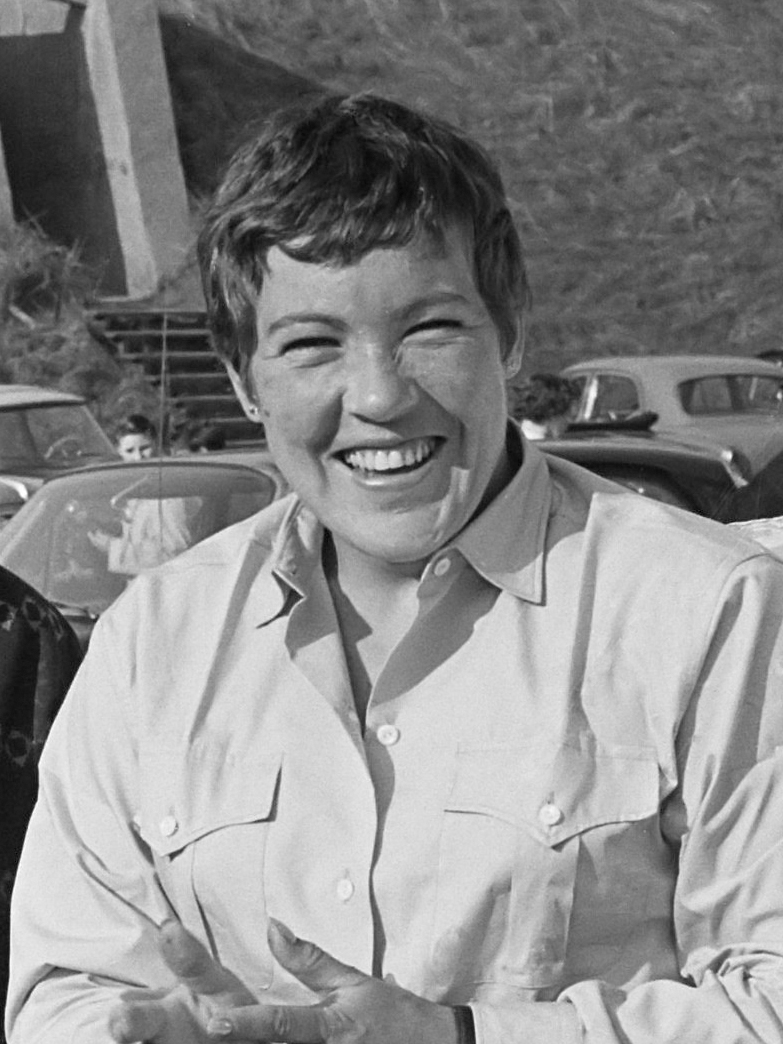
14. Oktober: Pat Moss (1963)
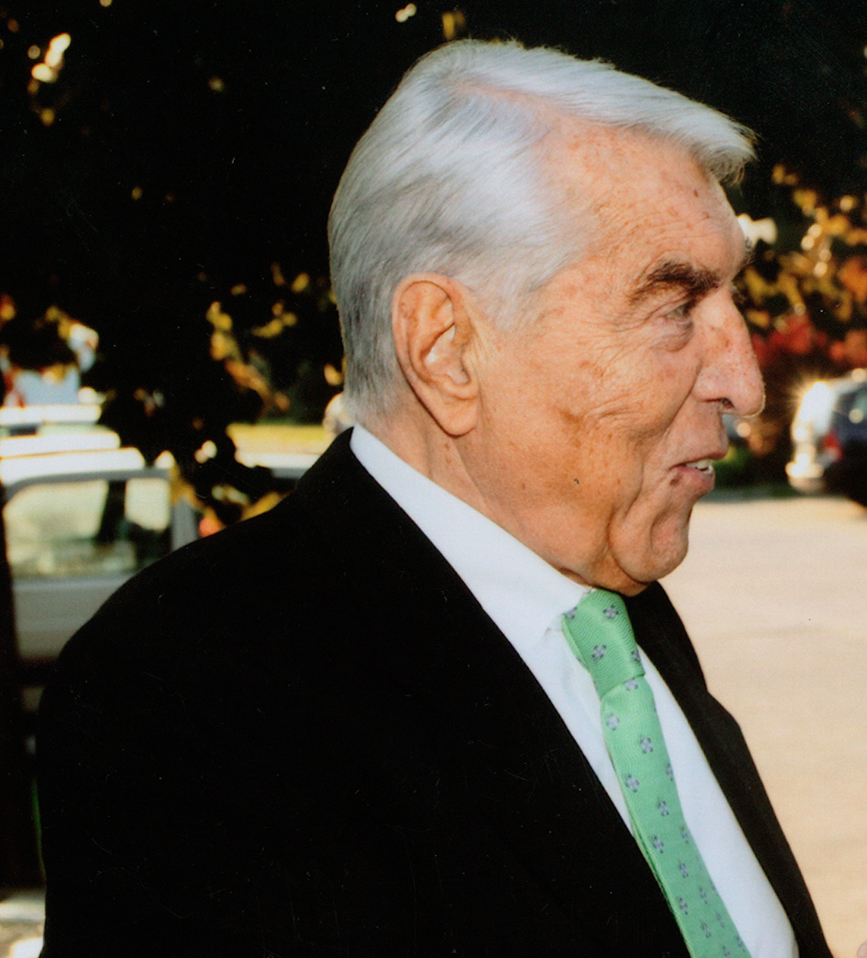
24. Oktober: Helmut Zilk (2008)
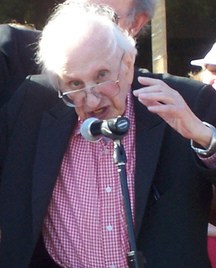
31. Oktober: Studs Terkel (2007)
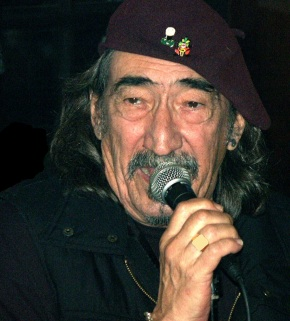
1. November: Jimmy Carl Black (2002)
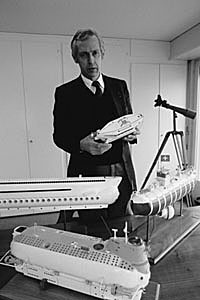
1. November: Jacques Piccard (?)
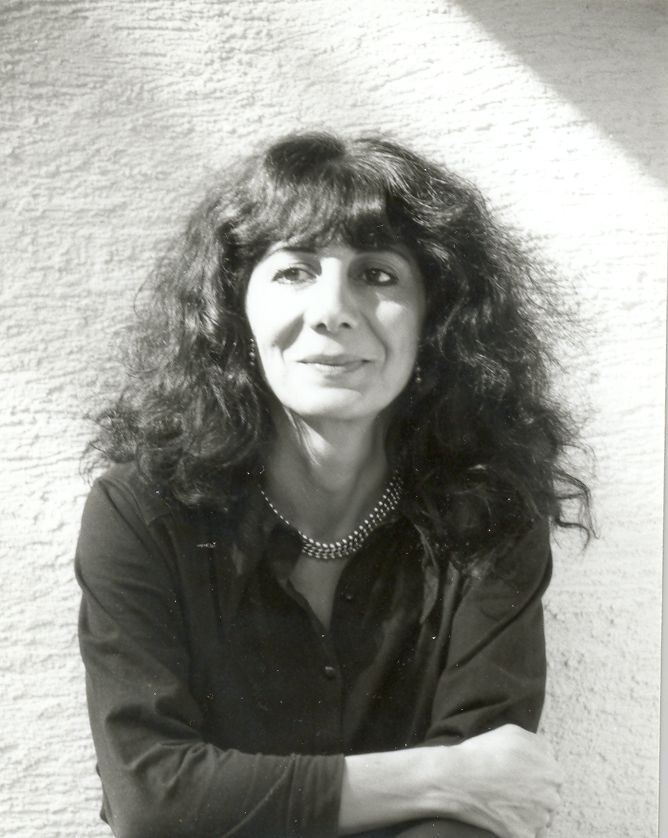
3. November: Farideh Akashe-Böhme (?)
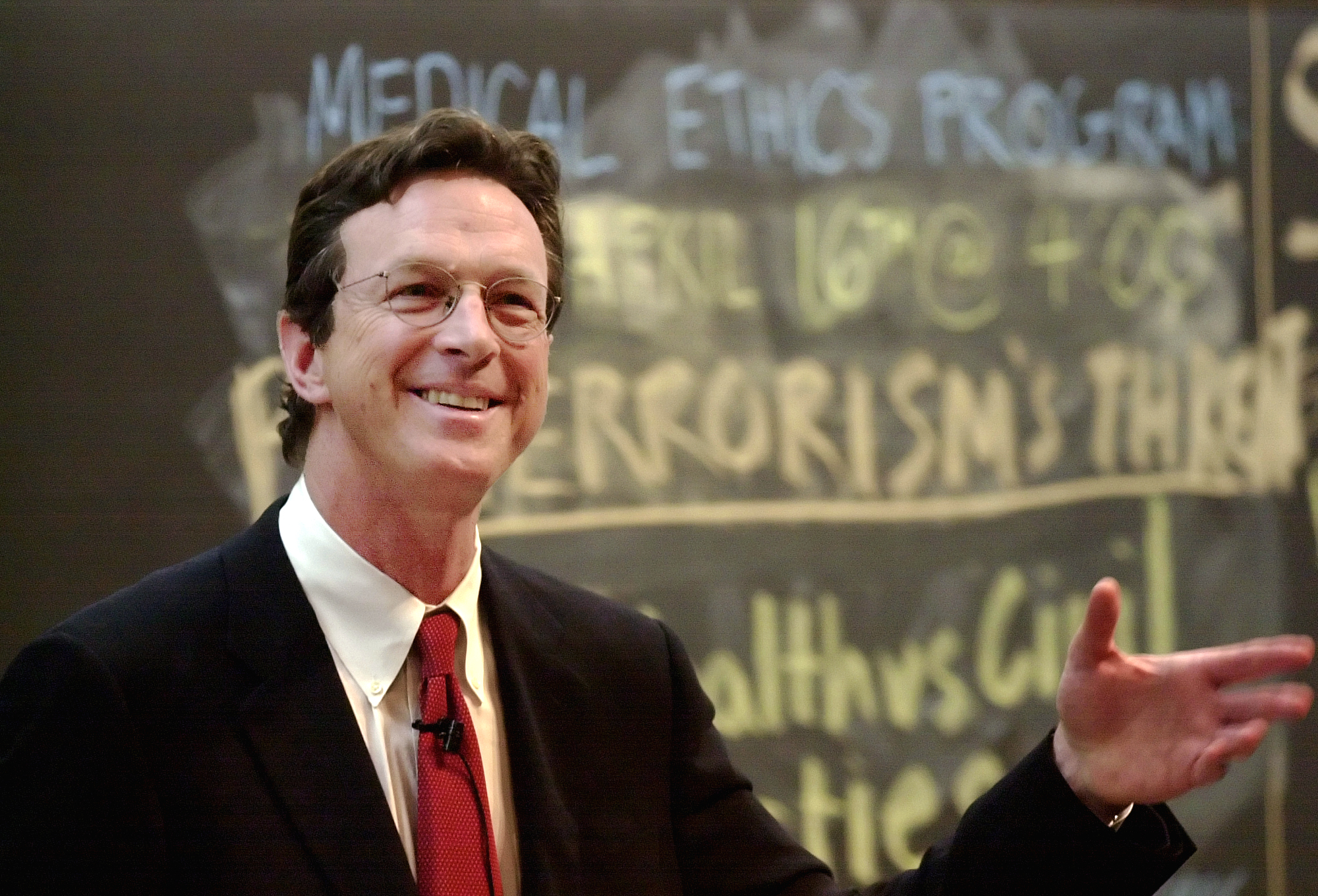
4. November: Michael Crichton (2002)
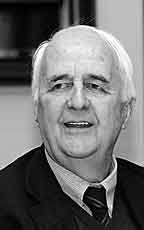
6. November: Heiko Engelkes (2007)
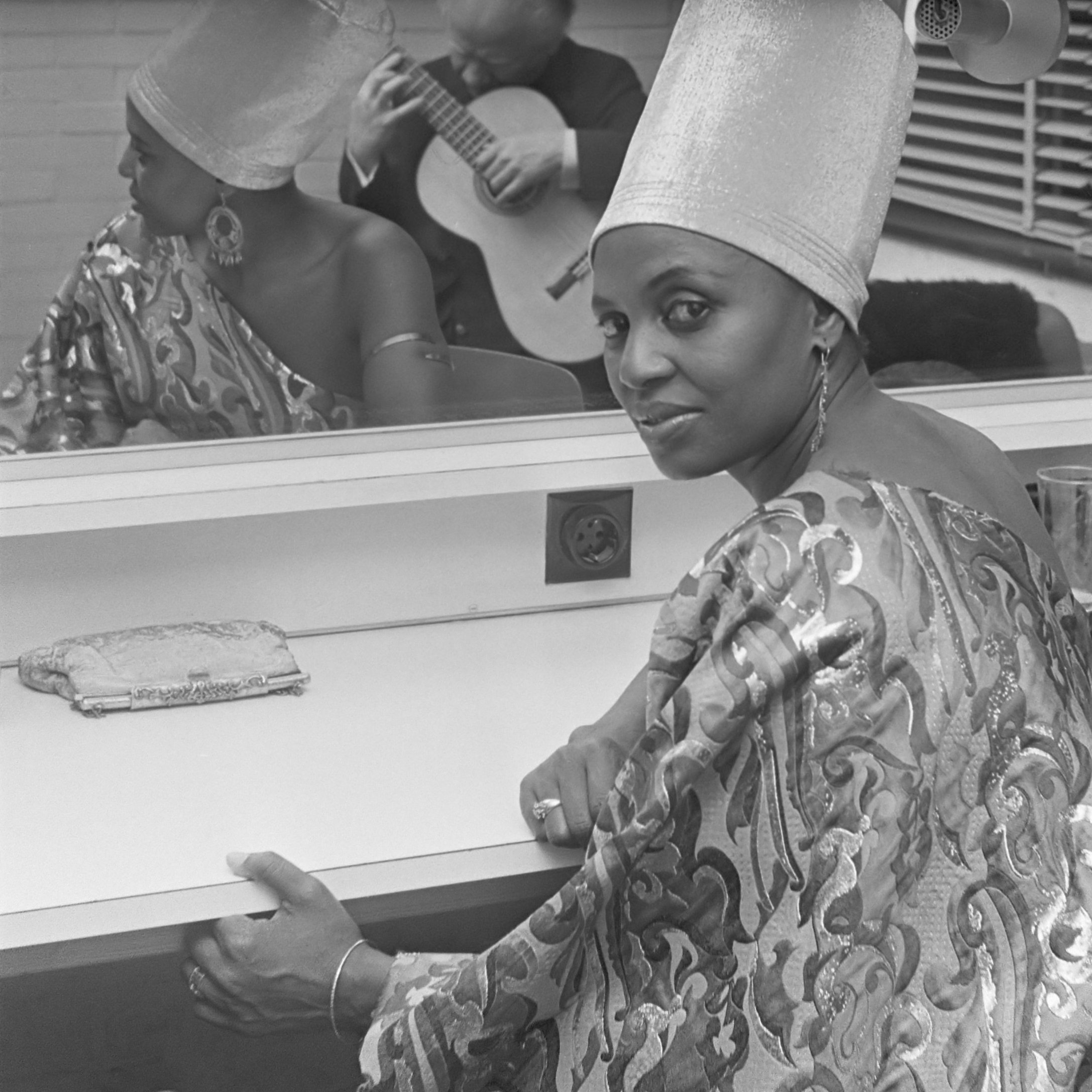
10. November: Miriam Makeba (1969)
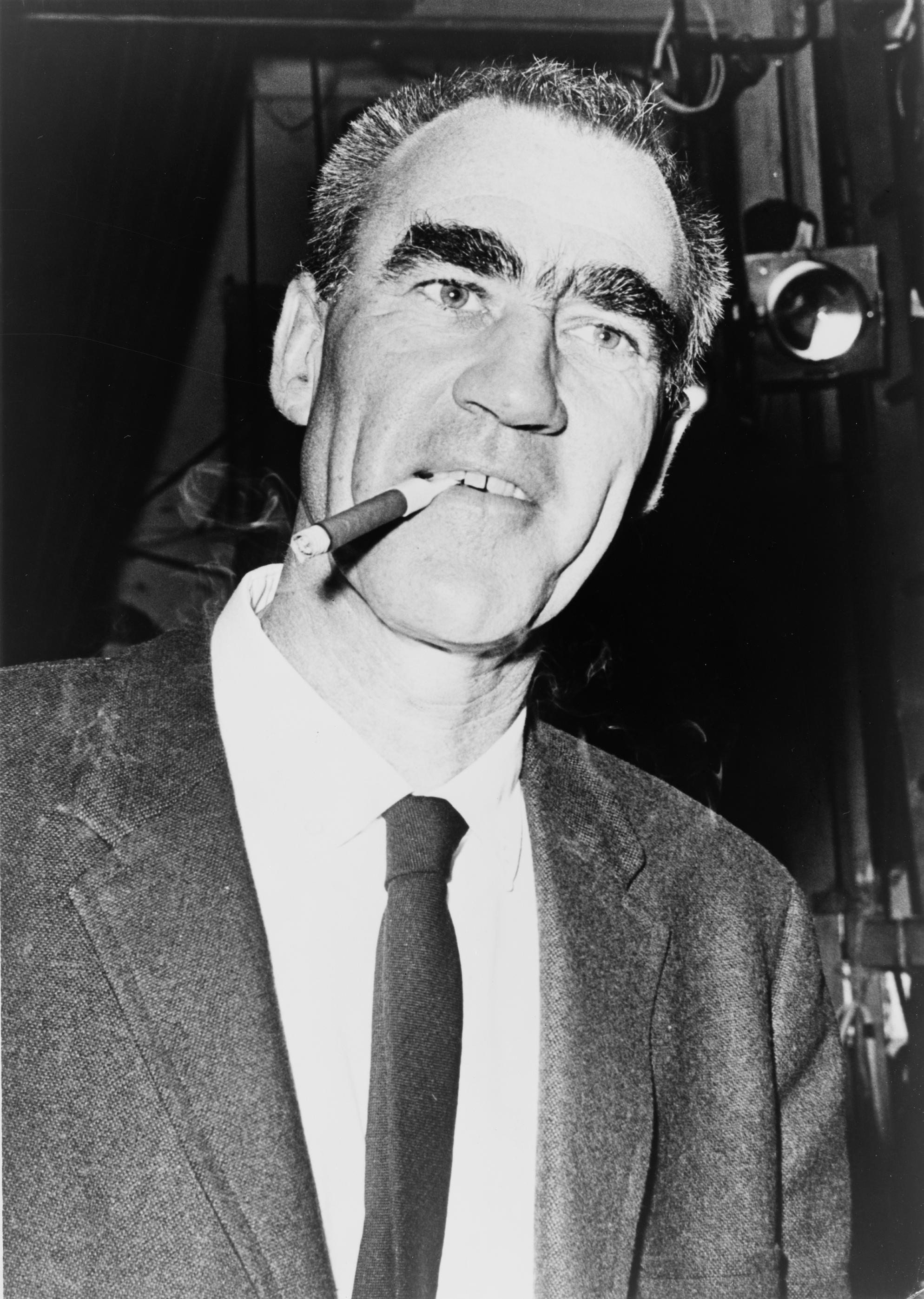
: William Gibson (1964)
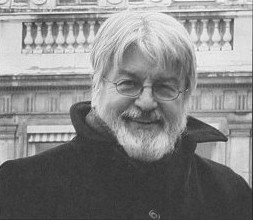
29. November: Uwe Gronostay (2005)
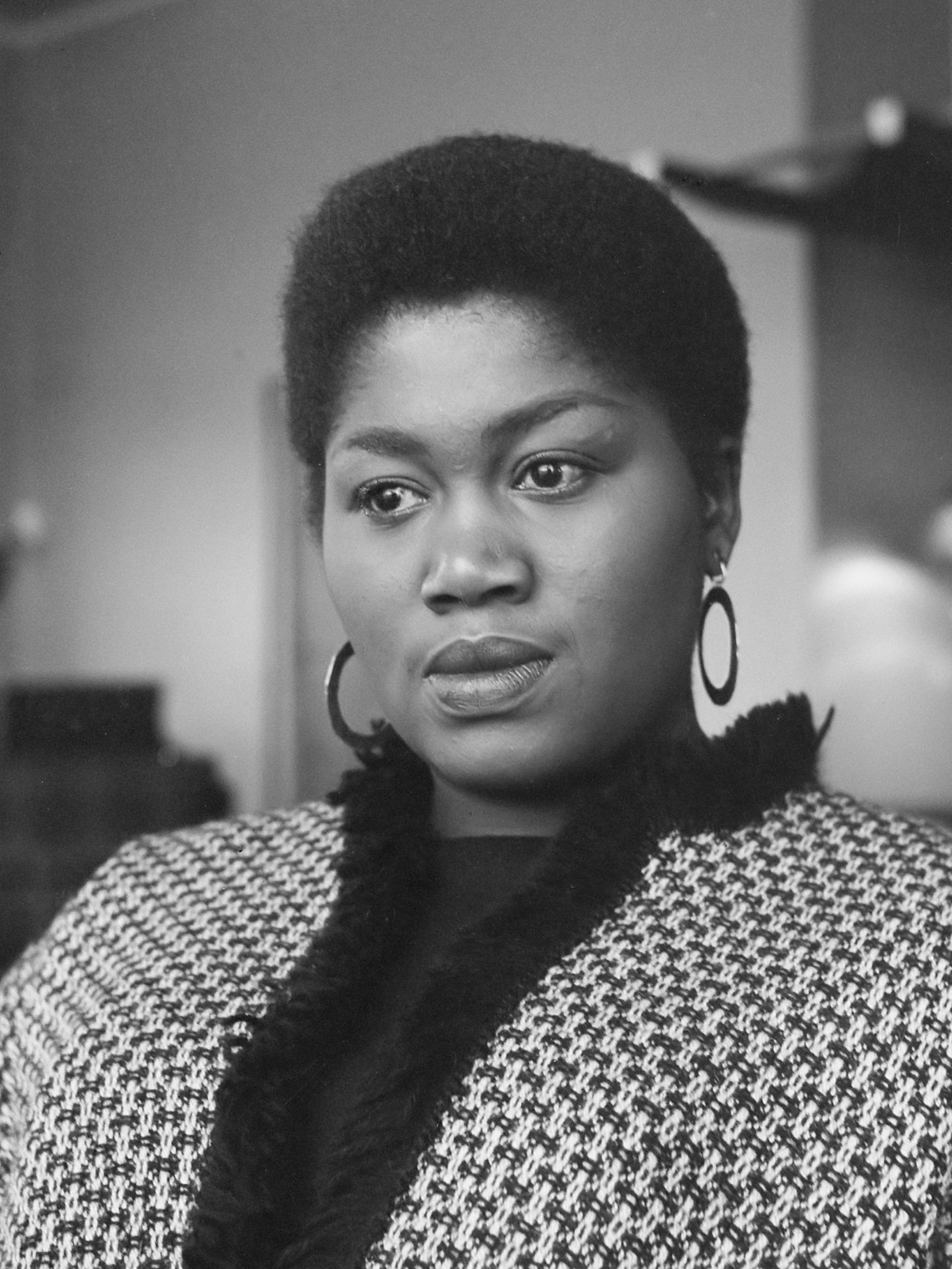
2. Dezember: Odetta Holmes (1961)
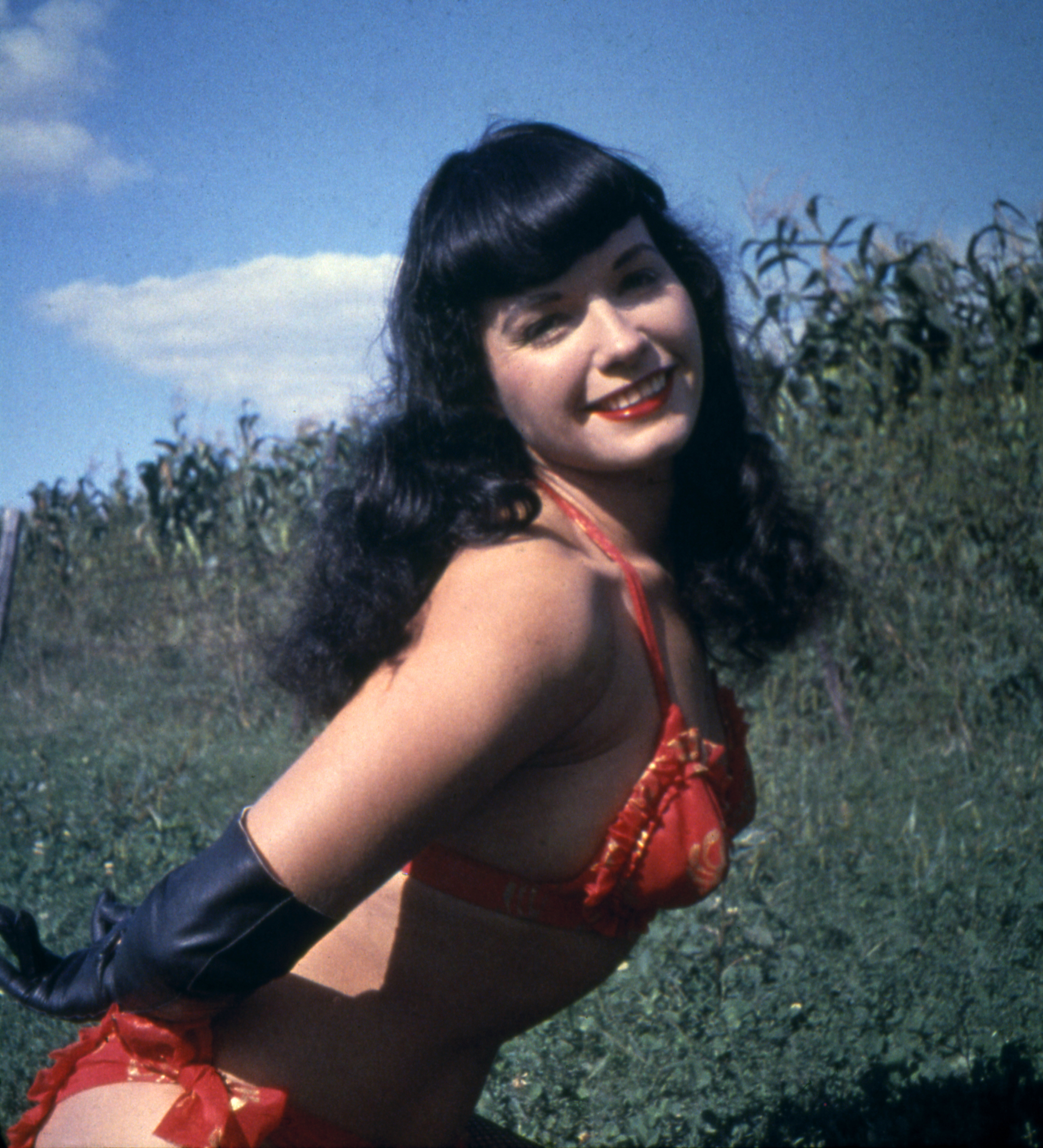
11. Dezember: Bettie Page (?)
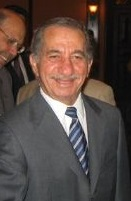
12. Dezember: Tassos Papadopoulos (?)
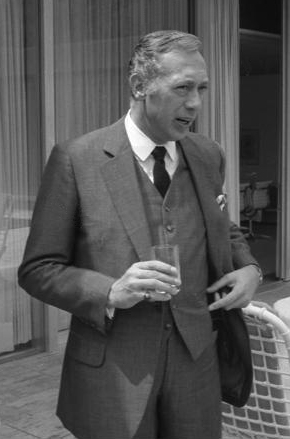
13. Dezember: Horst Tappert (1971)
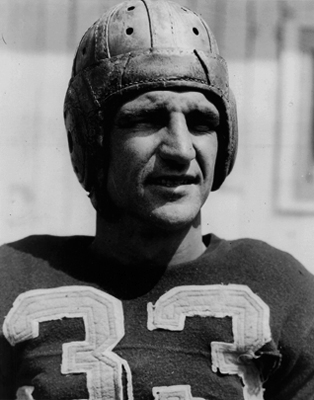
17. Dezember: Sammy Baugh (1938)
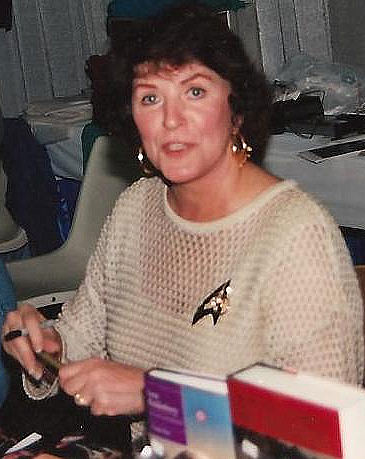
18. Dezember: Majel Barrett (2006)
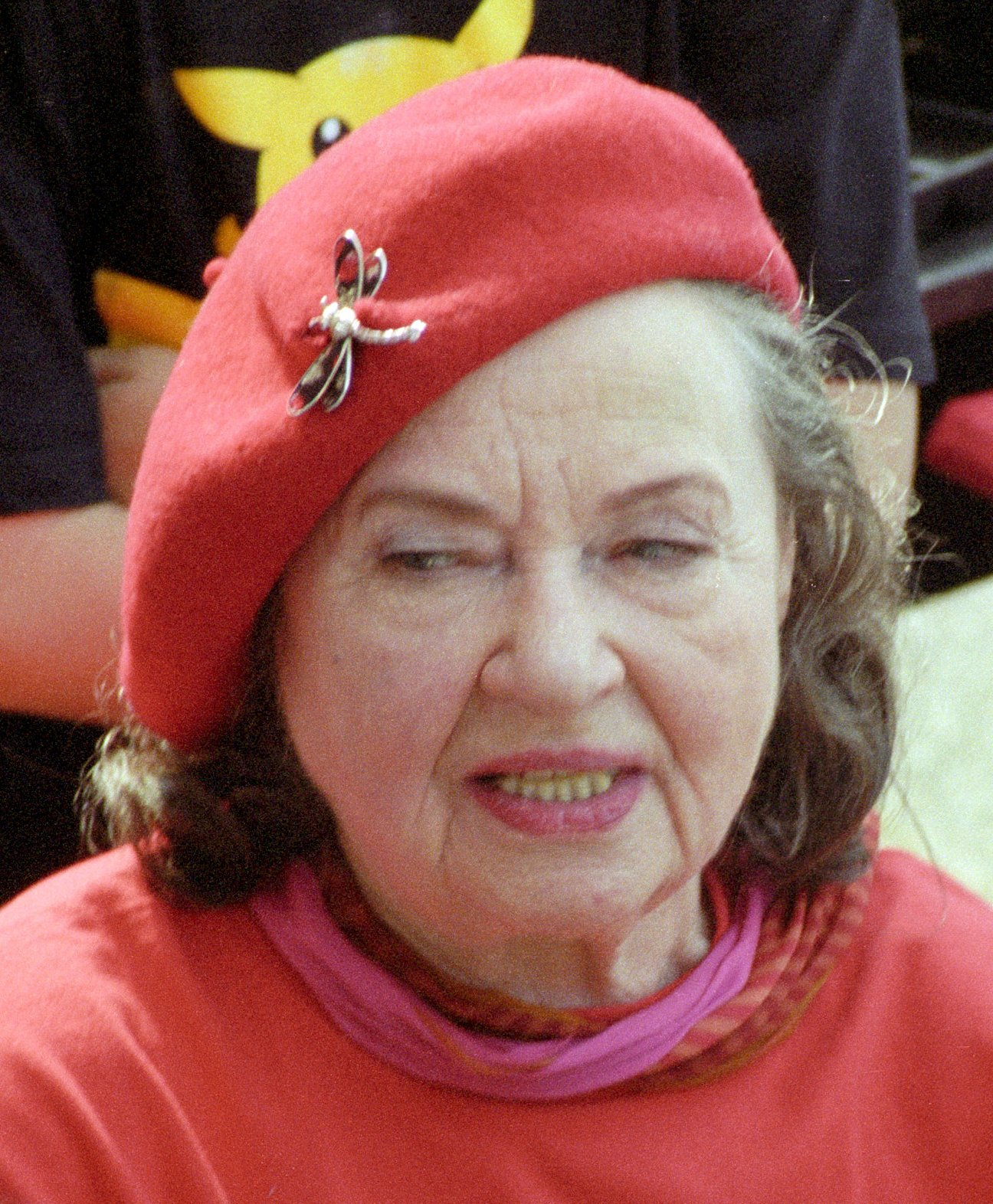
19. Dezember: Tana Schanzara (2000)
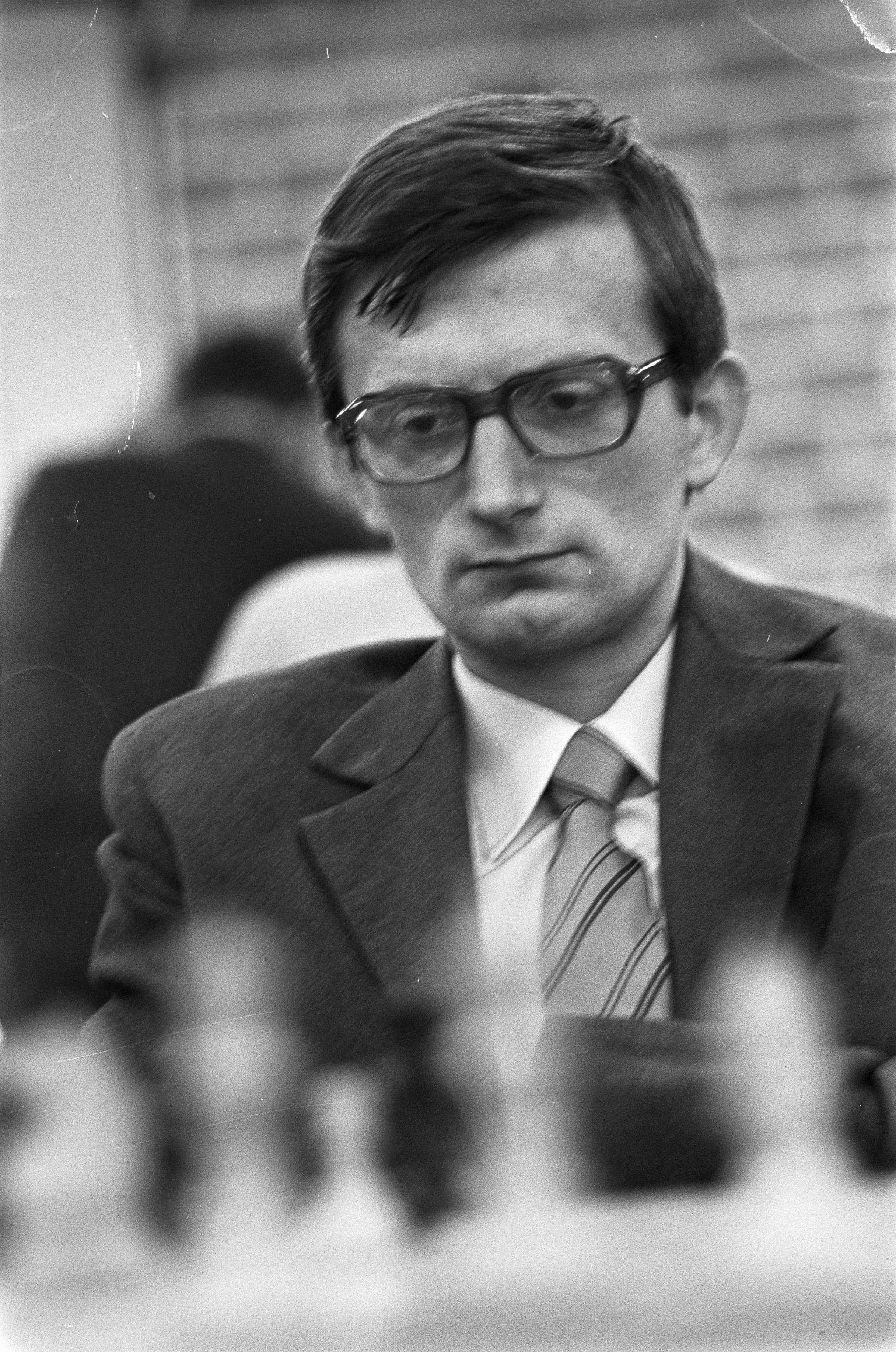
20. Dezember: Albin Planinc (1973)
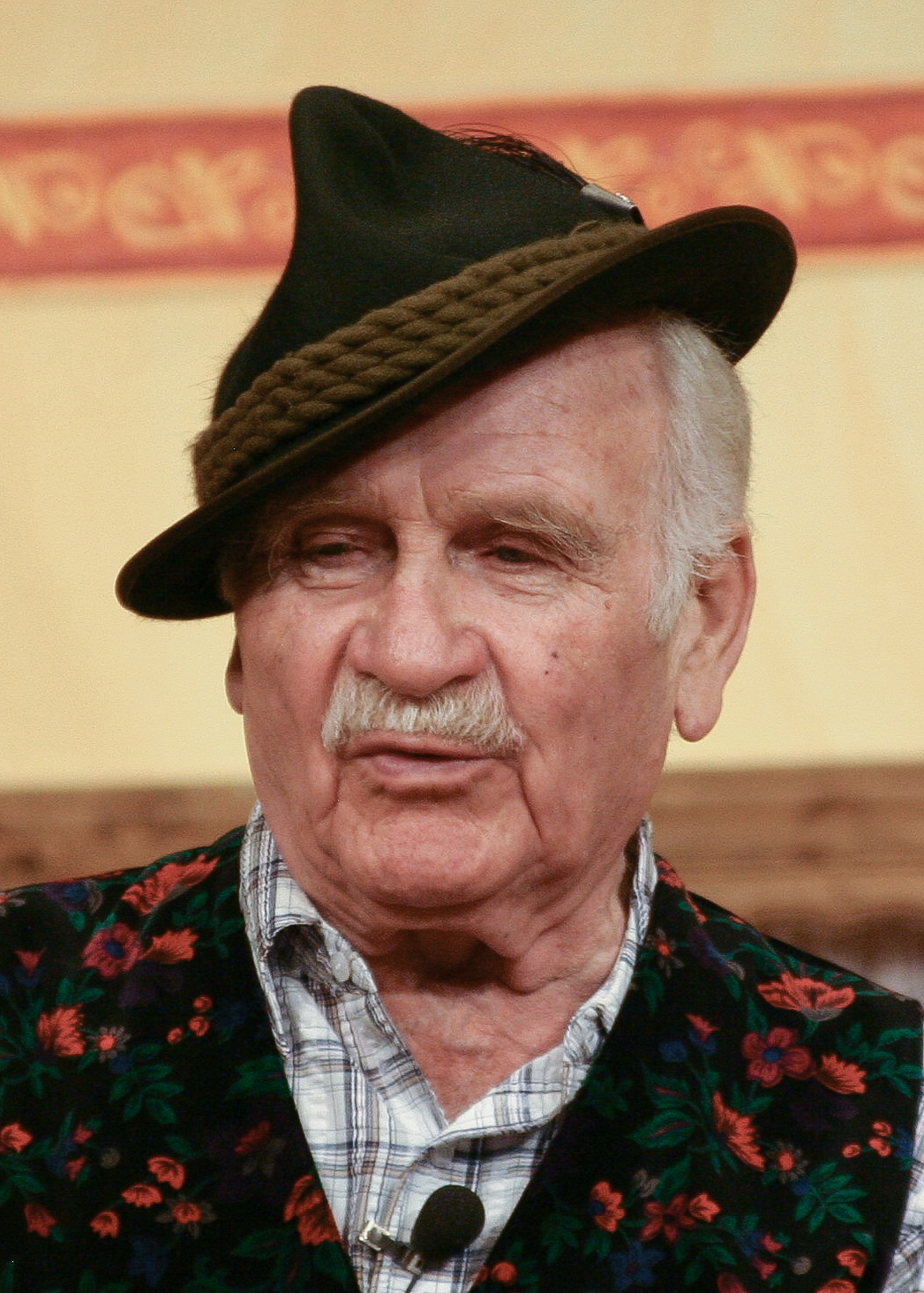
22. Dezember: Peter Steiner (2007)
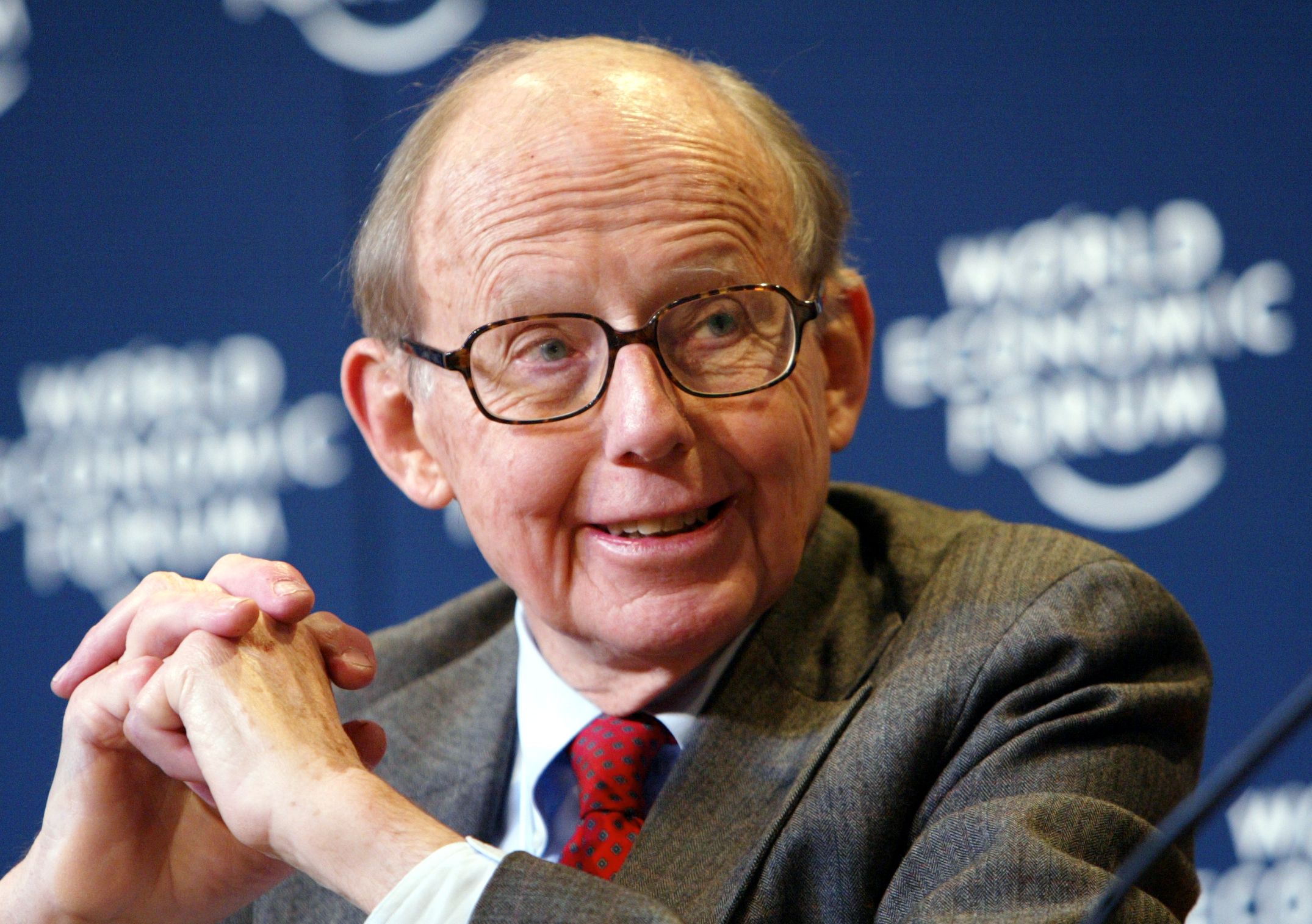
24. Dezember: Samuel P. Huntington (2004)
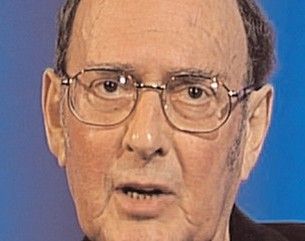
24. Dezember: Harold Pinter (2005)
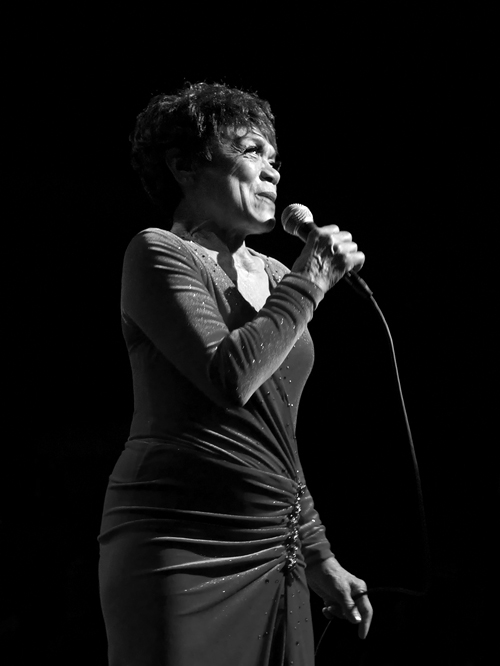
25. Dezember: Eartha Kitt (2007)
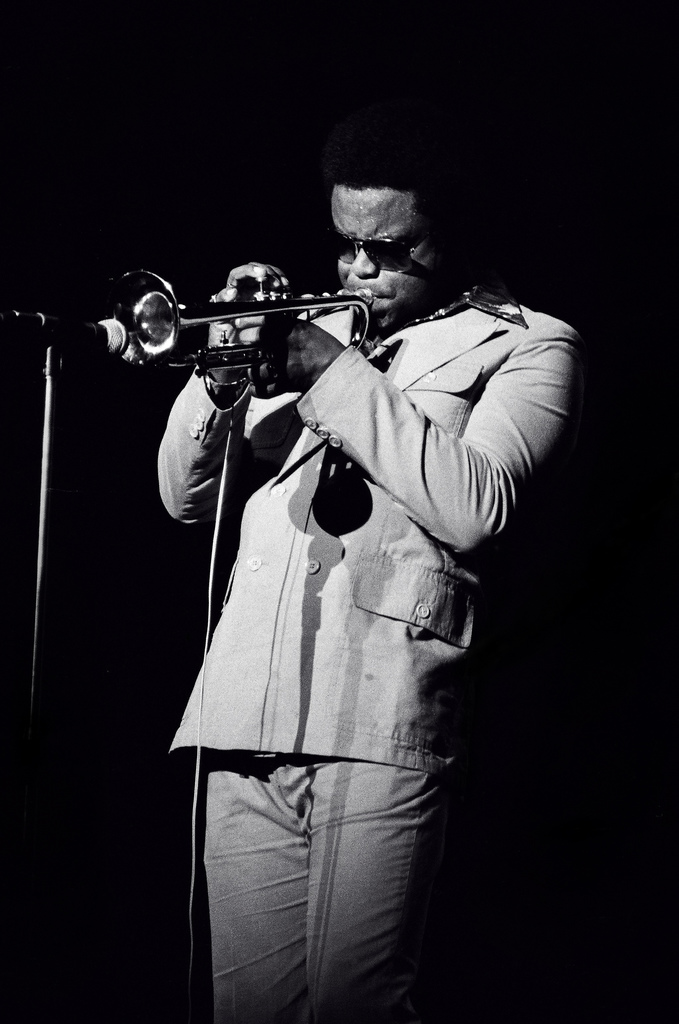
29. Dezember: Freddie Hubbard (1976)

## Wissenschaftspreise

### Nobelpreise

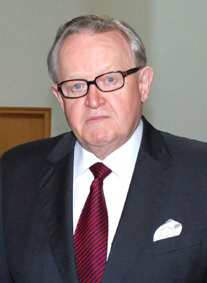
Martti Ahtisaari wird mit dem Friedensnobelpreis ausgezeichnet

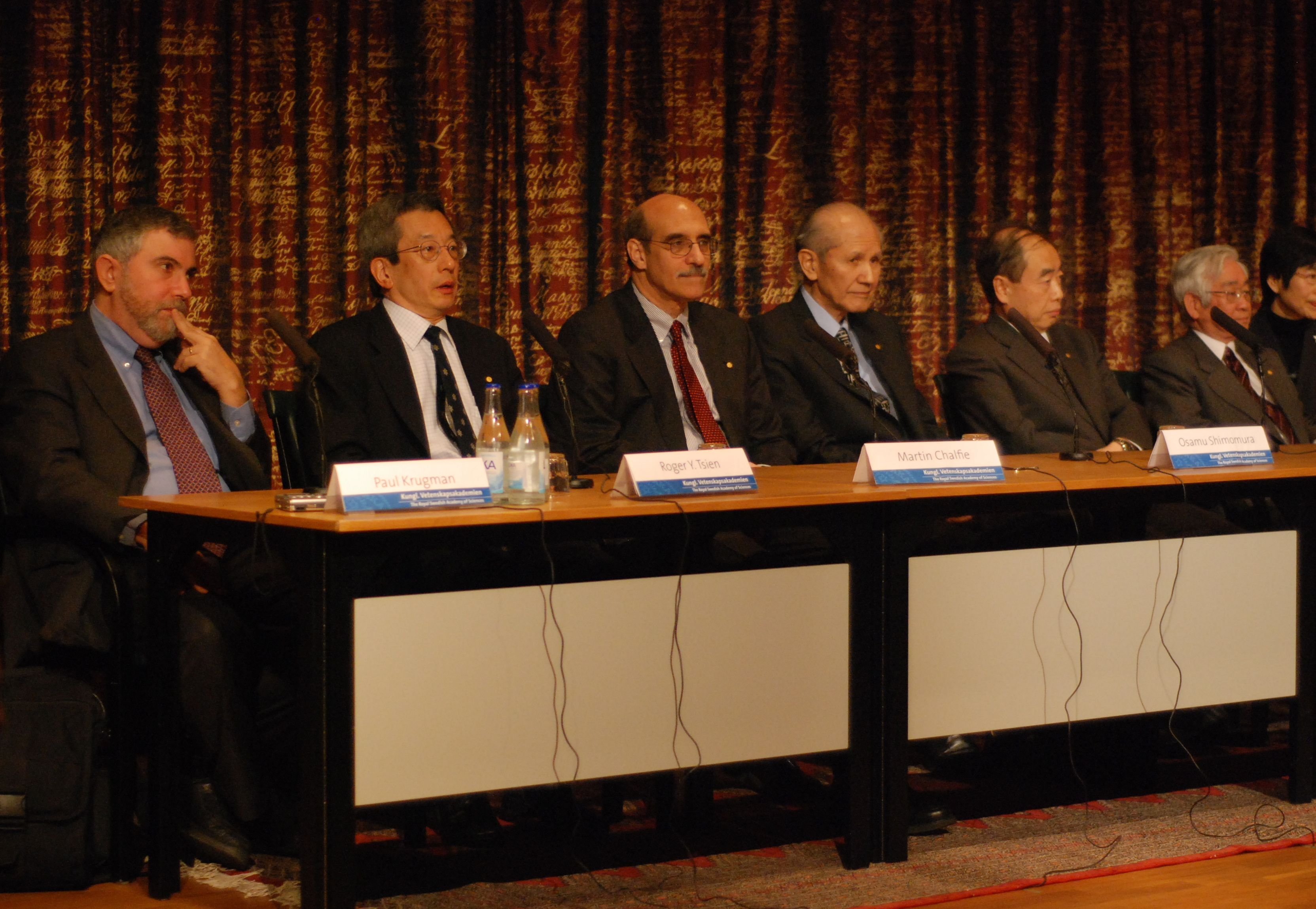
Preisträger der Wirtschaftswissenschaften, Chemie und Physik

Die Bekanntgabe der Nobelpreisträger des Jahres 2008 erfolgte vom 6. bis zum 13. Oktober. Die Verleihung erfolgte in Stockholm und Oslo am 10. Dezember 2008.
- Medizin oder Physiologie: Harald zur Hausen für die Entdeckung, dass humane Papillomviren Gebärmutterhalskrebs auslösen können, sowie Françoise Barré-Sinoussi und Luc Montagnier für die Entdeckung des HI-Virus[5]
- Physik: Yōichirō Nambu für seine Entdeckung von Mechanismen zur spontanen Symmetriebrechung im subatomaren Bereich, sowie Makoto Kobayashi und Toshihide Masukawa für ihre Entdeckung des Ursprungs der Symmetriebrechung, die zur Vorhersage von mindestens drei Generationen von Quarks in der Natur führte.[6]
- Chemie: Osamu Shimomura, Martin Chalfie und Roger Tsien für die Entdeckung und Entwicklung des grün fluoreszierenden Proteins.[7]
- Literatur: Jean-Marie Gustave Le Clézio, „dem Verfasser des Aufbruchs, des poetischen Abenteuers und der sinnlichen Ekstase, dem Erforscher einer Menschlichkeit außerhalb und unterhalb der herrschenden Zivilisation“.[8]
- Frieden: Martti Ahtisaari für seine wichtigen Bemühungen, auf verschiedenen Kontinenten und über drei Jahrzehnte internationale Konflikte zu lösen.[9]
- Alfred-Nobel-Gedächtnispreis für Wirtschaftswissenschaften: Paul Krugman „für die Analysen der Handelsmuster und Räume wirtschaftlicher Aktivität.“[10]

### Turing Award
- Barbara Liskov, für Beiträge zu Programmiersprachen- und Betriebssystemdesign, insbesondere im Zusammenhang mit Datenabstraktion, Modularität, Fehlertoleranz, Persistenz und verteiltem Rechnen.

## Jahresrückblick in den Medien
- Jahresrückblick 2008. FAZ.net, abgerufen am 31. Dezember 2008.
- Jahresrückblick. Das war 2008. Focus Online, abgerufen am 31. Dezember 2008.
- Editorial aus der «NZZ Chronik» 2008. NZZ Online, 12. Dezember 2008, archiviert vom Original am 23. Dezember 2008; abgerufen am 9. Mai 2015.
- Jahresrückblick 2008. sueddeutsche.de, abgerufen am 31. Dezember 2008.
- Jahresrückblick 2008. Monat für Monat – die große Rückschau. Welt Online, abgerufen am 31. Dezember 2008.
- Jan Ross: 2008: Das Jahr, das immer schneller wurde. Zeit Online, 23. Dezember 2008, abgerufen am 31. Dezember 2008.
- Lukas Hermsmeier: Das Jahr der Kartoffel – positive Zahlen 2008. Cicero Online, 23. Dezember 2008, abgerufen am 31. Dezember 2008.